# Cantine
Vous lisez un « article de qualité » labellisé en 2009.
Pour les articles homonymes, voir Cantine (homonymie).

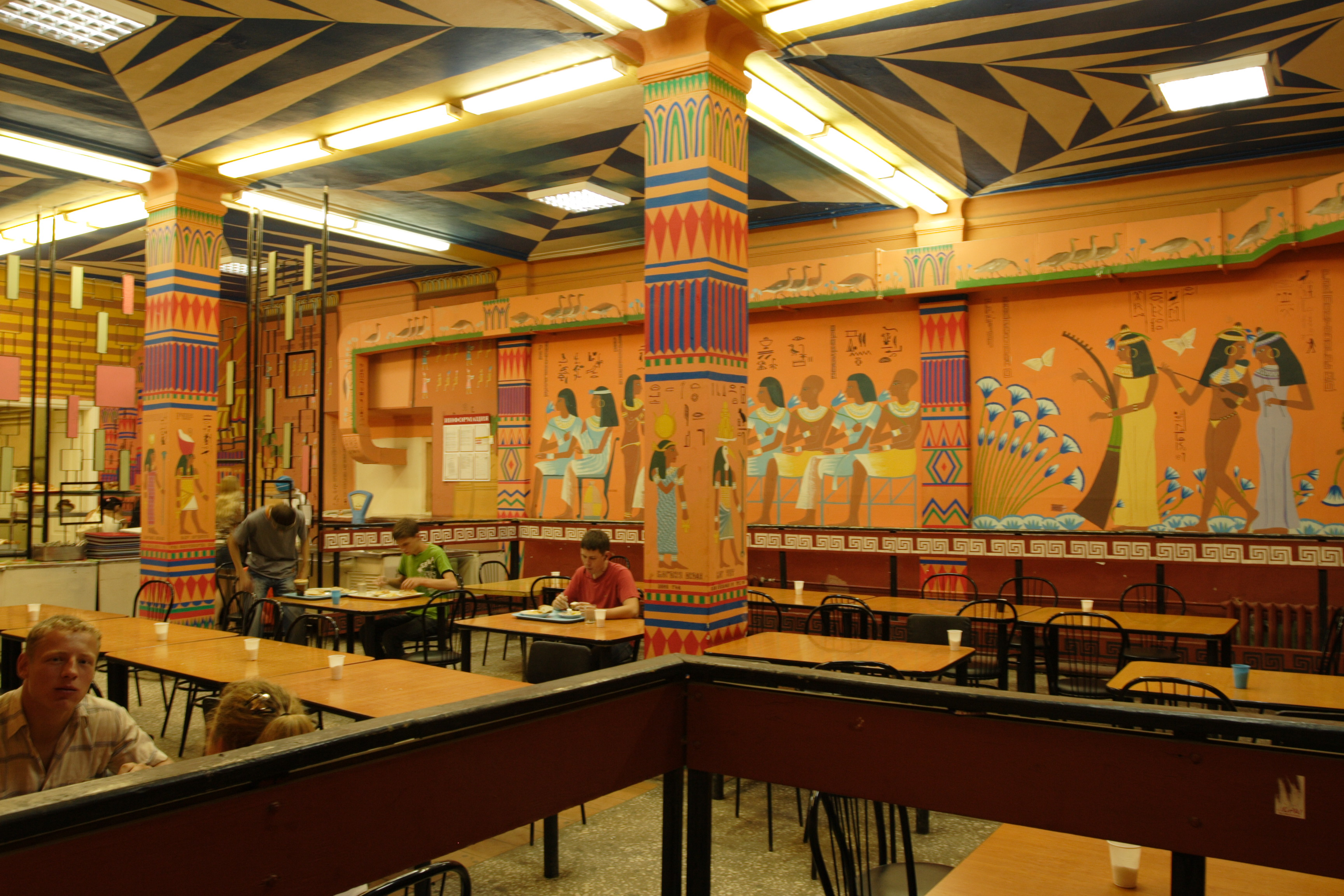
Cantine de l’université d’État de Iekaterinbourg, Russie.

À l’origine meuble de voyage, puis magasin, la cantine est aussi depuis la fin du XIXe siècle un lieu où l’on sert à boire et à manger aux personnes d’une collectivité, et, plus récemment, un service généralement subventionné de restauration collective.
La cantine se différencie du restaurant par le fait que ses repas sont gratuits ou bon marché, tout ou partie du cout étant pris en charge par la collectivité ou l'employeur.
La cantine concerne toutes les classes d’âge et se retrouve sur tous les continents. Elle a un impact social important en matière de santé, d’éducation, de fonctionnement des armées, prisons, entreprises et écoles. Elle découle de choix personnels, politiques et économiques. Les repas qu’elle propose reflètent l’évolution de la société quant aux habitudes alimentaires et diététiques.

## Histoire du mot: du mobilier à la restauration collective

### Étymologie
La majorité des dictionnaires et encyclopédies actuels retient la même origine que le Dictionnaire historique de la langue française : cantine serait emprunté à l’italien cantina,« cave, cellier » (après 1250), dérivé lui-même de canto « angle » d’où « coin retiré, débarras », et s’entend sur le fait que la première définition du terme se trouve dans le Dictionnaire françois, contenant les mots et les choses de Pierre Richelet (édition de 1680).
Au XVIIe siècle, Gilles Ménage proposait comme origine canova (cave) et Amédée Tardieu au XIXe siècle, le latin quintana (en référence à Suétone, Ner. 26), lieu des camps romains où l’on vendait toutes sortes de choses. Mais récemment, Hélène Cuvigny a démenti cette dernière hypothèse.
Pierre Larousse indique que cantine vient de « canton » dont la signification primitive était celle de coin, d’angle. Le terme « canton » est d’origine germanique : on le trouve en ancien haut-allemand (kant = coin, extrémité), en anglo-saxon (cant), en anglais (cantle), mais aussi en occitan (cantou), en ancien provençal (can = côté, bord), en italien (canto ou cantone et cantina) et en espagnol (canton et cantina).
En polonais „kąt”, et surtout il faut noter « kącina » ce qui était une forme de lieu de culte dans la religion slave primitive.

### Meuble

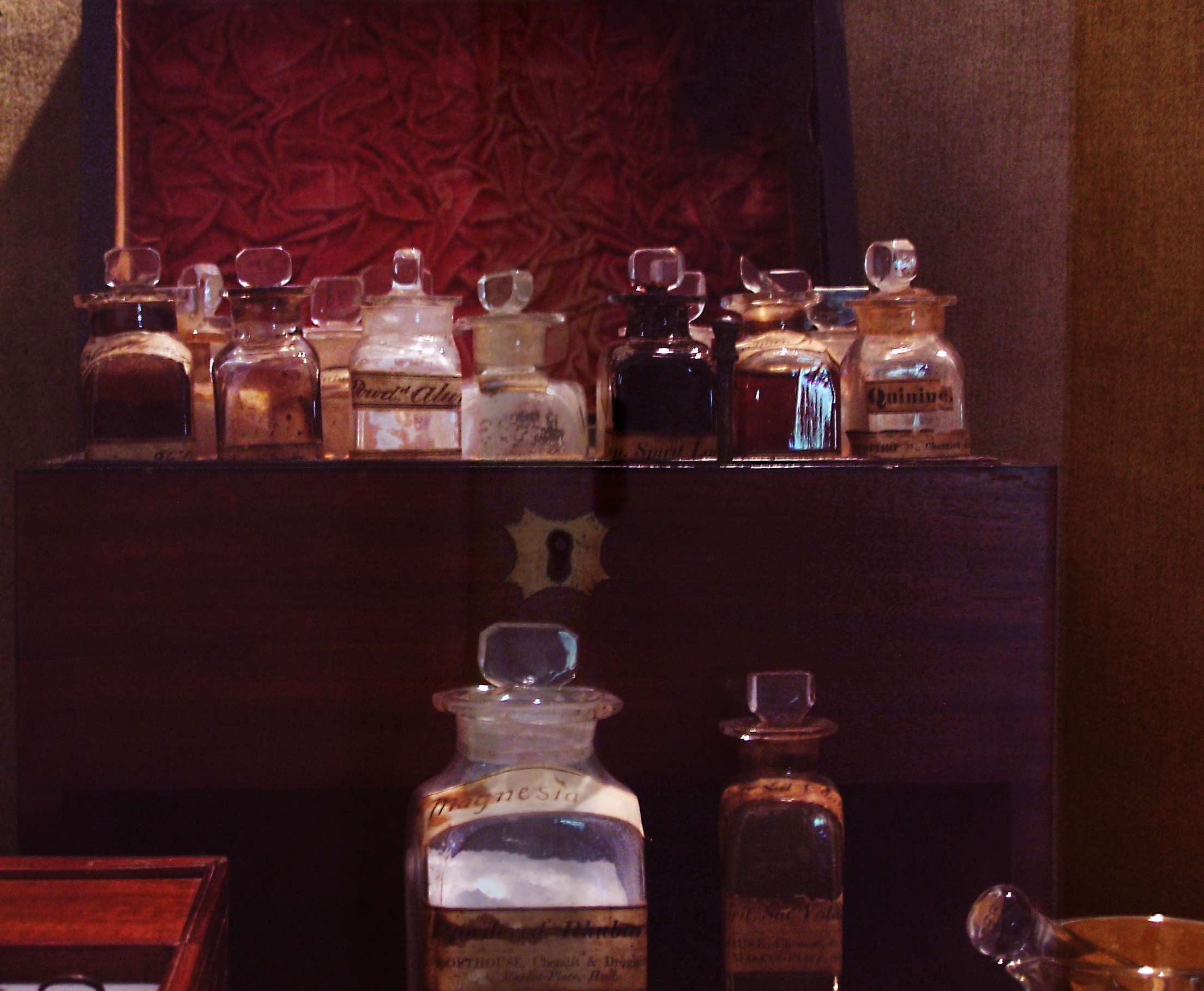
Cantine à usage médical.

Historiquement, la cantine est d’abord un meuble conçu pour le transport de vivres. Par extension, le terme s’applique à la malle contenant les effets personnels des officiers en déplacement. Le mot est attesté au XVIIe siècle comme une malle à compartiments pour le transport de bouteilles et parfois de vivres.

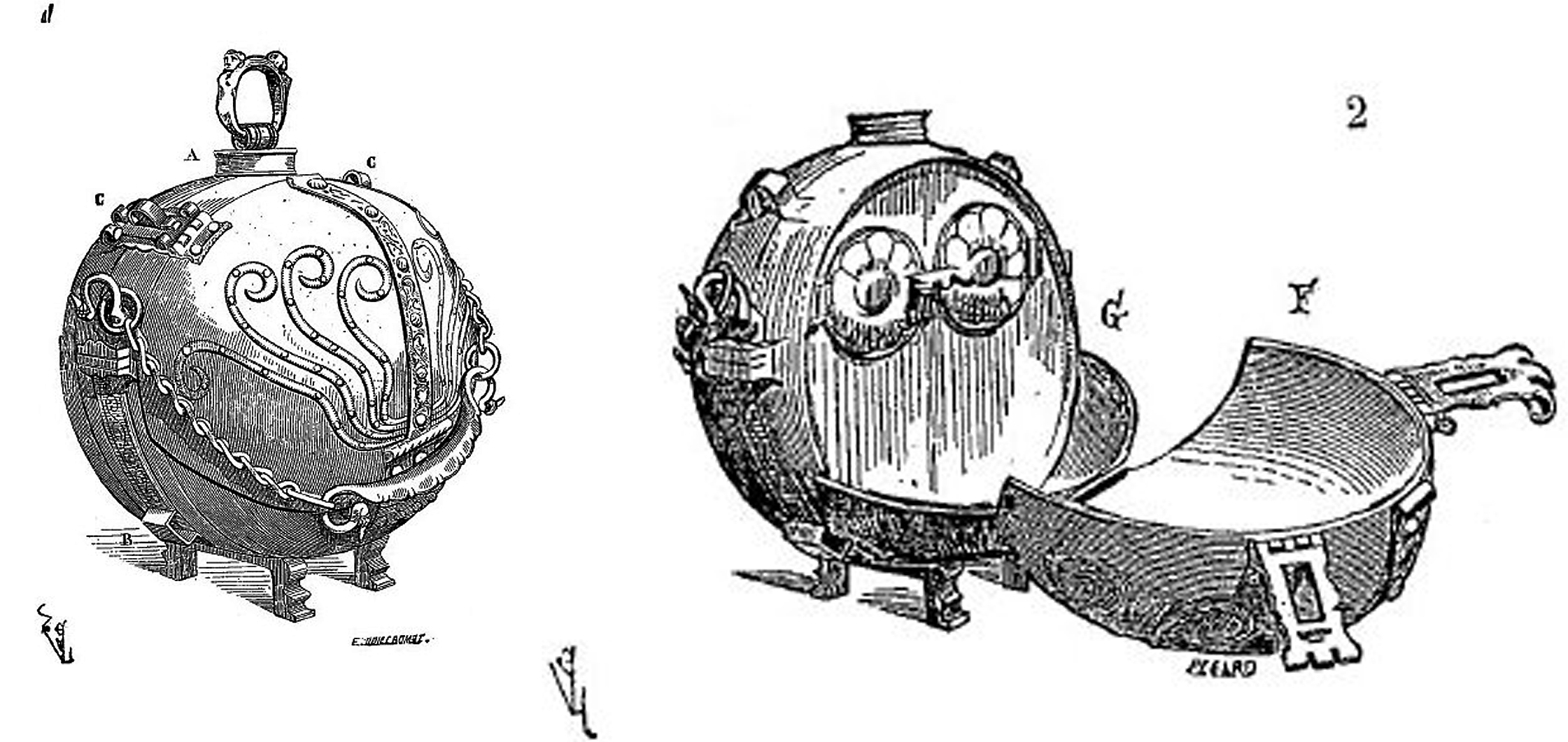
Viollet le Duc : dessin d’une cantine du XVIIe siècle conservée au musée de Cluny. Fer battu et étamé, 40 cm de hauteur.

L’utilisation d’un tel mobilier est cependant plus ancienne. Durant tout le Moyen Âge, nobles et marchands, très souvent sur les grands chemins, transportaient avec eux les ustensiles nécessaires à la vie matérielle — et notamment couteaux, petite vaisselle de table, coupes, épices, cordiaux dans de petits flacons.
Eugène Viollet-le-Duc précise que les cantines des capitaines d’armée pouvaient permettre le transport et le maintien au chaud des repas d’une journée, voire la préparation de légumes ou de soupes.
Au XIXe siècle, un décret impérial français réglemente le transport des bagages des officiers de troupes en campagne, ce qui donne une idée précise du nombre de cantines : un colonel ou lieutenant-colonel a droit à deux cantines d’effets et une de cuisine, un chef de bataillon ou d’escadron à une d’effets et une de cuisine, un officier de tout autre grade à une cantine d’effets et chaque compagnie ou escadron peut emporter une cantine de cuisine.
On utilise le même mot pour désigner, aujourd’hui encore, la malle d’effets personnels — dont les livres et cahiers de notes — des officiers en déplacement.

### Magasin

Cantine mobile de la NAAFI (Navy, Army and Air Force Institutes) anglaise à Berlin en 1945.

Dès le XVIIIe siècle, la cantine est aussi le magasin de distribution de nourriture, de boissons et de tabac de troupe pour les soldats. Ce magasin peut être fixe ou ambulant (simple charrette d’abord, puis automobile ou wagon.
À la moitié du siècle suivant, le terme désigne également ce même magasin dans une collectivité civile : hospice, école, prison, etc.

### Lieu et service de restauration
Au XIXe siècle, la cantine indique à la fois le meuble, le magasin et le réfectoire où l’on prend ses repas en commun — que ce lieu relève de l’initiative individuelle ou collective, qu’on y mange le repas qu’on a apporté et fait réchauffer ou celui qui a été confectionné dans sa cuisine par des préposés.
Au XXe siècle s’ajoute la notion de service de restauration par l’augmentation et l’agrandissement des cantines qui mettent à disposition des repas préparés sur place ou à l’extérieur, dans des cuisines centrales. La cantine ne constitue qu’une partie de la restauration collective qui sert des repas hors du domicile. Selon sa taille, et à condition que la cuisine ne soit pas préparée sur place, la cantine peut faire partie ou non du catering, la branche industrielle qui approvisionne en repas un grand groupe de personnes dans le cadre professionnel[Qui ?].
La cantine offre une nourriture qui peut être très simple comme fort élaborée.
Dans les pays industrialisés, la cuisine traditionnelle de mets destinés à être consommés directement sur place est progressivement remplacée à la cantine, grâce aux liaisons chaude et froide, par une cuisine de terminaison, une cuisine d’assemblage ou une cuisine de composition, intégrant des produits élaborés en amont, précuits ou surgelés.
Selon les secteurs d’activité et les régions du monde, la cantine, au XXIe siècle, désigne donc un meuble, un magasin, un lieu et un service.
Dans les pays anglophones, le terme canteen s’applique à la fois à la gamelle, au lieu et au service. Dans les internats anglais, la partie magasin d’une cantine est le tuckshop.

## Dans le monde

### Europe

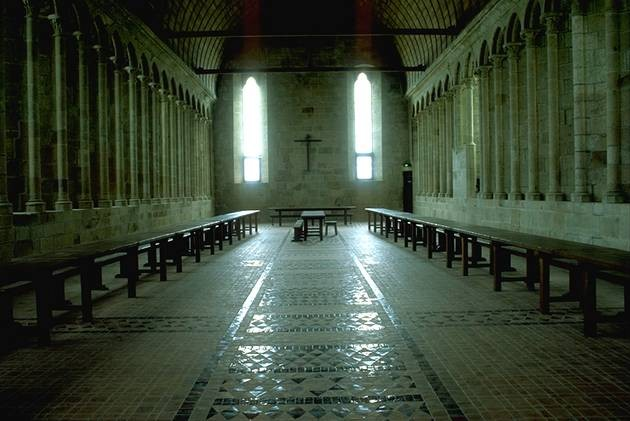
Réfectoire de l’abbaye du Mont-Saint-Michel.

La « restauration collective autogérée » apparait à la fin du XIXe siècle. Cependant, la pratique d’une restauration collective est bien antérieure. On peut citer en exemple la règle de saint Benoit qui fait du repas des moines en commun au réfectoire une obligation, ou le Studium de Trets (deuxième moitié du XIVe siècle).
Au XVIe siècle, les religieux organisent régulièrement, au sein des collèges, des réfectoires à l’image de ceux existant dans les monastères. Le repas se prend sur de grandes tablées de 16 à 25 places, et le silence est la règle. Au XVIIIe siècle, la congrégation des Frères des Écoles chrétiennes offre le couvert pour l’instruction primaire. Cependant, au XIXe siècle, les élèves des internats étant souvent sous-nourris, les familles fournissent régulièrement des compléments.

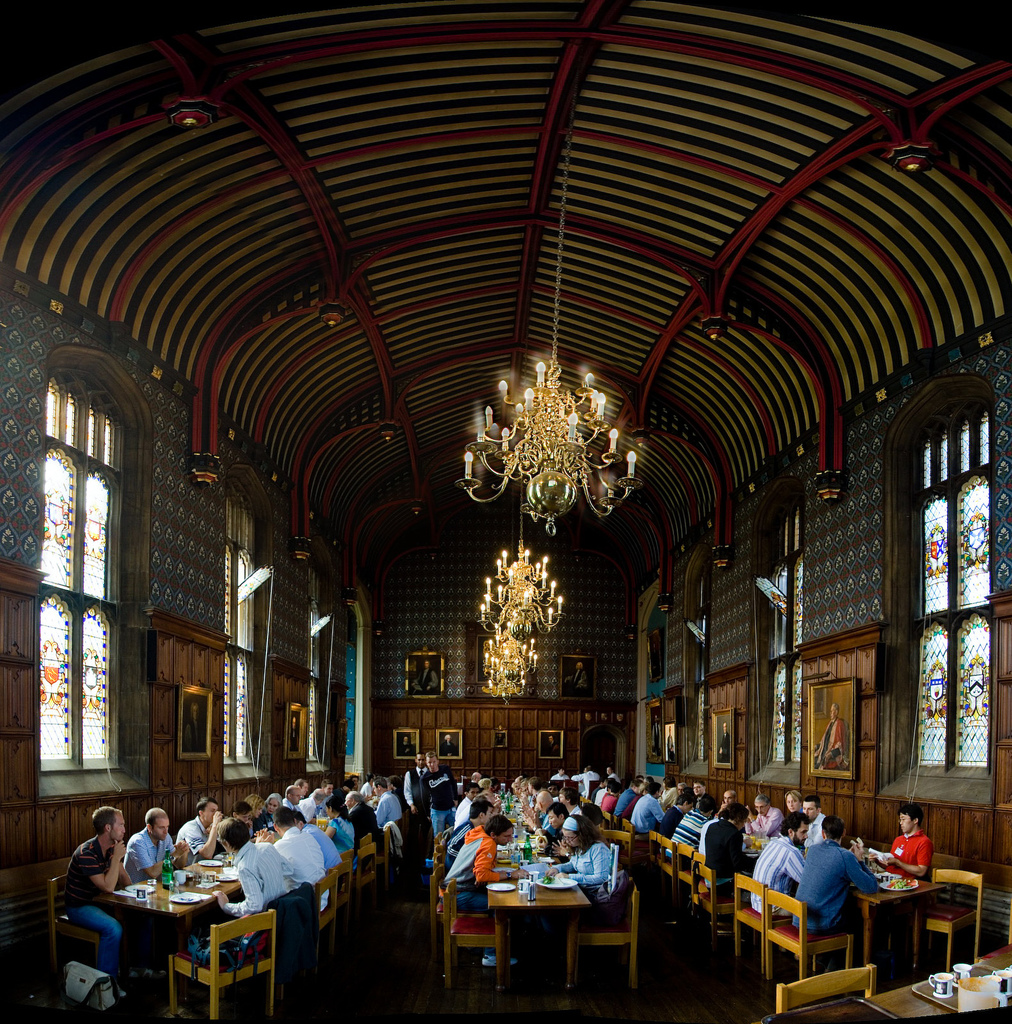
Au Corpus Christi College (Oxford).

Dans les années 1880, les casernes militaires intègrent progressivement des réfectoires. Ceux-ci demeurent en revanche encore rares dans les prisons. En juillet 1885, Édouard de Tocqueville, frère d’Alexis de Tocqueville, produit un rapport auprès de la Société d’économie charitable sur « les sociétés alimentaires et les restaurants coopératifs dans les grands établissements industriels ». À l’occasion de l’Exposition universelle de 1900 à Paris, un restaurant coopératif est mis en place. En parallèle, les repas des ouvriers s’améliorent, grâce à la mise en place de coopératives de consommation dans le cadre de la naissance du mouvement mutualiste. Dans l’instruction publique enfin, Victor Duruy prescrit le service de soupe et d’aliments chauds dans des salles d’asiles en 1869. Les lois Jules Ferry favorisent ensuite sa multiplication, pour les élèves les plus éloignés de leur foyer. D’abord pris en charge par les caisses des écoles, puis par les mairies, ce service adopte une optique sociale, ce repas étant alors le plus consistant de la journée pour beaucoup d’enfants. Ainsi, peu à peu, à l’usine comme à l’école, la gamelle laisse place à la cantine.

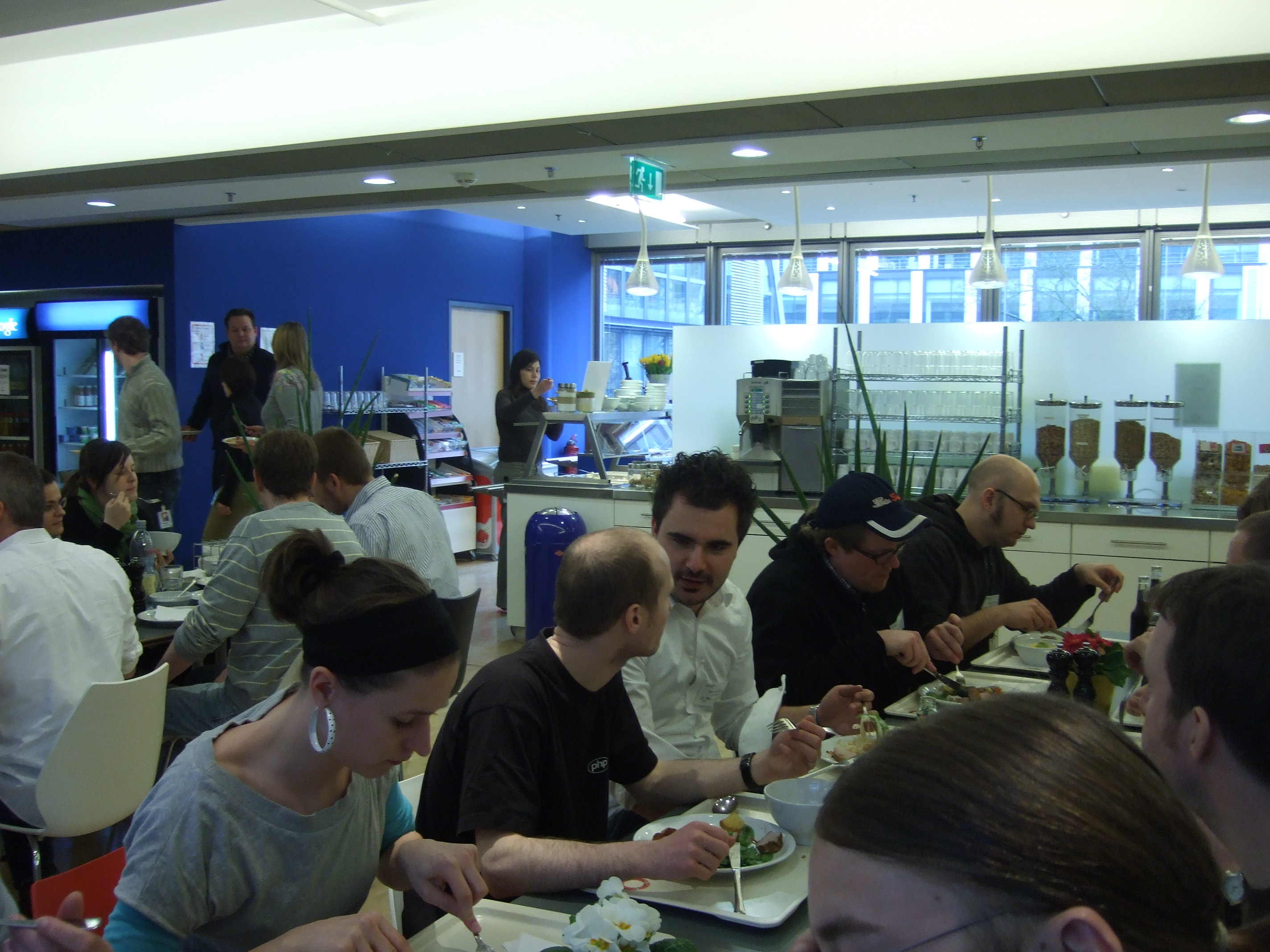
Cantine des bureaux de Google à Hambourg.

Les habitudes alimentaires de chaque pays déterminent la fréquentation de la cantine et sa gestion. Là où se pratique la journée de travail continue (pays nordiques et Pays-Bas par exemple), le repas de midi se résume souvent à un en-cas ; on y trouve peu de cantines. Dans les pays où le repas de midi est traditionnellement copieux (comme la France, l’Allemagne ou l’Italie), les cantines sont nombreuses et généralement gérées par des sociétés de restauration collective qui peuvent d’ailleurs relever du secteur des micro-sociétés familiales (comme en Espagne, au Portugal, dans le sud de l’Italie). On note aussi une différence entre la gestion de la cantine scolaire qui recourt encore à des mères au foyer pour la préparation des repas (en Allemagne par exemple) et celle de la cantine d’entreprise, généralement professionnalisée.
Au cours du XXe siècle, les règles d’hygiène (en provenance de la profession hospitalière) et les principes nutritionnels (sous l’impulsion du secteur éducatif) s’imposent en Europe. En résumé, il a fallu plusieurs siècles pour passer du réfectoire où les gens mangeaient le plat obligatoire au libre-service où chacun compose son menu.

### Afrique

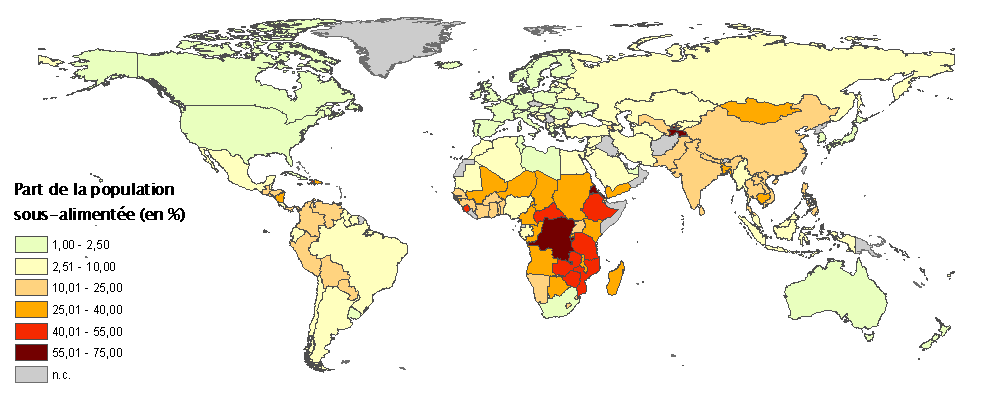
Carte de la faim dans le monde : en bordeaux, les régions gravement affectées où de 55 à 75 % de la population souffre de la faim, en rouge celles qui sont très sérieusement touchées avec 40 à 55 %, en orange vif les contrées sérieusement atteintes (de 25 à 40 %), en orange pâle modérément affectées (de 10 à 25 %), en jaune légèrement touchées (2,5 à 10 %). Le gris signale un manque de données, le vert les pays industrialisés où la faim concerne malgré tout de 1 à 2,5 % des gens.

Dans le continent le plus pauvre du monde, l’importante disparité des ressources et des coutumes crée des situations inégales qui permettent difficilement les comparaisons. Dans les régions les plus pauvres, la cantine cependant, qu’elle soit humanitaire ou scolaire, constitue un levier de base pour lutter contre la sous-alimentation et la faim.

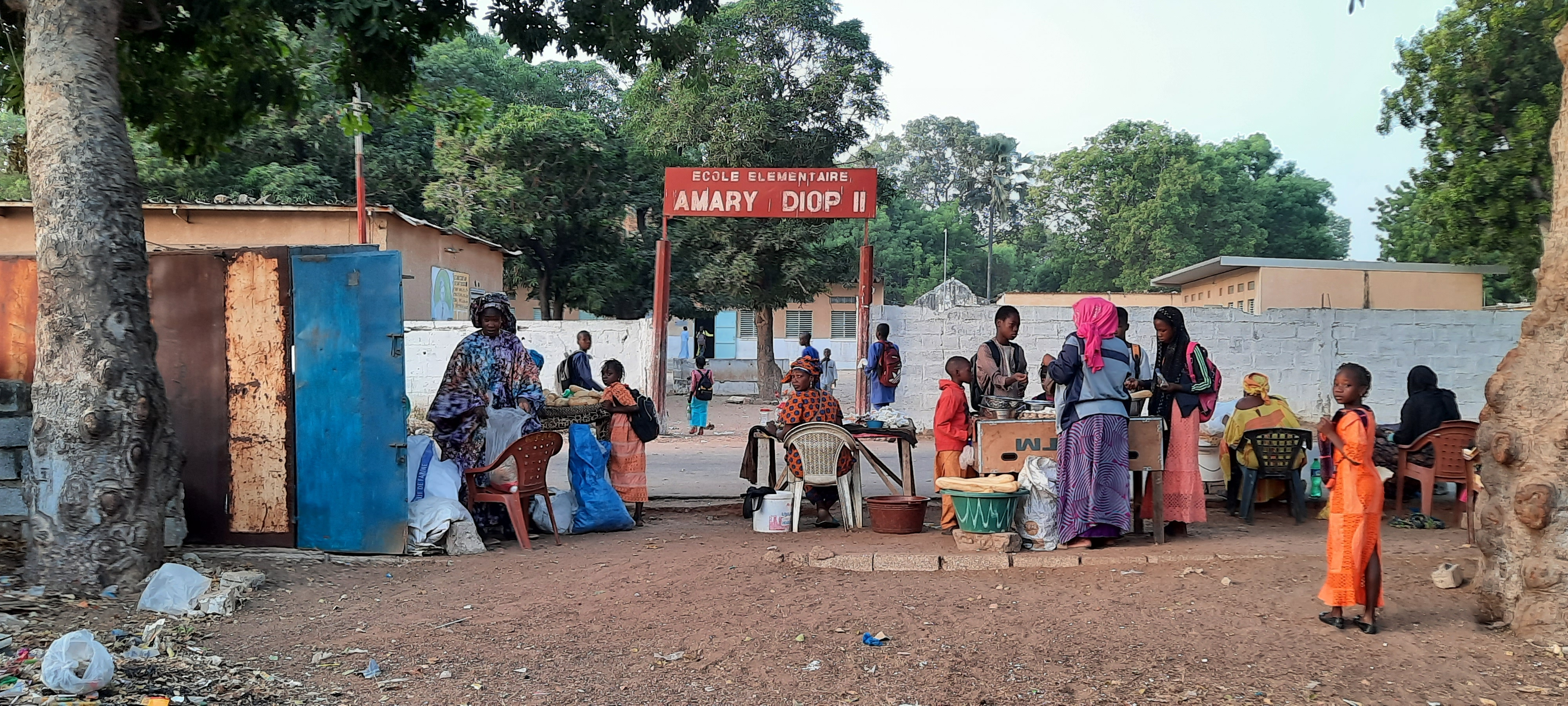
Vente de nourriture devant une école élémentaire de Thiès (Sénégal).

Diverses études,,,, ont observé des effets positifs, pour les élèves, de l'accès gratuit aux repas pris à l'école : la cantine permet l'augmentation du nombre d'élèves, améliore leur état de santé et donc leurs performances. Une expérience de gratuité universelle des repas scolaires testée dans quatre arrondissements de Londres pour les élèves du primaire a diminué de 7 à 11 % (après un an de cantine gratuite) la prévalence de l'obésité chez les élèves de la première année de primaire, mais seulement de 2 à 5 % chez ceux qui ont accès à la cantine gratuite dans la sixième année (ce qui est cohérent avec d'autres études qui ont montré qu'à cet âge l'enfant perd moins facilement du poids). Chez les élèves de sixième année l'obésité a le plus diminué chez ceux qui ont eu accès à la cantine gratuite dès la première année. Toutefois, dans les écoles touchées par une forte prévalence d'obésité préexistante, la cantine gratuite ne diminue pas l'obésité. 
Les résultats en lecture ont aussi été améliorés (+ 4 % au test de lecture à l'âge de 11 ans), mais pas ceux aux tests de mathématiques ; et les comportements perturbateurs semblent diminuer. 
Elle contribue au développement local – quand elle existe. Diverses associations caritatives et privées ont aidé et aident encore à leur création et à leur survie, ce qui ne va pas de soi. Le repas est souvent composé d’une bouillie de manioc, de maïs, ou de riz cuit à l’huile avec du « bouillon kub » cuite sur un feu de bois, le combustible étant parfois apporté par les enfants eux-mêmes. Selon les endroits, les enfants mangent dans une salle avec tables et bancs, ou simplement dehors, assis sur le sol. Il arrive qu’ils rentrent chez eux avec leur portion pour la partager en famille.
La Côte d’Ivoire fait figure d’exemple dans le développement des cantines scolaires ; elle a instauré un programme de pérennisation des cantines avec l’aide du Programme alimentaire mondial et réussi à créer 4 000 cantines en 15 ans dans 50 % des écoles primaires existantes. La cantine scolaire s’y inscrit dans une perspective d’amélioration de l’éducation et de développement communautaire ; les habitants sont aidés, pendant quatre ans, par l’État et des bailleurs de fonds, mais doivent apprendre à gérer l’approvisionnement et le mode de gestion du service. La cinquième année, ils doivent être autonomes. Ce programme est transférable dans d’autres pays et a été cité, lors de la TICAD III (3e Conférence internationale de Tokyo sur le développement de l'Afrique) en novembre 2003, comme l’un des programmes à inscrire dans les politiques prioritaires de développement africain.
Au niveau supérieur, certaines universités possèdent une cantine, d’autres pas. Les étudiants de l’université de l’Ogun (Nigeria), par exemple, se logent et se nourrissent dans les villages voisins car c’est une université non résidentielle. Dans le même état, l’université Obafemi Awolowo de Ife, par contre, possède sa cantine Awolowo hall, ouverte de 11 à 17 heures et où l’on sert un repas à base de manioc.
Au niveau des entreprises, la cantine fait partie des revendications syndicales de base. Une étude réalisée à partir de questionnaires remplis par des salariés indique indique que si au Cap-Vert, 75 % des personnes interrogées ont accès à ce service, 75 % des Ghanéens, par contre, doivent apporter leur repas ou aller manger à l’extérieur. En Tanzanie, la plupart des entreprises publiques ont une cantine ; pourtant, l'insatisfaction causée par ce service pousse 53 % des employés à apporter leur propre manger. Le taux de mécontentement des représentants syndicaux quant au problème de la cantine est de 32 % au Zimbabwe, 52 % en Tanzanie, 75 % au Ghana, 89 % en Guinée, 90 % au Burkina Faso. Il arrive que, lorsque rien n’a été prévu dans l’entreprise, les travailleurs passent la journée sans manger ; quant à boire, l’eau potable manque et certains doivent utiliser l’eau d’une rivière proche.
La qualité microbiologique des aliments, tant à la cantine qu’à la rue, est rarement bonne, tantôt à cause du manque d’eau potable, tantôt à cause du manque de place qui ne permet pas le respect des règles d’hygiène, tantôt à cause de la mauvaise exposition des denrées, tantôt à cause des additifs. Il en résulte des problèmes de sécurité alimentaire, des maladies diarrhéiques, des risques d’intoxications et des rumeurs créant des soupçons d'ajout de formol, glutamate ou vitamines à la nourriture servie.

### Amérique du Nord

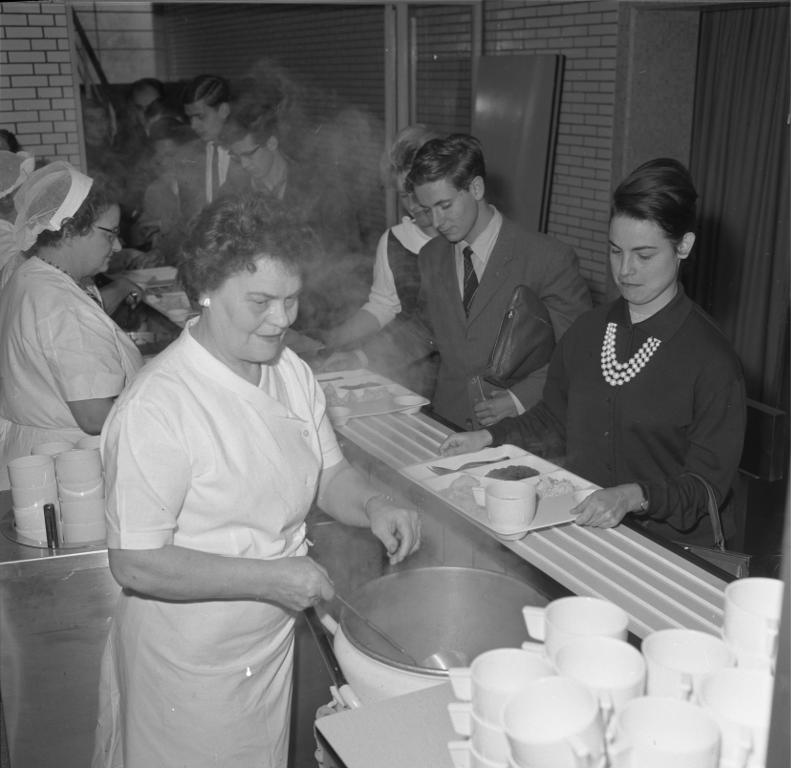
Utilisation du plateau pour le transport du repas, Université de Bonn, 1961.

Aux États-Unis, Walter Scott est connu pour avoir le premier utilisé une cantine roulante, tractée par chevaux, à Providence en 1872, pour offrir café et sandwichs à ses collègues du Providence Journal. Son succès a entrainé la production commerciale de fourgons-restaurants à Worcester en 1887, par Thomas Buckley, et a débouché sur la création des Diners et des chaines de fast food.
En, 1946, le président Harry S. Truman signe le Richard B. Russell National School Lunch Act qui permet de fournir gratuitement, ou à faible cout, des repas dans les cantines scolaires par le biais de subventions aux écoles publiques – et qui permet en même temps de résoudre partiellement le problème du cout des denrées alimentaires par l’absorption des excédents agricoles. Vingt ans plus tard, le président Lyndon Johnson signe le Child Nutrition Act (CNA) pour aider à la fourniture de repas dans les écoles publiques et dans les institutions privées à but non lucratif.
Appliquant ses promesses faites aux gros revenus et aux entreprises, Ronald Reagan réduit dans les années 1980 les subventions sociales et notamment celles prévues pour les repas de cantine, renforçant ainsi les inégalités.
En 2001, le pourcentage d’élèves ayant droit à la cantine subventionnée régule la réduction accordée pour la connexion internet des écoles et des bibliothèques.
Au début du XXIe siècle, la cantine américaine est dénommée cafeteria (canteen dans les écoles). Elle se présente toujours sous forme de libre-service, et depuis 2008 l’usage du plateau traditionnel pour transporter mets et boissons est supprimé dans la plupart des universités pour raison d’économie. Dans les écoles supérieures, ce service engage souvent les élèves dans son personnel.
Au Québec, il est très rare qu’une entreprise possède une cantine. Ce service, plus fréquent dans les institutions scolaires et les hôpitaux, se nomme cafétéria. Dans cette province canadienne, la cantine désigne un petit restaurant rapide, que l’on nomme maintenant « casse-croute », qui sert des mets peu élaborés à emporter (comme la guédille, la poutine et le sandwich à la viande fumée). Il en va de même pour la « cantine mobile » qui se déplace entre les entreprises et les chantiers de construction, lors des pauses de travail, pour offrir des boissons chaudes ou fraiches et des aliments légers à grignoter et des sandwichs. La popote roulante, d'autre part, est un service de restauration à domicile offert par des bénévoles aux aisociabiliténés et aux personnes en perte d'autonomie.

### Amérique latine

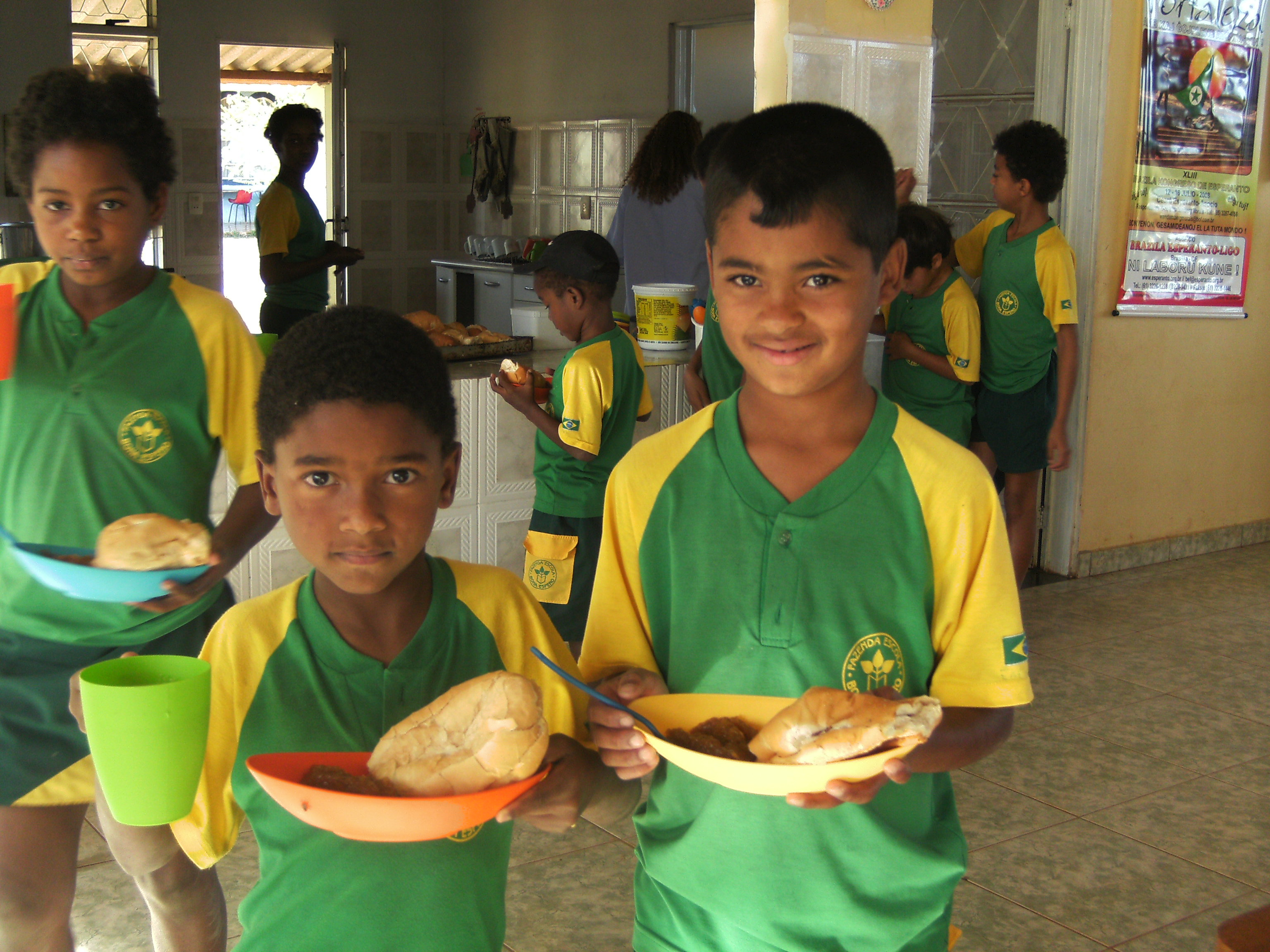
Enfants de l’école Bona Espero, Alto Paraíso de Goiás, Brésil.

Les cantines établies lors de la construction du canal de Panama prouvent l’existence de discrimination sociale : la Compagnie du Canal proposait aux cadres blancs américains des restaurants (menu au choix, 30 cents), aux travailleurs européens des chapiteaux en tôle avec tables et chaises (menu fixe, 13 cents) et aux Antillais et Hindous les traverses de la voie ferrée ou le sol (ration en gamelle, 5 cents, la nourriture étant acheminée par le « train de la cantine » jusqu’aux points les plus éloignés du chantier). Les rations de ces derniers procurant de substantiels bénéfices à l’entreprise, elle faisait pression sur les ouvriers pour qu’ils utilisent son système et n’apportent pas leur propre repas. Au XXe siècle, la discrimination entre cadres et ouvriers existe parfois encore, comme ailleurs dans le monde.
La nourriture proposée dans les cantines d’entreprises n’est pas forcément de qualité et les travailleurs ne peuvent parfois la pallier en apportant leur repas car les horaires de travail sont mal définis.
En Amérique latine comme ailleurs, le rôle des cantines est essentiel dans la lutte contre la pauvreté dans les métropoles et la gestion laïque est quasiment toujours assurée par des femmes au sein de mouvements féministes. Les femmes ont pris en charge l’exécution des programmes d’aides alimentaires. Au Pérou, à la suite du programme d’urgence sociale d’Alberto Fujimori, leur travail a permis la création de 4 000 cantines populaires à Lima en quelques mois. En association avec l’État, elles ont aussi monté des « Comités du Verre de lait » qui gèrent les stocks de lait en poudre, les lieux de préparation et la distribution d’un million de verres par jour. C’est au départ de ces actions sociales, et sous l’égide de Maria Elena Moyano, que sont nés des Comités féminins de défense de l’économie et de la tranquillité populaire. Leur capacité à régler les problèmes a semblé suffisamment dangereuse pour que le Sentier lumineux mène une série d’attaques contre les cantines populaires et enfin assassine Maria Elena Moyano en 1992. Villa el Salvador à Lima est un exemple d’autogestion populaire ; dans chaque quartier (regroupant quelque 1 300 personnes) se trouve une cantine.
Dans les campagnes pauvres, le repas offert à la cantine scolaire incite aussi à la scolarisation.

### Asie
En Asie, l’existence de la cantine, et son importance, sont variables selon les pays, les habitudes culturelles ou religieuses. De très nombreuses universités utilisent cependant ce service.
Au Japon, il n’y a généralement pas de cantine dans les écoles car le rôle traditionnel de la mère est de préparer le bentō (la gamelle) – ce qui prouve son attachement à l’enfant – comme elle le fait aussi pour son mari. Les élèves mangent souvent le repas en classe, avec leur professeur. Sans être vraiment populaires, des cantines scolaires existent cependant ; un projet de suppression de l’une d’elles à Saitama a soulevé de vives protestations de femmes âgées de 20 à 40 ans. Les cantines (学生食堂 Gakusei shokudô – salle à manger collective pour les étudiants), où peuvent se côtoyer étudiants et fonctionnaires, sont plus fréquentes dans les universités.
Dans les entreprises, la cantine où les employés vont manger leur bentō est appelée « cuisine ».
En Thaïlande, la prise en charge par l’État du cout de la cantine scolaire pour les familles pauvres est l’un des facteurs qui explique l’avance du pays sur ses voisins. Les cantines pour adultes n’existent généralement que pour les organismes publics ou excentrés.

#### Chine

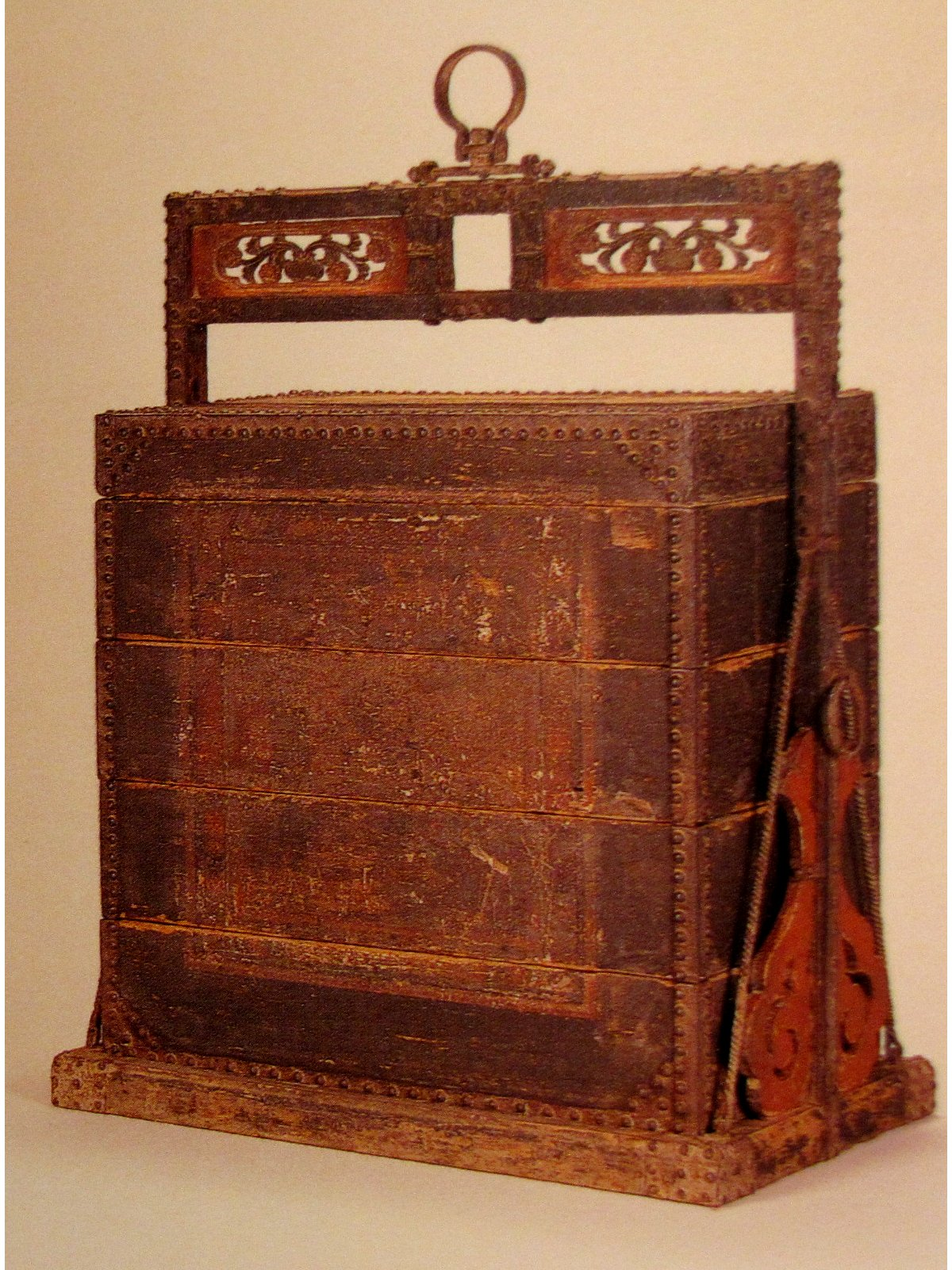
Grande cantine (106 × 85 × 53 cm) qui était transportée par deux hommes portant chacun l’extrémité d’une barre passant dans l’anneau. Dynastie Qing, 1740.

En chinois, 餐盒 can he désigne la cantine pour transporter la nourriture prête à consommer, aussi bien la boite rectangulaire à usage unique que le porte-manger métallique et le coffre à plateaux superposés pour les présents rituels de nourriture, et 食堂 shi tang la salle de cantine, lieu collectif ; 餐厅 can ting (mais c’est une coïncidence, cela se prononce « ts’an t’ing ») désigne la salle à manger en général.
La tradition du repas pris dans la communauté familiale est aussi forte qu’en Occident. Mais, d’autre part, la tradition qui veut que les travailleurs soient nourris par celui qui les emploie, étant donné que le lieu de travail peut être éloigné du foyer et que le travailleur vit en collectivité et ne rejoint sa famille qu’aux fêtes ou à la morte-saison, est depuis toujours beaucoup plus banale qu’en Occident. Il y a donc des dortoirs sur les chantiers, dans les entreprises, dans les bases des services publics, et même dans les administrations.

##### Histoire

###### Antiquité
L'histoire de la cantine remonte à l'Antiquité, où, dans les sociétés grecque et romaine, les soldats et les voyageurs se restauraient dans des thermopolia, offrant des plats chauds et des boissons,.

###### Moyen Âge
Au Moyen Âge, cette fonction de cantine était reprise par les auberges et les tavernes, servant de haltes pour les voyageurs, pèlerins et marchands,.

###### XIXesiècle
Les ouvrages classiques contiennent des préceptes sur la nécessité de servir aux travailleurs de la bonne nourriture en abondance si on veut qu’ils travaillent bien. Des cantines sur le modèle de l’Occident ont existé dès la fin du XIXe siècle dans les concessions étrangères des grandes villes côtières (Shanghai, Tianjin, Canton...).
Dans l’organisation socialiste, à partir des années 1950, l’unité de travail (danwei 单位), qui réunit les familles de travailleurs autour d’une activité économique, possède une cantine (shitang) qui assure trois repas par jour aux travailleurs et dont le bâtiment est un centre de la vie collective. Les images de propagande montrent des églises et des halls de temples transformés en cantines. Dans les communes populaires (unités de travail agricole à la campagne), la cantine — où les familles, y compris les petits enfants, sont tenues d’aller manger — devait libérer les mères de famille pour la production et briser définitivement l’inégalité. L’expérience des communes populaires n’a duré que quelques années autour de 1959 mais a marqué les consciences.

###### XXIesiècle
Au début du XXIe siècle, les unités de travail ont perdu leur emprise sur la vie personnelle des travailleurs mais la cantine et sa salle sont restées. Il est courant de commencer la journée de travail par un déjeuner entre collègues.

##### Chantiers
Sur les chantiers de construction et de travaux publics des villes, le personnel, qui vient de très loin, est nourri et logé gratuitement sur place, dans des dortoirs sous tente ou dans des constructions mobiles. Les repas sont livrés par des artisans spécialisés et distribués aux équipes. Il n’y a pas de locaux collectifs pour les consommer sinon ceux qui sont improvisés sur les lieux, et donc pas à proprement parler de cantine. Les symboles du prestige social du mingong (le travailleur de la campagne venu sur un chantier en ville) sont le casque de plastique jaune qu’il remet sur sa tête pour sortir en ville les jours de repos, et le grand bol en fer émaillé dans lequel on lui sert ses repas.

##### Entreprises modernes
Dans les entreprises des zones industrielles modernes, la cantine d’entreprise est identique à l’européenne. La restauration est confiée à un professionnel (Eurest et Sodexo opèrent dans ce secteur). Le repas est gratuit. Pour retenir son personnel, l’entreprise ne lésine généralement pas et un comité d’usagers gère la subvention.
La situation dans les industries, à la campagne et dans les petites villes, est très variée, selon qu’il s’agit d’une entreprise locale dont le personnel vit à proximité, ou d’une implantation de l’extérieur qui traite souvent son personnel comme celui des chantiers, sans le prestige qui y est attaché.

##### En ville
Dans les bureaux et les commerces, ou dans les ateliers citadins, il n’y a pas de cantines. Des artisans installent des étals de plats préparés dans la rue et dans les cours, et livrent sur place. Les repas emportés dans des boites en plastique à usage unique (canhe) sont consommés sur le lieu de travail.

##### Dans l’enseignement

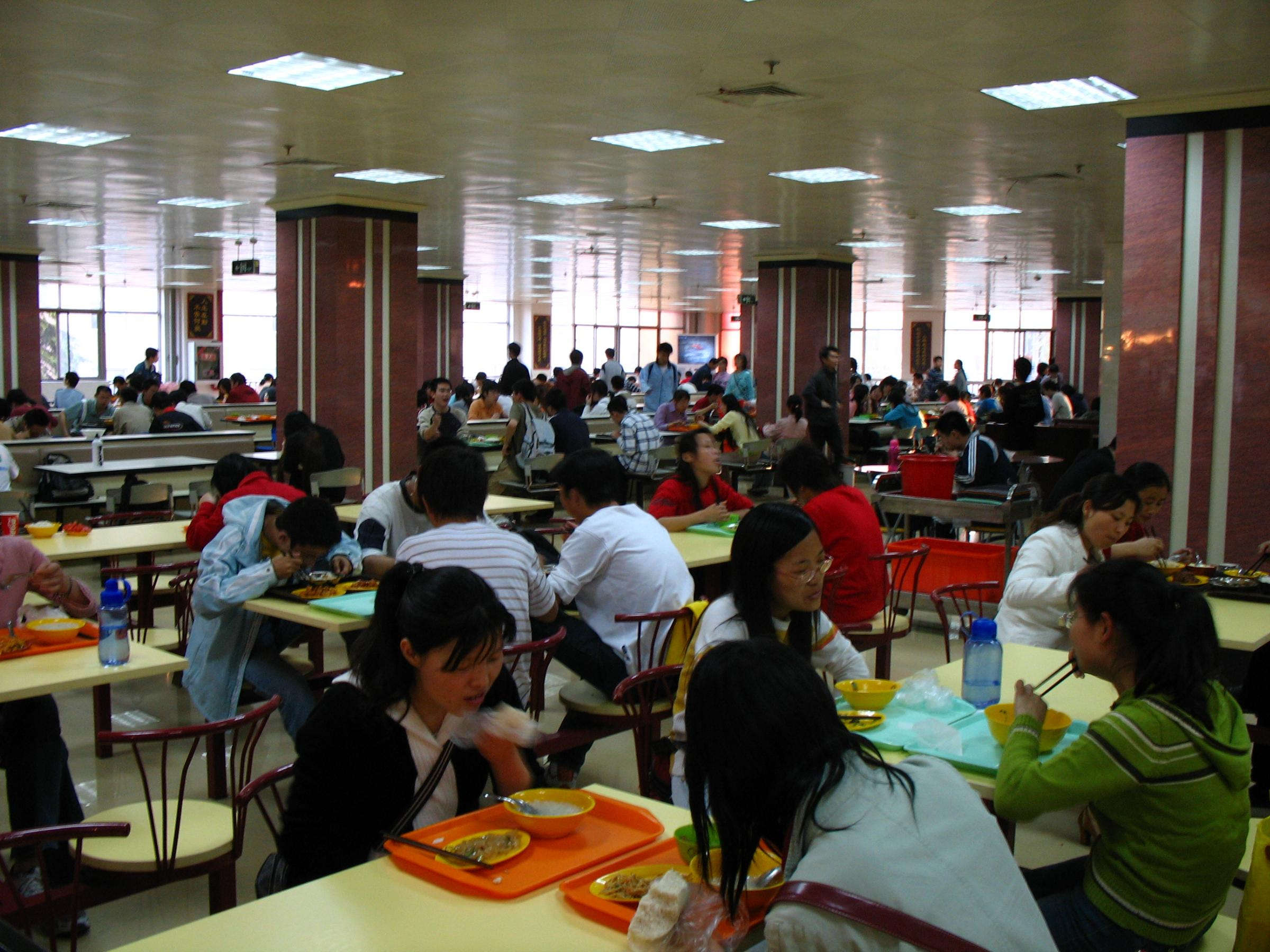
Cantine de l’Université des Sciences et Technologies de Hefei, Anhui.

Les écoles primaires 小学 xiaoxue (« petit enseignement ») ont des cantines qui servent le repas de midi, et souvent les trois repas de la journée. C’est un aspect de l’éducation que les parents paient dans les frais globaux de scolarité. À la campagne, où l’argent manque, ils contribuent souvent en nature.
La situation des écoles secondaires 中学 zhongxue (« moyen enseignement ») qui correspondent aux collèges et lycées est variée : ces établissements ne possèdent pas toujours une cantine et les lycéens font alors appel aux ressources de la restauration de rue.
Les étudiants des universités et des instituts d’enseignement supérieur 大学 daxue (« grand enseignement ») vivent sur des campus qui sont de véritables villes, où toute la gamme de restauration est disponible, des étals de rue avec plats préparés aux restaurants classiques de qualité. Les cantines (shitang) sont organisées comme les espaces de restauration bon marché des centres commerciaux en ville. Une grande salle équipée de tables et chaises est bordée d’éventaires avec cuisines, tenus par des cuisiniers indépendants, qui proposent plats et boissons. L’usager prend un plateau à l’entrée, va se servir ou commander aux éventaires de son choix, paie et s’installe à une table. Il peut aussi emporter la nourriture pour la consommer au dortoir ou dehors (les règles varient selon les lieux). L’université prend en charge le bâtiment avec son mobilier, et le personnel qui nettoie, ramasse les plateaux, lave la vaisselle. Les cuisiniers fournissent la nourriture et l’équipement de cuisine, et équilibrent leur exploitation. Cela permet de maintenir des prix bas. C’est aussi un des rares espaces où les étudiants, qui vivent en chambrées de quatre à huit, peuvent se réunir en groupe hors des lieux de l’enseignement ou des activités sociales réglées,.

#### Inde

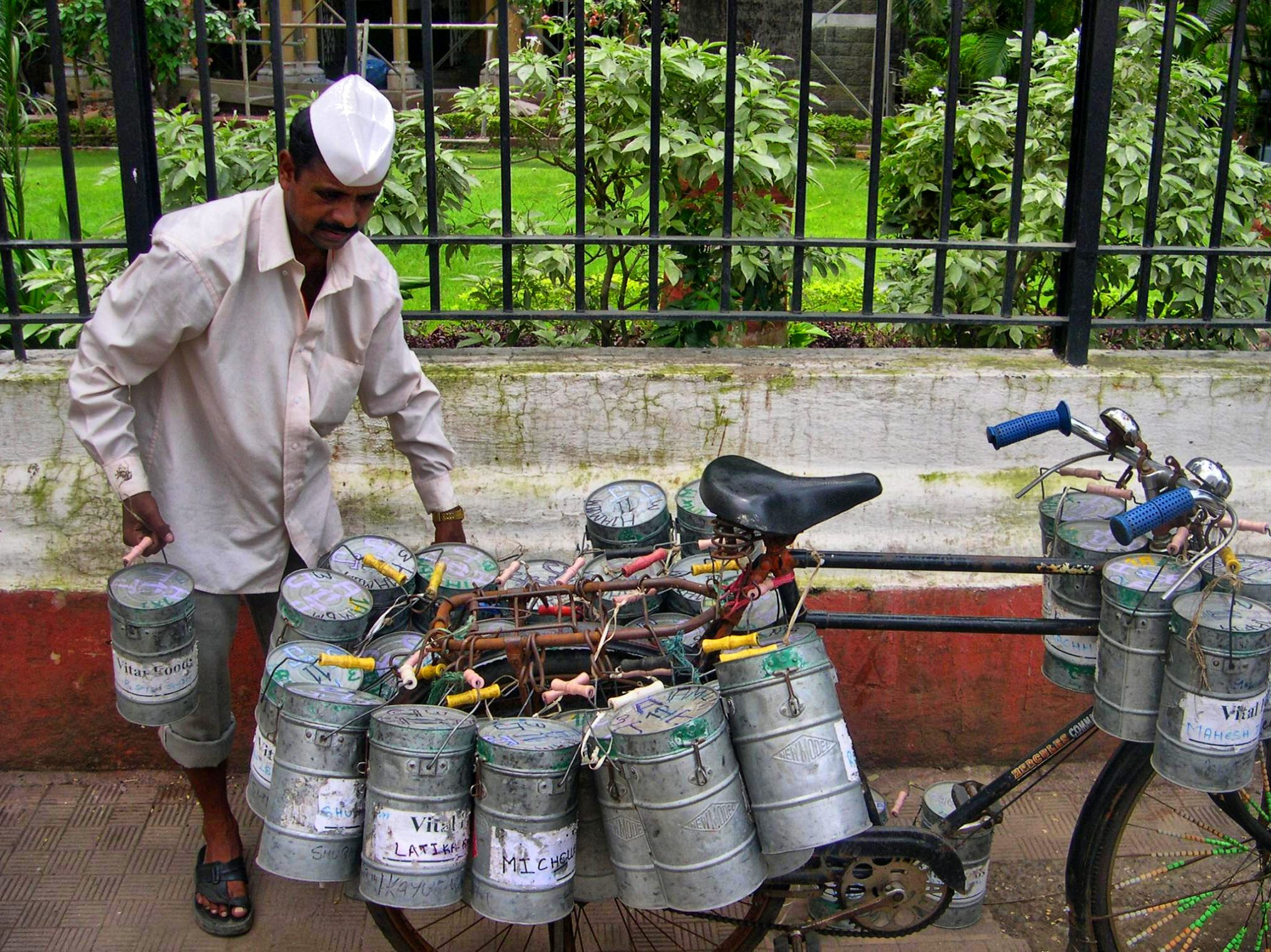
Dabbawala à Bombay.

En Inde, où le repas est traditionnellement préparé par la femme et porté sur le lieu de travail s’il n’est pas possible de manger à la maison, des cantines existent mais nombre de citadins de grandes villes comme Bombay ou Chennai préfèrent utiliser les services des dabbawalas, livreurs de nourriture. Ce métier, qui s’est véritablement développé dans les années 1950, découlerait directement de la cantine des administrations anglaises : un Anglais, lassé de la nourriture de sa cantine, aurait demandé à son serviteur de lui apporter un repas préparé à la maison et cette pratique ayant séduit d’autres Anglais, aurait engendré le métier de « porteur de casse-croute » ; la clientèle des dabbawalas est composée de petits fonctionnaires, d’employés, de commerçants, d’artisans qui peuvent ainsi, sans que leurs épouses ne doivent se lever aux aurores pour préparer le repas, manger une nourriture-maison et respecter les diverses règles et prescriptions religieuses quant à la préparation et à l’absorption de la nourriture.

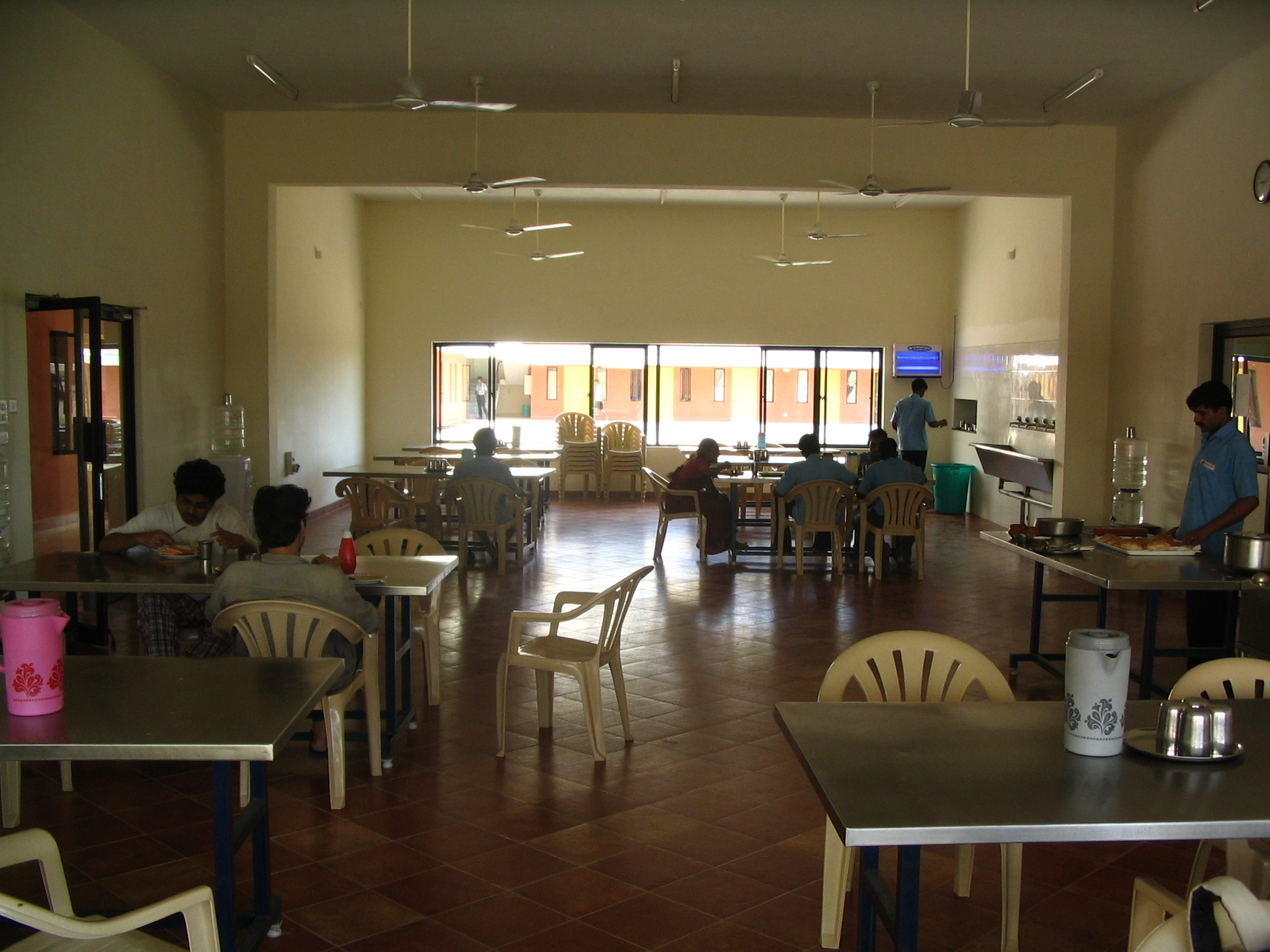
Cantine universitaire à Chennai, Inde.

La préférence des Indiens pour une nourriture préparée en famille ou éventuellement par des khanawalis (cuisinières de repas-maison), généralement de la même caste que leurs clients, fait qu’ils consomment peu à la cantine les repas préparés par l’entreprise mais, le plus souvent, le repas qu’on leur y apporte. Les repas de la cantine d’entreprise sont généralement consommés par les hommes à tout faire. Les cantines universitaires sont fonctionnelles comme partout dans le monde mais la convivialité y a moins d’importance étant donné le rapport particulier des Indiens à la nourriture.
L’Inde a mis sur pied le plus grand programme de cantines scolaires du monde, le Mid-day Meal Scheme : il offre un repas gratuit, tous les jours ouvrables, à 120 millions d’enfants. Né dans le Tamil Nadu et dans le Gujarat, ce programme a été appliqué à l’Inde entière après une décision historique prise par la Cour suprême de l’Inde en novembre 2001. Le gouvernement y a consacré près de 864 millions d’euros en 2006-2007. Parce que cette mesure encourage les parents à mettre tous leurs enfants à l’école, elle est perçue comme un outil pour combattre la discrimination et favoriser la scolarisation des fillettes ; les autorités doivent veiller à la qualité des aliments et de l’eau pour faire de cette cantine scolaire une arme contre la malnutrition et les maladies.

## Typologie
Au XXIe siècle dans les pays développés, la cantine est souvent fréquentée depuis le plus jeune âge (à la crèche et à l’école maternelle) jusqu’aux dernières années de la vie (dans les maisons de retraite) ; on en trouve dans les entreprises, dans l’administration, dans les hôpitaux, les prisons, l’armée…

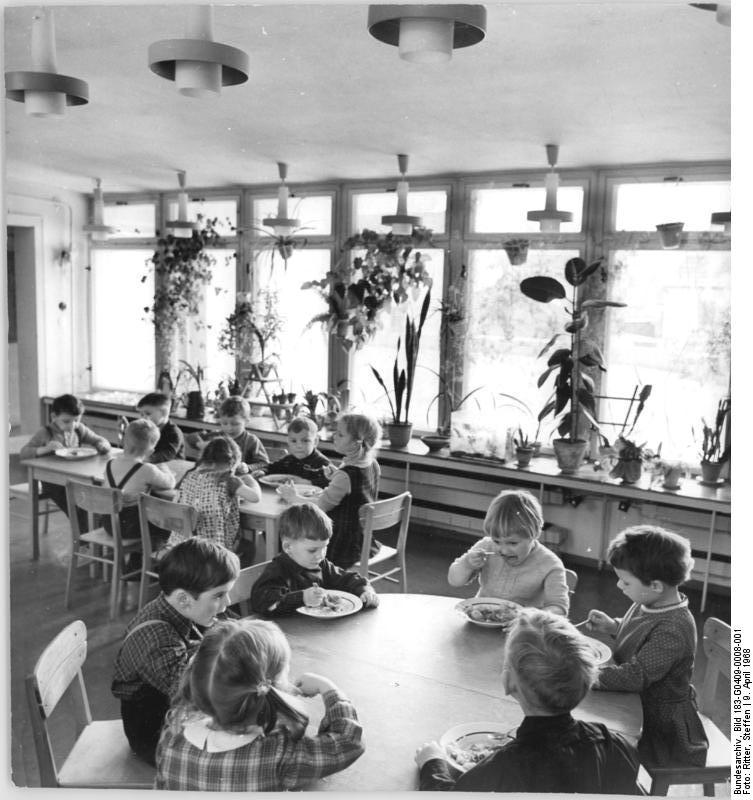
Cantine d’une école allemande, 1968.
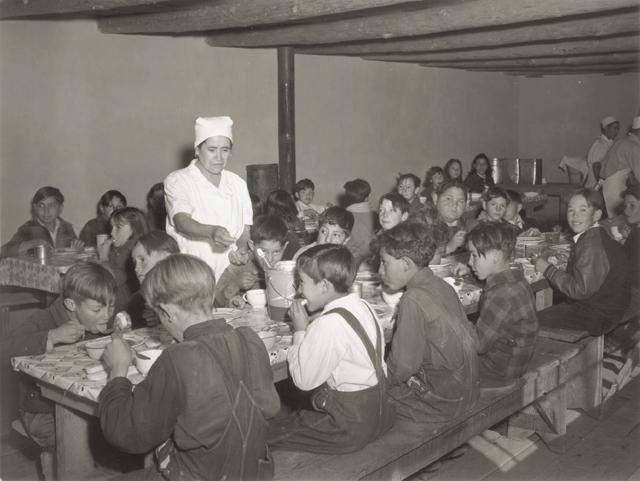
Cantine de l’école Penasco, Nouveau-Mexique.
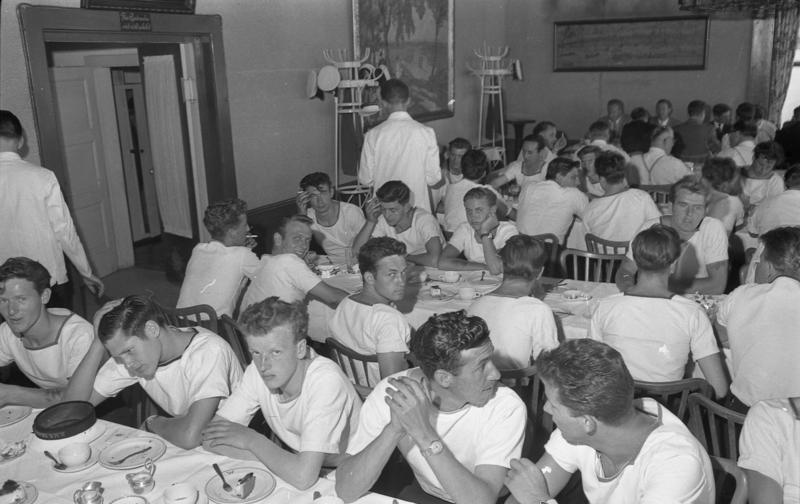
Marins anglais sur le Drachenfels, 1961.
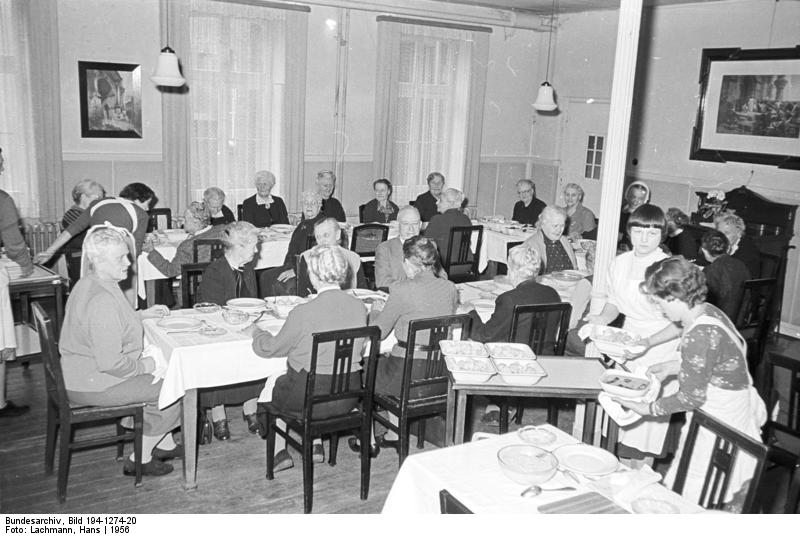
À la maison de repos de Altenheim, 1956.

### Cantine de l’armée

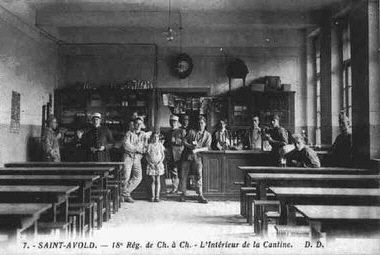
Cantine à l’armée.

L'usage des cantines s'est étendu aux contextes militaires, où, dès les guerres et conflits anciens jusqu'à une période plus récente, elles fournissaient des repas essentiels pour maintenir la force des troupes. La cantine militaire, en tant que lieu de fourniture de boissons, peut être tenue dans une maison choisie par son entrepreneur ou dans une citadelle occupée uniquement par l’armée. Sa construction obéit, dans ce dernier cas, à des règles précises, telles celles décrites par Bernard Forest de Bélidor en 1729.

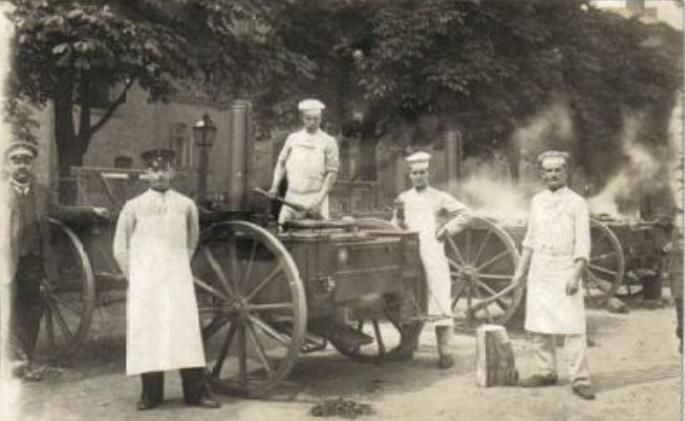
« Roulante » allemande en 1914.

Au XVIIIe siècle, un grand nombre de soldats consomment beaucoup de boissons alcoolisées dans les tavernes des villes de garnison ou dans les cabarets ambulants qui suivent les régiments en marche. L’armée, en créant des « cantines régimentaires » où la bière coute moins cher que l’alcool fort, tente de résoudre le problème. Mais dans certains cas, la construction même de la cantine favorise l’alcoolisme. Les règlements deviennent cependant peu à peu plus sévères, allant parfois jusqu’à la création de « cantines sèches » où l’alcool est totalement absent. Rien n’empêche cependant les militaires d’aller se désaltérer en ville, posant des soucis d’ordre public aux municipalités, et l’alcoolisme reste l’un des problèmes majeurs de l’armée.

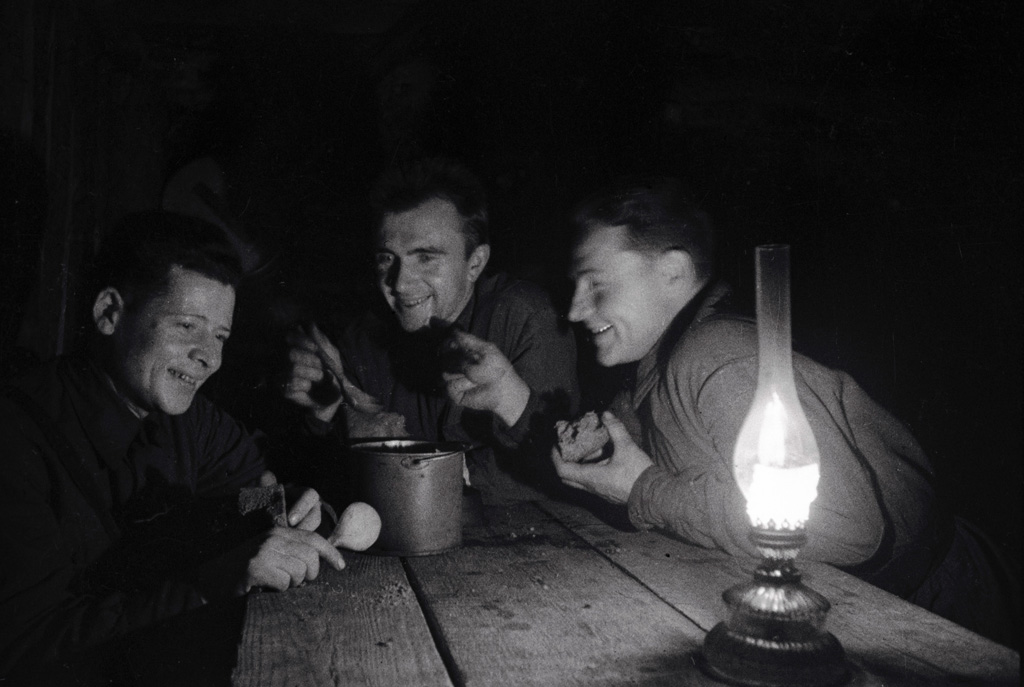
Soldats russes en cantine
Photo Pyotr Bernstein (1941)

L’importance des cantines ambulantes (dites « cantines roulantes », expression simplifiée dans l’armée française actuelle en « roulantes ») pour les troupes, en temps de guerre, est reconnue tant au point de vue physique que moral ; la prise pour cibles prioritaires des véhicules de cantine a, par exemple, provoqué la démoralisation des attaquants lors de la bataille de Suomussalmi et contribué à la victoire des Finlandais contre les troupes soviétiques pourtant largement supérieures en nombre.
D’une armée à l’autre, la qualité de l’approvisionnement est variable (de la boite-repas aux repas copieux offerts dans un « environnement raffiné »).
La cantine pour officiers et sous-officiers est habituellement appelée le mess.

### Cantine de prison

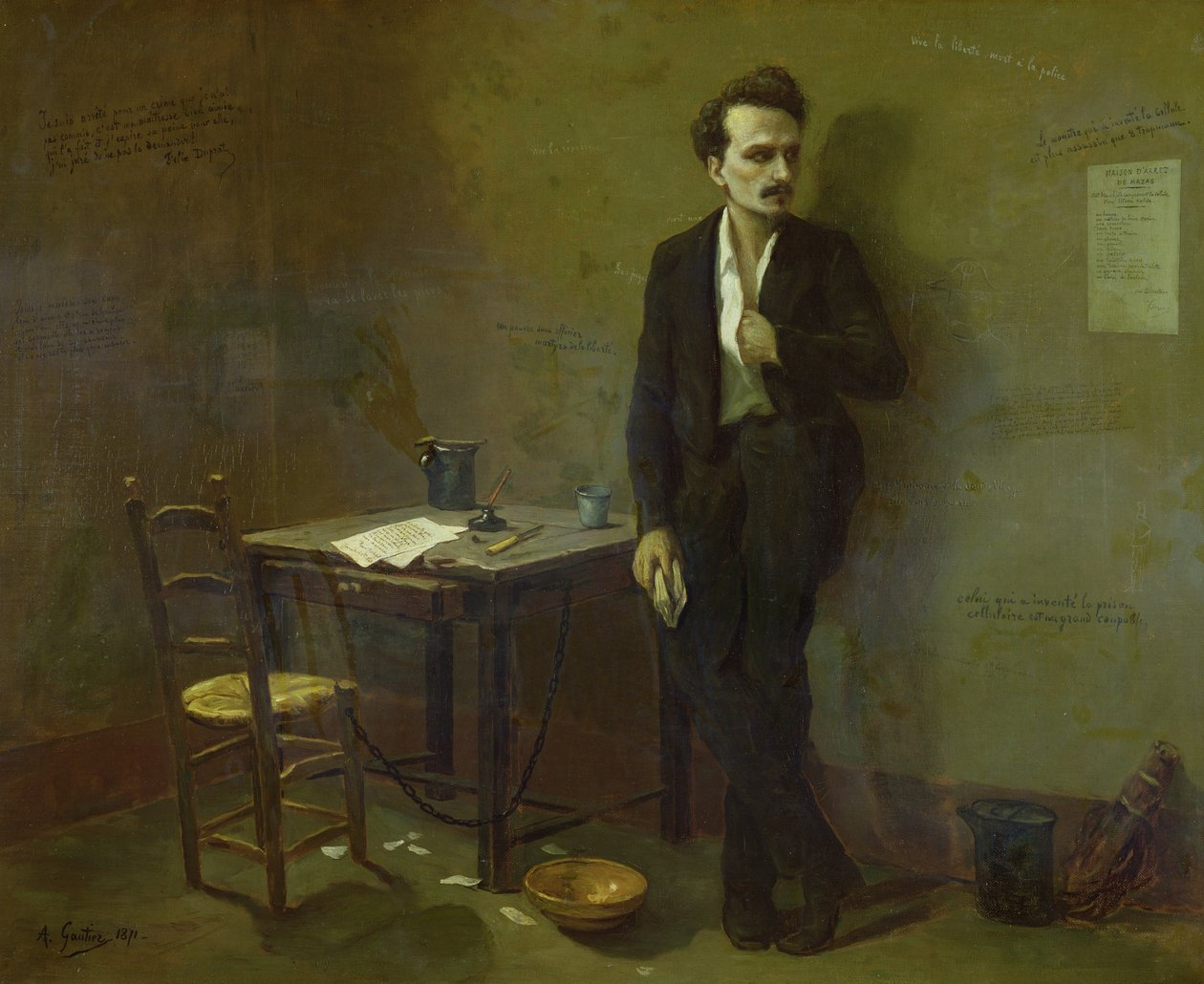
Armand Gautier, Henri Rochefort à la prison de Mazas, 1871.

Depuis le début du XIXe siècle, la cantine de prison fournit — selon les époques, les lieux et les catégories de détenus — un complément apprécié de vivres, boissons, tabac (de médiocre qualité, d’où l’appellation « tabac de cantine ») et objets de première nécessité, papier, encre, plumes, journaux ; selon les cas aussi (gestion par l’administration ou par un entrepreneur privé), les tarifs sont modérés ou non. La cantine fournit ainsi un service précédemment rendu par le geôlier. Certains pays règlementent fort précisément la cantine de leurs maisons d’arrêt.
En France d’avant-guerre, les rations alimentaires sont définies en fonction des catégories de détenus ; prévenus, accusés et détenus politiques peuvent recevoir leur repas de l’extérieur et acheter à la cantine. Les repas fournis aux détenus sont volontairement insuffisants pour ne pas dépasser ce que mangent les catégories sociales les plus pauvres, pour participer à la pénitence et obliger les prisonniers à travailler au mieux afin d’obtenir avec leur pécule, jadis appelé le « denier de poche », un complément alimentaire à la cantine. Pendant la guerre, la pénurie des matières premières oblige les détenus au chômage, ce qui ne leur permet plus de cantiner (c’est-à-dire faire des achats à la cantine de la prison). C’est ce qui se passe dès 1941. La mortalité s’accroit et pour parer la crise, des associations caritatives comme la Société de Saint-Vincent-de-Paul sont autorisées à acheter à la cantine pour les détenus malades ou indigents.
En France encore, depuis la fin du XXe siècle, pour cantiner, le détenu, qui a préalablement été informé du prix de vente des objets et denrées, doit remplir un bon de commande qui est relevé le matin et transmis à la cantine ; celle-ci est tenue, par cahier des charges, de fournir un conditionnement en petites quantités et d’éviter toute rupture de stocks. La commande est livrée le lendemain, en fin de journée, sauf s’il s’agit d’un achat particulier, hors liste, qui doit être fait par commande « à l’extérieur » avec autorisation de l’autorité pénitentiaire.
Jusqu'en 2022 le paiement de la commande est effectué par déduction sur la quantité disponible au compte nominatif ouvert dans la prison. La privation de cantine constitue donc une punition et, à ce titre, fait partie des instruments de gestion de la prison.
La cantine de prison est parfois le seul lieu où les prisonniers peuvent parler entre eux, échanger des informations, voire préparer une évasion. Ainsi, les protagonistes de l’évasion d’Alcatraz de 1962 ont fait connaissance à la cantine de la prison. Dans cette prison de haut niveau de sécurité, il était difficile pour les prisonniers de communiquer entre eux, et la cantine était presque le seul moyen pour échanger des nouvelles, ou bien communiquer un plan d’évasion.

### Cantine d’entreprise

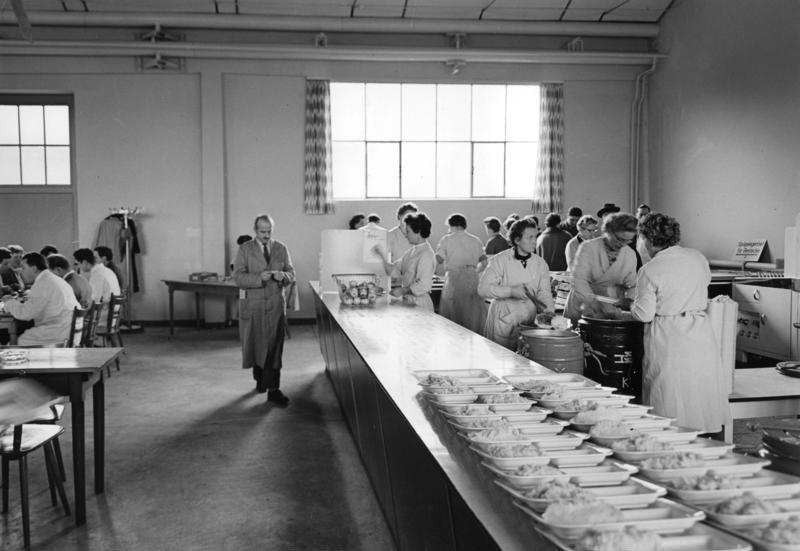
Cantine de l’usine Grundig, 1959.

La révolution industrielle modifie le tissu et les habitudes sociales. Au XIXe siècle, la cantine d’entreprise doit faire face aux habitudes culturelles : le repas de midi étant traditionnellement préparé par la femme au foyer, nombre d’époux rentraient manger chez eux. Lorsque la femme était elle-même ouvrière, si elle obtenait une pause de midi plus longue pour pouvoir rentrer à la maison accueillir la famille avec un repas chaud, elle ne pouvait que réchauffer des plats cuits à l’avance. Si elle ne pouvait retourner au foyer, l’homme devait se contenter d’un repas froid, ou de réchauffer lui-même la nourriture qu’il avait emportée ou encore, si le budget du ménage le permettait, d’aller à la cantine mais les ouvriers refusaient généralement d’y manger.
Des cantines d’entreprises ont existé dès la première moitié du XIXe siècle et certains patrons s’en sont félicités, estimant qu’elles régulaient le commerce d’alimentation et contribuaient à diminuer l’alcoolisme. Cette dernière affirmation doit être relativisée, car il va être fréquent de voir les ouvriers dépenser la plus grande partie de leur paye à la cantine comme ils pouvaient le faire au bistrot du patelin. Et l’ingéniosité des amateurs d’alcool compense l’interdiction de consommer de telles boissons hors repas — lorsque interdiction il y a.
La première cantine française autogérée serait celle créée à la Banque de France, en 1866. Un certain nombre d’industriels, comme Henri De Gorge, Gustave Boël, Ernest Solvay ou Georges Gaillard tentent d’améliorer les conditions de vie des ouvriers et créent des cités ouvrières, des corons ou simplement des cantines. Dès 1913, le service de cantine est parfois sous-traité.
En Autriche-Hongrie, la firme Gräf & Stift, qui produit des véhicules motorisés pour l’armée, crée en février 1917 une première cantine d’entreprise qui prépare pour un prix modique trois repas par jour. Les ouvriers qui le désirent peuvent emporter le repas chaud pour le manger chez eux. Une aide précieuse car la Première Guerre mondiale a provoqué des pénuries alimentaires dans tous les pays belligérants dès 1915 et la situation ne va cesser d’empirer au fil du temps. La mauvaise situation alimentaire suscite des revendications sociales et même des grèves. Un système d’élection de délégués est mis en place pour contrôler la cantine des ouvriers du Landsturm de Wöllersdorf et parer aux nombreuses allusions de ponctions par les responsables. En 1918, la cantine de l’usine de munitions de Wöllersdorf ne propose plus au menu qu’« un petit morceau de pain, de chou et d’une sorte de café noir ».

Cantine canadienne pendant la Seconde Guerre mondiale

En France, la restriction des denrées alimentaires durant la Seconde Guerre mondiale et l’Occupation, favorise le recours à la cantine. Puis, en 1945, la création des comités d’entreprise, dont la restauration collective devient une des prérogatives, entraine la multiplication des cantines qui vont progressivement être appelées « restaurant d’entreprise ».
La mise en place des journées continues, c’est-à-dire avec une courte interruption pour le repas de midi, « nécessitera d’importants changements dans les habitudes (alimentaires), en particulier un petit déjeuner plus copieux et un diner servi plus tôt (…). Pour aider à mettre au point cette « journée continue », il faut encore des cantines scolaires pour les enfants des femmes qui travaillent, des restaurants d’entreprises ».
Si l’existence d’une cantine est perçue positivement par les ouvrières, d’autres femmes ne l’envisagent que comme un pis-aller et non comme remplaçant réellement la cuisine familiale. Elles ne prennent pas en compte le gain de temps des trajets et considèrent le service collectif de repas comme un substitut de cuisine « vite-faite » qui ne peut remplacer leur propre pratique de « vraie » cuisine.
À la fin du XXe siècle et dans les pays industrialisés, manger à la cantine est totalement entré dans les mœurs, ce qui satisfait le patronat car l’« objectif rattaché à ce service est de fournir une saine nutrition au salarié afin de lui permettre de se maintenir en bonne condition physique et de garder un bon moral. Si le salarié a plus d’énergie pour travailler, il y a moins de risques d’accidents au travail et plus de chances d’accroitre son rendement ». Les bons gestionnaires d’entreprises veillent donc à la qualité de leur cantine car les investissements dans l’alimentation permettent de réduire les jours de congés de maladie et le nombre d’accidents. Cet aspect du management n’est cependant pas encore suffisamment entré dans les mœurs des entreprises et, en 2005, l’Organisation internationale du travail (OIT) tient ce problème en très sérieuse considération.

### Cantine scolaire

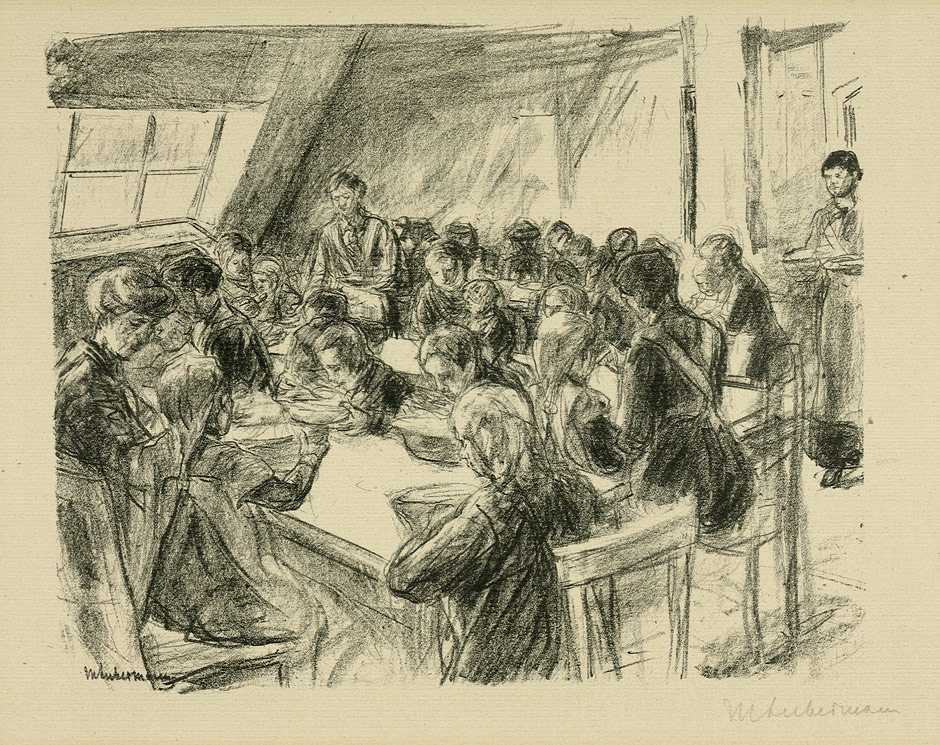
Cuisine populaire pour enfants par Max Liebermann.

La cantine scolaire vise à assurer l'alimentation des élèves pendant les heures de classe. Elle fut, au départ et dans les pays industrialisés, une réponse à la nécessité sociale de préserver la santé des enfants nécessiteux. Elle exerce toujours cette fonction, même dans les pays dits riches.

#### Dans les pays les moins avancés
L’organisation d’une cantine scolaire peut être le résultat d’initiatives prises par des associations locales mais découle le plus souvent des actions du Programme alimentaire mondial (PAM) alimentées par les contributions des pays riches, en dons monétaires ou en dons d’aliments. Le PAM a établi, en effet, un programme d’alimentation scolaire afin de pallier les déficiences nutritionnelles dont souffrent les enfants et d’inciter les gouvernements et collectivités locales à prendre des mesures concrètes pour améliorer la vie de leurs concitoyens. Dans ce cadre, les autorités de divers pays ont amorcé depuis les années 1985-1990 des plans de pérennisation des cantines scolaires, l’objectif général étant de doter chaque école d’une cantine. L’aide du PAM varie en fonction des régions et des dons qu’il reçoit ; elle peut être constituée de nourriture comme de matériel. Les cantines permettent d’améliorer la nutrition et participent de ce fait à l’évolution positive d’un pays.
En Afrique, l’existence de cantines aide à la scolarisation des fillettes et, par conséquent, à l’émancipation féminine. Mais le continent africain manque de systèmes efficaces de restauration collective et la cantine n’y est pas forcément un service organisé : l’appellation « cantine scolaire » est parfois attribuée à un ensemble de marchands de rue qui offrent des possibilités de repas.
Comme au XIXe siècle dans les pays occidentaux (et par exemple à Mouy, en France), c’est la présence d’une cantine scolaire et donc l’assurance d’un repas qui, dans bien des pays, incite les parents à envoyer l’enfant à l’école. Ainsi, à Bonsaaso (Ghana), le taux de recrutement à l’école a quasiment doublé après l’installation de cantines scolaires. Cependant, le cout du transport, des fournitures et de la cantine doit être souvent compensé par le travail de l’enfant, obstacle à sa présence régulière aux cours.

#### Dans les pays développés
De façon générale, la cantine scolaire permet à ceux qui ne peuvent rentrer chez eux, en raison du travail parental ou d'une distance école-maison trop grande, d’avoir un repas chaud. Elle constitue aussi pour les élèves un lieu et un temps d’échange, de sociabilité et de socialisation.
La première cantine scolaire en France nait au XIXe siècle.   

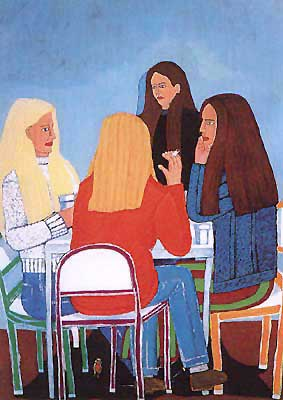
Cantine de collège par Philip Absolon.

La modicité du repas impliquant des aliments nourrissants mais bon marché, les plats proposés, s’ils apportent bien un pourcentage calorique journalier, ne respectent pas forcément les principes diététiques ; aussi une législation est-elle intervenue dans les pays développés. Cependant, si la nourriture servie aux élèves est au XXIe siècle contrôlée sur le plan de l’hygiène et de l’équilibre diététique, rien n’empêche l’enfant de délaisser certains aliments au profit d’autres, car au XXe siècle, les cantines sont passées progressivement du service d’une nourriture identique pour tous au libre-service qui permet à chacun de préserver son régime alimentaire personnel en fonction de ses gouts, d’impératifs médicaux ou de convictions religieuses.
Selon les lieux et les réseaux d’enseignement, le menu est parfois porté à la connaissance du public. Cela permet aux parents de choisir les mets servis à la maison pour équilibrer l’ensemble des repas sur le plan diététique.
La cantine scolaire aborde, surtout en Occident, un nouveau rôle de dimension culturelle, celui d’exemple, car elle constitue l’un des rares lieux éducatifs sur le plan alimentaire. Elle doit développer une mission d’information diététique, car l’enfant qui la fréquente n’y prend que quatre repas par semaine, soit un septième de ses repas hebdomadaires alors que l’alimentation des jeunes devient partout dans le monde un enjeu de société et un enjeu de santé publique. Cette dimension éducative se heurte encore aux pressions économiques. Jane Goodall constate que les chaines de fast-food comme McDonald’s, Domino's ou Taco Bell, qui distribuent des repas mal équilibrés, se voient octroyer le marché des cantines aux États-Unis « alors que les programmes d’éducation physique sont rognés pour des raisons budgétaires ». Par ailleurs, avant même de parler diététique, la cantine doit aider parents et enseignants à informer l’enfant sur les produits de base.

« Lors d’une tentative d’amélioration des repas de cantine au Royaume-Uni, les écoliers reçurent des pommes ou des oranges entières, certains ne savaient pas ce que c’était, ils n’avaient jamais eu affaire à un fruit entier de leur vie. »

 Elle participe à l’éducation du gout des enfants par la qualité et la diversité des produits consommés, la valorisation du patrimoine culinaire, et une approche ludique des repas à l’occasion de semaines thématiques, telle que la semaine du gout en France. Les plus jeunes sont la première cible, puisqu’ils n’ont pas encore fini de développer leur palais.
Le type de denrées disponibles localement et les fortes traditions alimentaires culturelles ont également un énorme impact sur le type de menu : en Italie, on sert plutôt des spaghettis à la sauce tomate en entrée, suivis de poulet frit avec pommes de terre rôties et d’un fruit ; en Thaïlande, des nouilles précèdent le riz et le dessert ; en revanche, au Japon la consommation de la viande de baleine a très fortement chuté ces dernières décennies, y compris dans la restauration scolaire.
En cas de modification des pratiques alimentaires scolaires, l’information et la concertation entre les pouvoirs organisateurs, les responsables de la restauration et les parents est indispensable pour obtenir un résultat positif à long terme quant à la diététique car il faut changer les mentalités, lutter contre les barrières culturelles et faire admettre que les habitudes traditionnelles ne sont pas forcément les bonnes. Il est également nécessaire de former et motiver particulièrement le personnel encadrant, qu’il soit salarié ou bénévole.
Le fait de servir, dans les pays développés, deux sortes de légumes en deux services date du début du XXIe siècle et est encore rare ; cela constitue une amélioration sur le plan diététique si on compare à des menus plus anciens ou plus « traditionnels » qui n’étaient composés que de viande et d’un légume (style boulettes-purée) ou même d’un plat de pâtes. Ce qui se généralise, c’est l’usage d’étiquettes de diverses couleurs pour attirer l’attention des jeunes sur les mets à ne manger qu’occasionnellement, sur ceux que l’on doit consommer avec prudence et enfin sur ceux qui sont conseillés sur le plan diététique.

#### La cantine scolaire laïque française
Dès le milieu du XIXe siècle, l’utilité d’instaurer une cantine scolaire dans tous les villages, pendant une partie de l’hiver, est évoquée par M. Marniquet-Gilbin pour assurer la fréquentation des cours et rendre l’instruction obligatoire plus attrayante et permettre, en cas de conflit, l’approvisionnement des mères et des enfants.
À Paris, Louise Michel crée une cantine en 1870 pour les élèves de l’externat qu’elle a fondé. L’an suivant, la Commune de Paris propose, parmi de nombreuses réformes, la gratuité de la cantine scolaire. En 1882, les Lois Jules Ferry créent l’école laïque et obligatoire ; la ville de Paris offre aussitôt une aide alimentaire aux élèves pauvres de ses écoles. Ses cantines accueillent exclusivement les enfants de familles nécessiteuses ou nombreuses ou ceux à qui l’heure et demie d’interclasse ne permet pas de rentrer chez eux.
L’instauration de cantines scolaires découle cependant d’initiatives individuelles et non du pouvoir central, et dans de difficiles conditions d’existence : inconfort des locaux (souvent dans des préaux couverts et non dans des locaux spécifiques), manque d’hygiène, repas gras et peu variés...

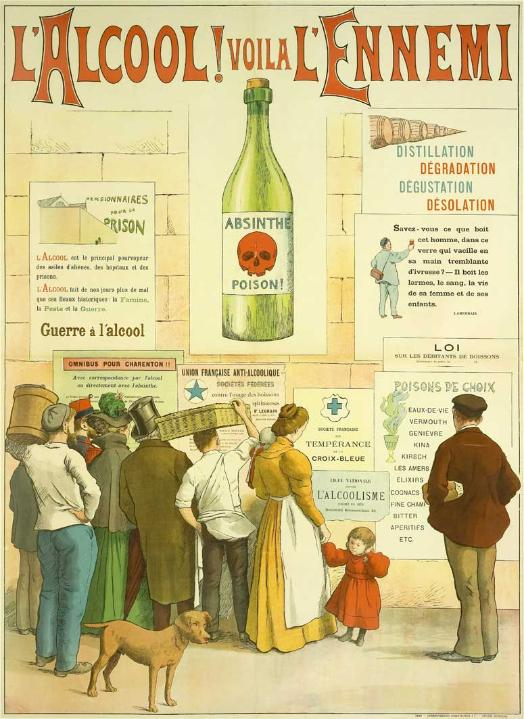
Affiche de Frédéric Christol (1850-1933) mettant en garde contre les méfaits de l’alcool, 1910.

Les enfants apportent leur boisson, souvent alcoolisée – le vin, le cidre, le poiré, la bière, étant considérés comme des boissons naturelles. Dans les années 1900, alors que se développent les mouvements anti-alcooliques, les instituteurs commencent à apprendre aux élèves les ravages de l’alcoolisme mais ces boissons sont autorisées à la cantine et cela ne doit pas étonner car dès le plus jeune âge, l’enfant était parfois alimenté avec de l’alcool. La mère elle-même, pour enrichir son lait, consommait de l’alcool, et pour sevrer l’enfant, on ajoutait peu à peu diverses denrées (pain, œuf, purée de légumes) au lait, puis des « trempettes », c’est-à-dire du pain écrasé dans du cidre. L’usage des boissons alcoolisées n’est limité, en France, que depuis 1956 aux élèves de plus de 14 ans qui peuvent consommer au repas 1/8 de litre de vin coupé d’eau à 3 % vol. ou de la bière ou du cidre léger. La ration alimentaire se modifie peu à peu sous l’influence de la médecine scolaire et des encore rares hygiénistes.
Les cantines scolaires furent présentées, dans la section des « Œuvres auxiliaires et complémentaires de l’école » de l’Exposition universelle internationale de 1900 à Paris, par des documents statistiques et des photographies. L’exposition prouvait que l’installation pouvait être peu couteuse et que le personnel de cuisine était ordinairement composé de la concierge de l’école parfois aidée de son mari.
La crise économique des années trente provoque l’augmentation des cantines (de plus de 46 % en cinq ans) et la secrétaire d’État à l’Éducation nationale Cécile Brunschwig lance une enquête sur les cantines scolaires ; le rapport conclut que « l’école publique est actuellement très loin de pouvoir donner aux enfants une alimentation normale ». L’État oblige alors chaque école à avoir une cantine mais les repas y restent mal proportionnés. Le nombre d’enfants dépendant de la cantine augmente durant la Seconde Guerre mondiale et malgré l’attribution de quotas de rationnement supplémentaire aux cantines, les enfants subissent des retards de croissance importants. La gratuité de la cantine scolaire est l’une des revendications de la propagande communiste clandestine sous le régime de Vichy.
La transformation des cantines en « restaurants d’enfants », dans l’après-guerre, est due à l’ancien maitre d’école Raymond Paumier qui parvient à convaincre autorités, enseignants et parents de la nécessité d’une formation diététique, d’une normalisation des locaux, de la sélection du personnel et de la prise en considération par le gouvernement de projets de loi quant à l’alimentation rationnelle.
Selon l’âge des élèves et le type d’établissement scolaire, l’organisation de la « restauration hors foyer » (RHF) ou « restauration hors domicile » (RHD) incombe au XXIe siècle aux municipalités, aux collectivités et/ou au ministère de l’Éducation nationale.
La cantine scolaire laïque française s’inscrit dans la lignée du courant éducatif laïc clairement issu de Condorcet et le mouvement de l’éducation populaire. Mais, au nom du principe de laïcité et en fonction de la tendance politique, la cantine semble tenue ou non à offrir certains aliments, l’extrême droite allant jusqu’à affirmer que « l’achat de produits à label religieux « cacher » ou « halal » par une administration publique est un délit pénal puisqu’une administration publique ne peut subventionner aucun culte ni directement, ni indirectement ». Le vif débat entre ceux qui demandent l’introduction de plats casher ou halal et les tenants d’une alimentation générale, qui vont parfois jusqu’à exclure de la cantine des élèves refusant de manger des mets non préparés selon leur code religieux, a provoqué une prise de position du Mouvement contre le racisme et pour l'amitié entre les peuples (MRAP).
Le Syndicat national de la restauration collective estime, en 2006, à 6 000 000 le nombre d’élèves français qui déjeunent régulièrement à la cantine, à 6 000 le nombre de cantines scolaires françaises, à 1 000 000 000 le nombre de repas servis annuellement dans ces cantines.
Le fait, pour des enfants du deuxième flux migratoire asiatique, de ne pas fréquenter la cantine rend les services de santé scolaire plus vigilants et entraine des contrôles médicaux plus stricts.

#### L’organisation de la cantine scolaire

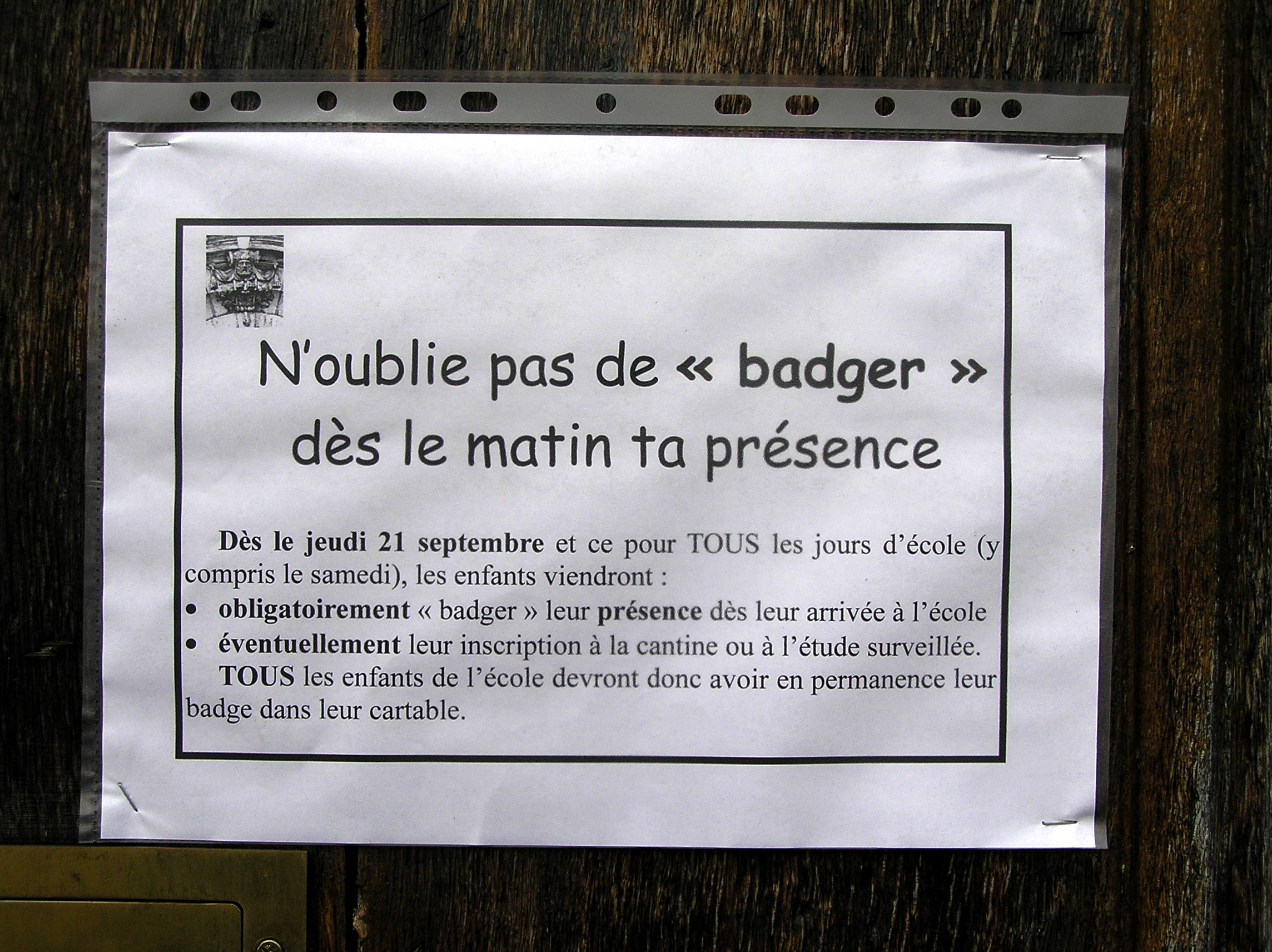
Rappel de l’obligation de pointer à l’école. En arrivant à l’école, l’enfant doit sélectionner sur une borne les services qu’il veut utiliser dans la journée, et notamment celui de la cantine.

En 2004, le Groupement des industries de l’interconnexion, des composants et des sous-ensembles électroniques, qui suggérait dans un livre blanc que les méthodes biométriques soient utilisées notamment pour l’organisation du déjeuner à la cantine, reçoit le Big Brother Award « Orwell Novlang », exprimant les réticences dans la société devant ce qui est considéré comme une menace contre la vie privée.
Dans les années 2000, divers établissements scolaires avaient cependant déjà instauré des dispositifs de contrôle biométrique d’accès à leur cantine, soit en respectant les recommandations de la CNIL (reconnaissance palmaire) soit en contrevenant à la loi (reconnaissance des empreintes digitales). D’autres ont adopté les badges à puce pour la facturation de la cantine scolaire et de la garderie, comme en 2007 dans l’école primaire de Saint-Médard-d'Eyrans en 2007, ou celle de La Bruyère (Namur) en 2008.
En 2011, le programme national pour l'alimentation prévoit de nouvelles règles pour les cantines

### Cantine en temps de guerre

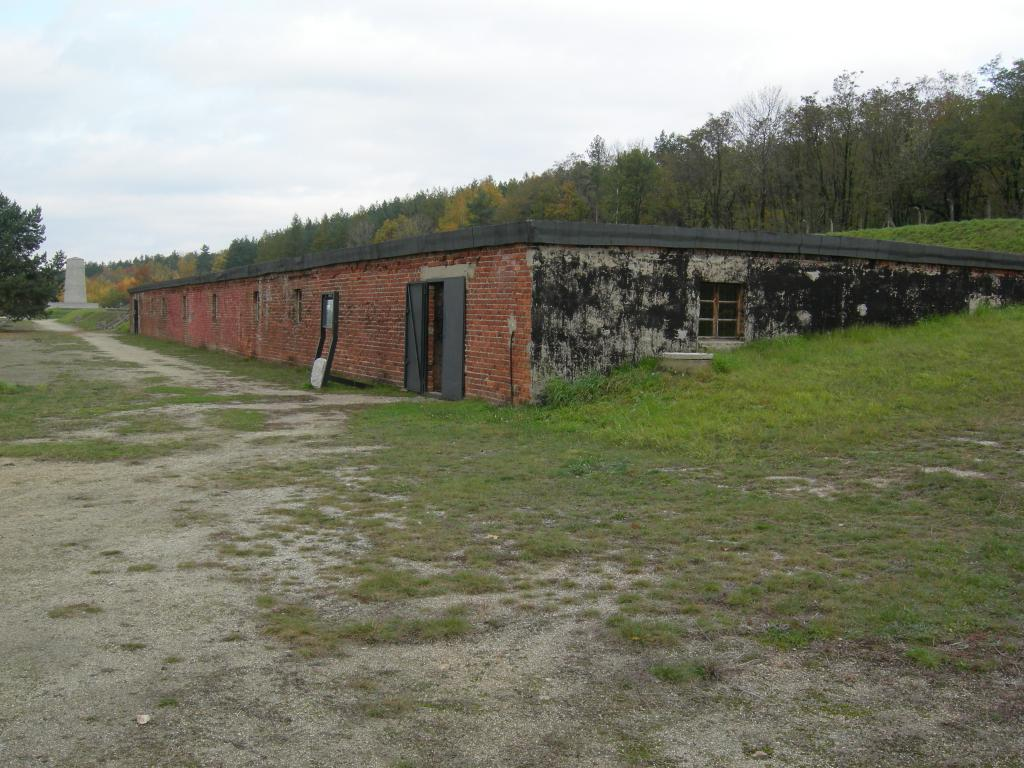
Cantine du camp de travail de Gross-Rosen.

La cantine se révèle au XXe siècle un service aussi indispensable, si ce n'est plus, en temps de guerre qu’en temps de paix.
Elle répond cependant à des besoins différents selon les circonstances.

#### Cantine de travail

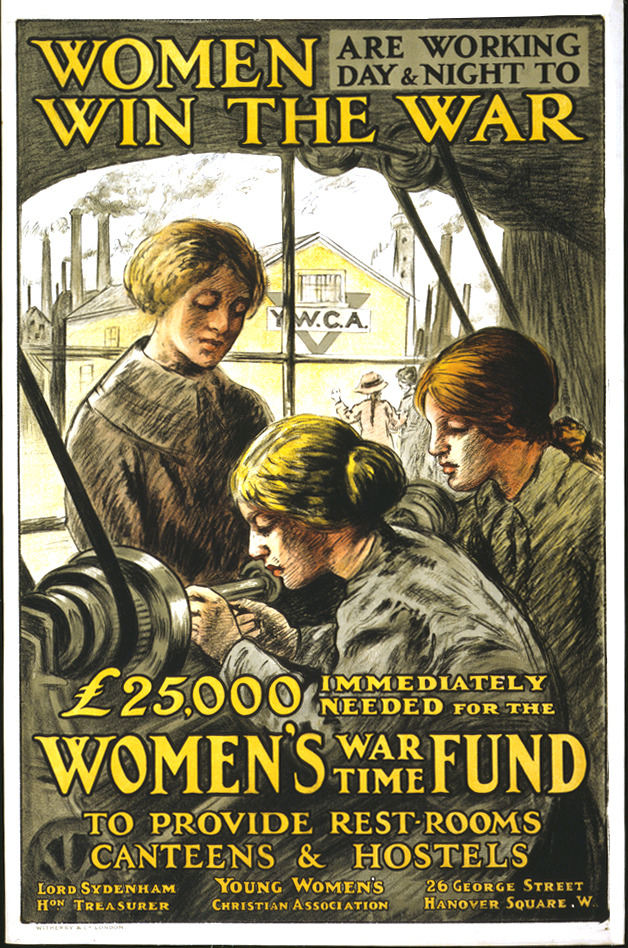
Affiche de guerre : collecte de fonds pour fournir salles de repos, cantines et hébergements aux travailleuses.

La guerre oblige à produire davantage d’armement, de véhicules de transports, etc. et conduit donc à une concentration de soldats ou de travailleurs en un même lieu. La cantine assure le repas. Elle le fait également pour les travailleurs déportés mais dans des conditions qui se dégradent au fil du temps, les réserves alimentaires s’épuisant,.
La pénurie de main d’œuvre traditionnelle masculine — beaucoup d’hommes étant au front — offre aux femmes l’opportunité de jouer un grand rôle dans le maintien de la production industrielle destinée tant à l’effort de guerre qu’aux besoins civils ; cela implique des emplois parfois fort éloignés du foyer et la création d’infrastructures d’accueil, logement et cantine pour laquelle des fonds sont collectés auprès du public.

#### Cantine pour prisonniers de guerre
Diverses personnes ont témoigné de l’organisation et de la triste qualité des cantines pour prisonniers de guerre. La Convention (III) de Genève relative au traitement des prisonniers de guerre du 12 aout 1949 a décidé que tous les camps destinés aux prisonniers de guerre doivent être dorénavant pourvus d’une cantine pour leur procurer aliments et objets usuels au prix maximal du commerce local. Les bénéfices issus de ces ventes constituent un fonds spécial utilisable au profit des prisonniers ; lors de la dissolution d’un camp, le solde créditeur du fonds est remis à une organisation internationale pour servir « au profit des prisonniers de guerre de la même nationalité que ceux qui ont contribué à constituer ce fonds. En cas de rapatriement général, ces bénéfices seront conservés par la Puissance détentrice, sauf accord contraire conclu entre les Puissances intéressées. »

#### Cantine humanitaire

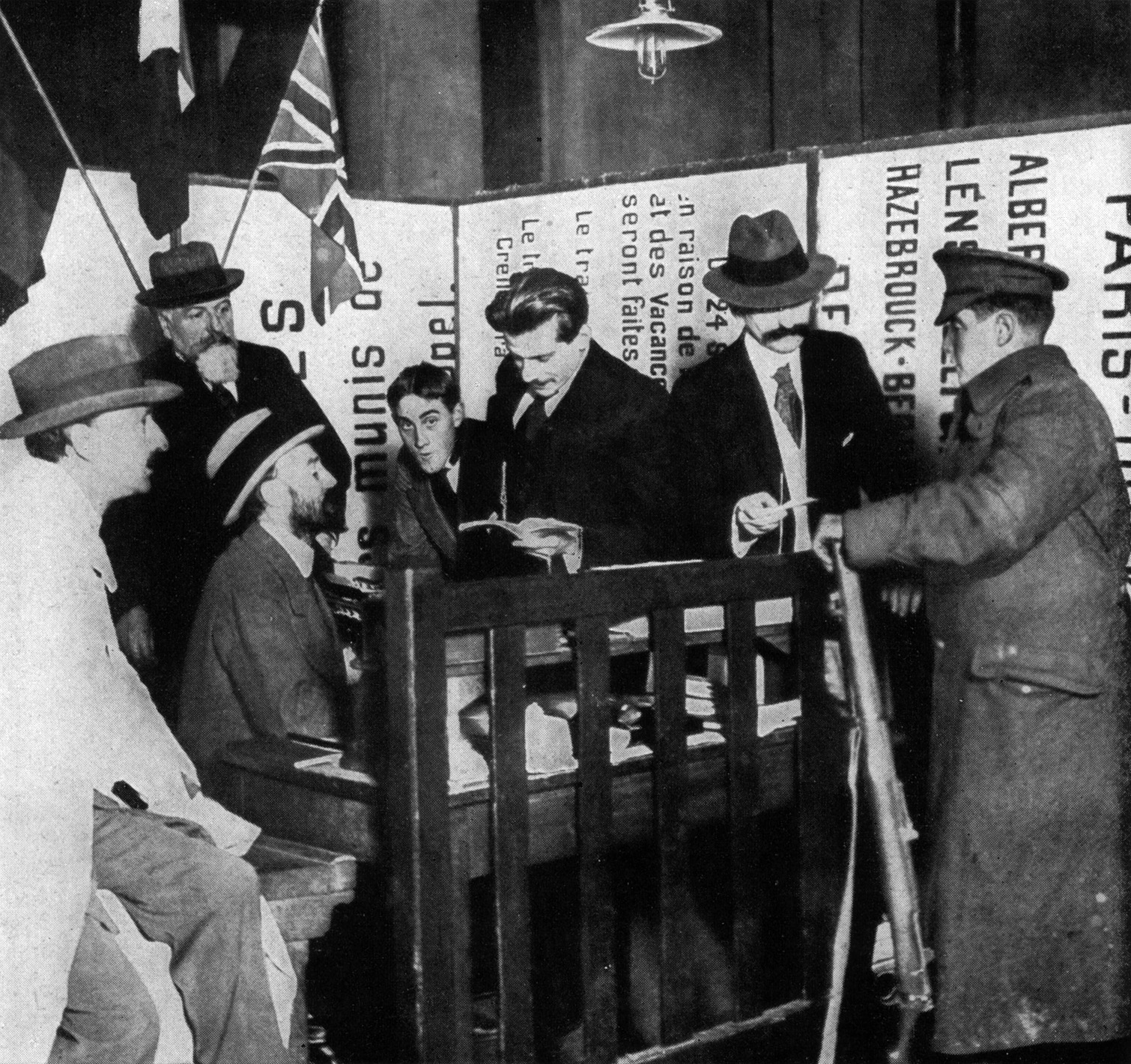
Distribution de tickets alimentaires à la gare du Nord durant la Première Guerre mondiale.

Grâce aux associations caritatives (YMCA, Croix-Rouge, Armée du salut et autres), des cantines sont périodiquement créées ; dès la Première Guerre mondiale, l'Union des Femmes de France installe par exemple des cantines de gare.
Ainsi, après l’effondrement du Troisième Reich, se pose le problème des millions de réfugiés civils généralement originaires de l’Europe de l’Est, qui vont rester longtemps maintenus dans des camps et qu’il faut nourrir dans une Allemagne où règne la pénurie alimentaire alors que chaque réfugié doit bénéficier d’un régime de 2 000 calories pour pouvoir se rétablir. « Dans de nombreux camps, les 2 000 calories incluent 1 250 calories provenant d’un pain noir, humide et extrêmement peu appétissant. » Parmi ces réfugiés, des centaines de milliers d’enfants, dont certains vont pouvoir bénéficier de cantines organisées par les pays européens : les enfants de Vienne peuvent être nourris à la cantine organisée par les Suédois, 80 000 enfants norvégiens mangent les repas de cantine scolaire organisés par le Danemark. Autre exemple : pendant la guerre civile d'Espagne, une cantine est organisée pour les réfugiés juifs allemands qui n’ont pu fuir l’Espagne.

### Cantine futuriste
Par le biais de la FoodTech, la restauration robotisée est mise à l'essai à Wuhan (Chine) en 2022 dans le cadre de la gestion de la crise de la Covid-19. Proposant des plats variés (parfois jusqu'à 300) et personnalisables, ces nouvelles cantines fournissent des repas en moins d'une minute.

## Cantine et société
La cantine a joué un important rôle sur le plan social dès le XVIIIe siècle. Outre son rôle de palliatif de la pauvreté, elle a comblé peu à peu le besoin de multiples personnes qui n’ont ni le désir ni la possibilité de rentrer chez elles, de se rendre dans un lieu de restauration privé ou encore de se nourrir à leur poste de travail.
La cantine a modifié les règles traditionnelles de la commensalité puisqu’elle provoque des rencontres de hasard, et en crée parfois de nouvelles par le libre choix de ses commensaux sur base des affinités.

### Cantine contre gamelle, choix personnel, politique, économique
L’instauration de la cantine bouleverse des habitudes ethnographiques millénaires. Claude Fischler écrit en 1996 : 

« Alors que, tout au long de l’évolution historique, on a assimilé la maison au foyer, c’est-à-dire à la cuisine, l’alimentation s’identifie de moins en moins nécessairement à l’univers domestique. »

La cantine a constitué un passage obligé dans ce processus. Mais elle a provoqué (et révélé) une rivalité, voire un conflit, entre milieux familial et collectif, entre « la gamelle » et la « cantine ». La gamelle, pour la plupart des gens, c’est le récipient indispensable, d’abord en bois, puis en tôle émaillée, en fer battu, en aluminium ou en plastique, qui a servi longtemps à transporter la nourriture préparée à la maison, généralement par la mère, la sœur ou l’épouse – au point que certains jeunes gens n’imaginaient le mariage que parce qu’il fallait quelqu’un pour préparer le panier-repas.
La gamelle n’est pas l’apanage de l’homme, les femmes aussi l’utilisent, comme mode de transport ou comme récipient à manger, mais souvent pour des plats préparés par elles-mêmes. La gamelle, c’est un repas froid ou chaud si l’on peut le faire réchauffer sur le poêle de la classe ou à la cantine, ou qu’il soit réchauffé au bain-marie dans d’autres cas, mais c’est un repas sans risque, qu’on absorbe avec confiance – pas comme l’« aliment-service » fourni à la cantine par l’industrie agro-alimentaire.

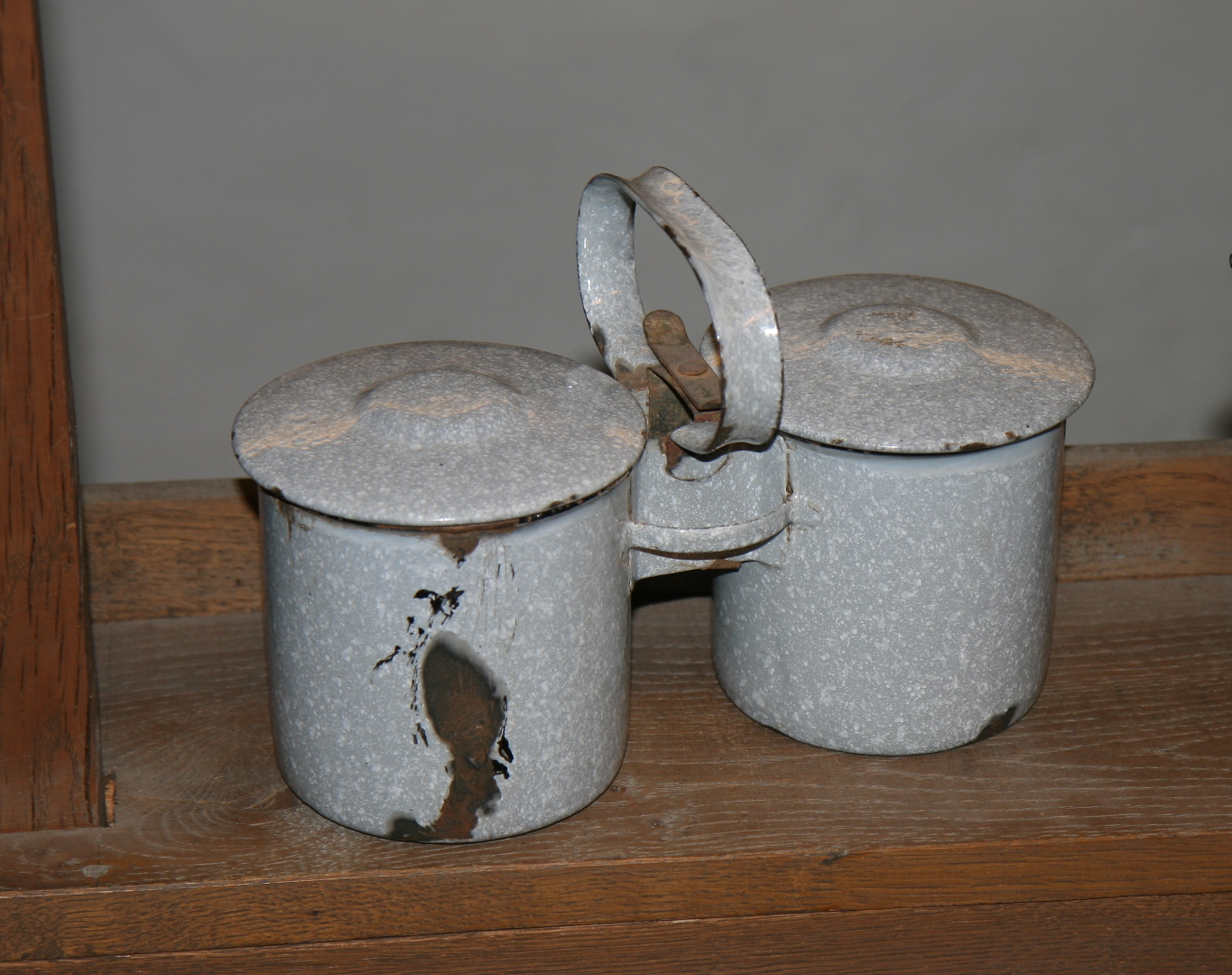
Double gamelle en tôle émaillée[N 14].
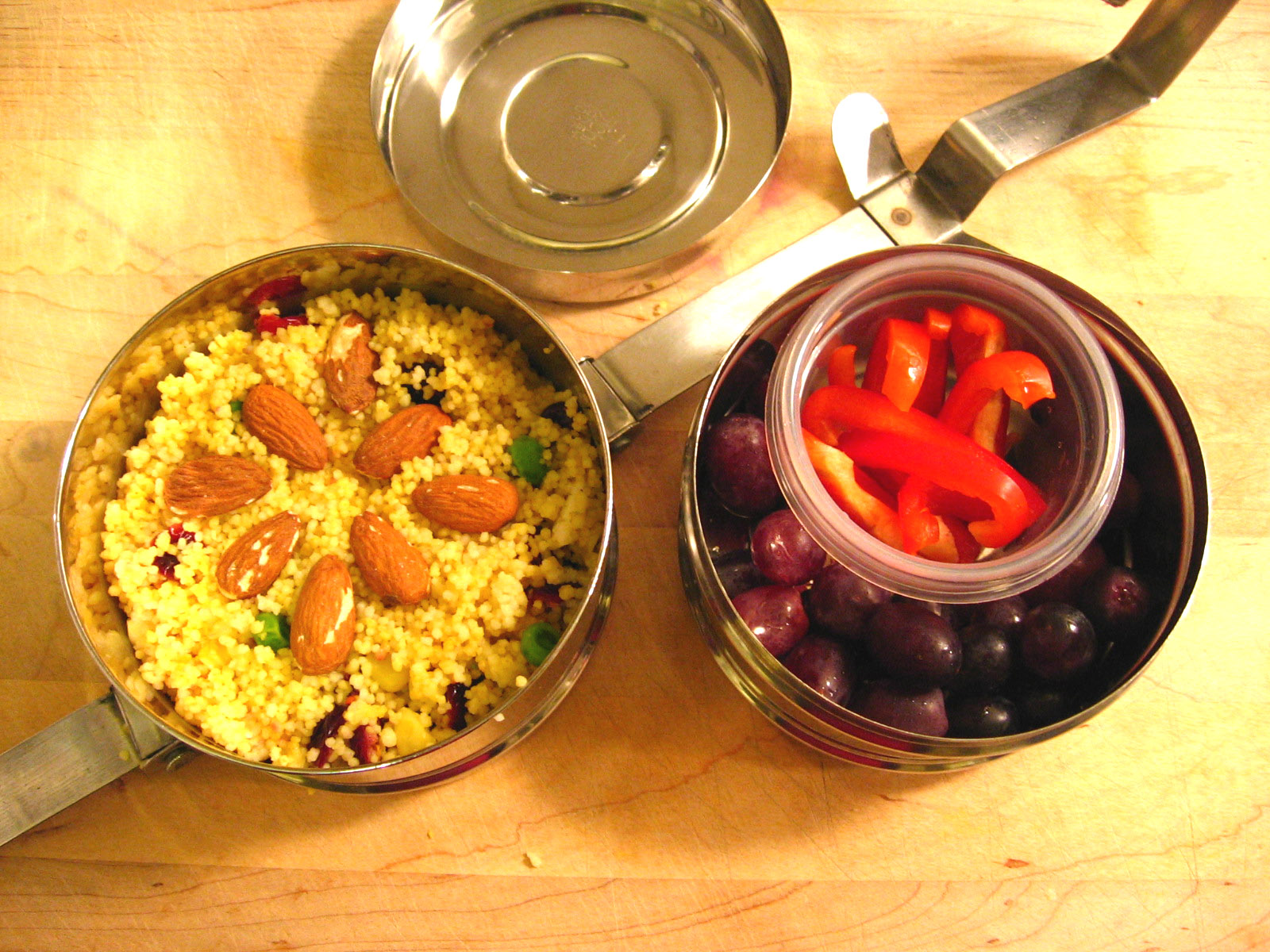
Gamelle métallique ouverte et garnie[N 15].
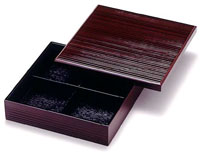
Gamelle japonaise en bois[N 16].
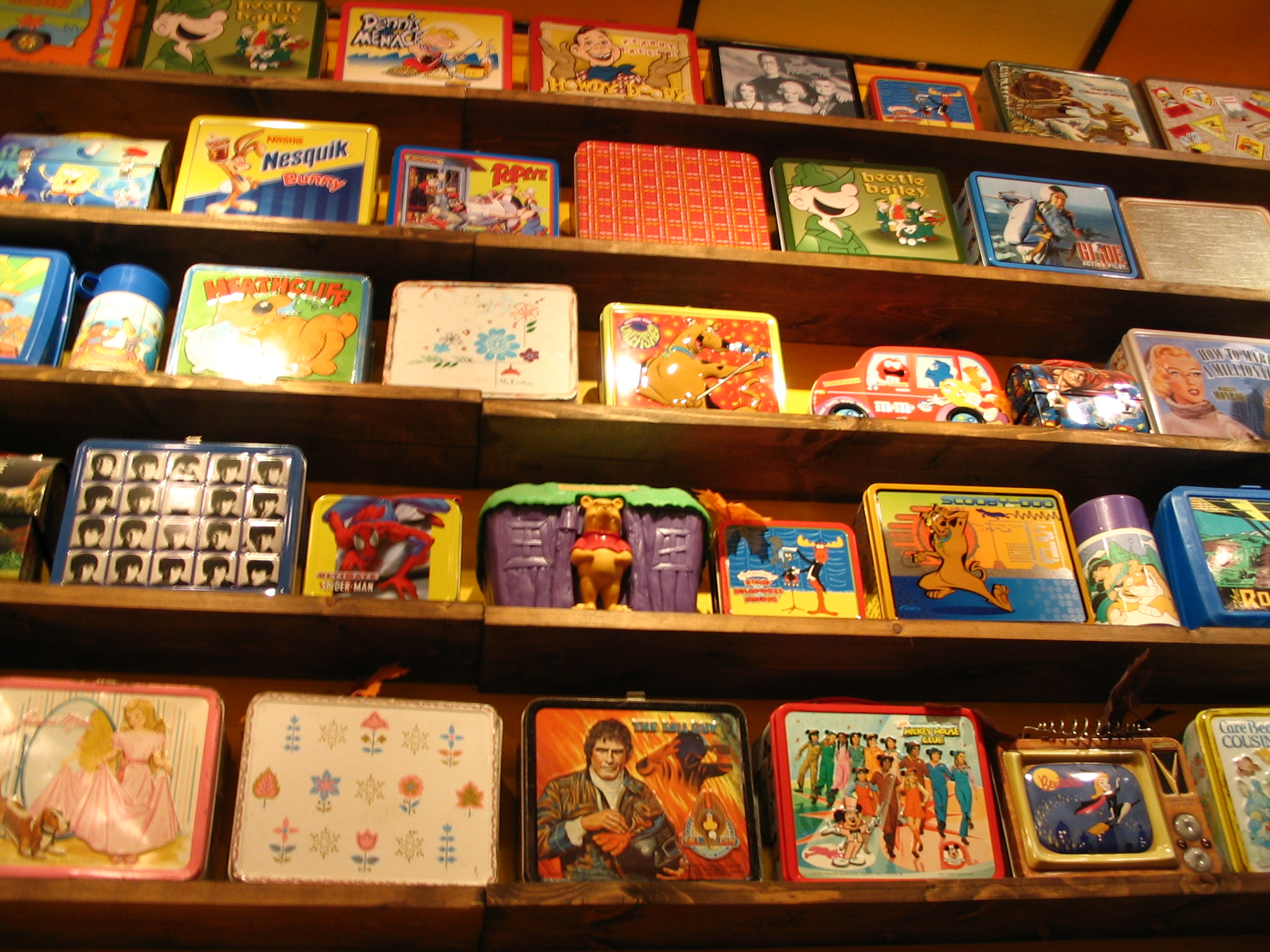
Étal de gamelles de fantaisie[N 17].

La gamelle fait partie de la culture enfantine, « boite à tartine » récupérée par les marques et qui crée une compétition sociale entre les parents, particulièrement aux États-Unis. La gamelle fait partie de la culture ouvrière ; on en consomme le contenu entre ouvriers du même bord, à l’écart des chefs, « entre soi » ; on préfère même manger sa gamelle au vestiaire, assis par terre, plutôt que d’aller à la cantine où se côtoient cadres, employés et ouvriers. La cantine expose l’être humain à une confrontation avec d’autres, de sexe, de niveaux et de classes sociales parfois différents, ce qui peut poser problème.
D’une certaine façon, la gamelle est à l’origine de la cantine, un local réservé pour y réchauffer et y manger le contenu de la gamelle. Peu à peu, de la soupe puis des repas sont proposés dans la cantine, ce qui amène la disparition de la gamelle.
La cantine peut être pour certains libératoire des contraintes familiales mais constitue aussi une restriction – voire une privation – de liberté, quant à la manière de s’alimenter, pour des raisons éducatives, politiques ou religieuses : des utopistes à Mao Zedong, en passant par les sionistes, les régimes totalitaires de Corée ou du Cambodge, les gestionnaires de camps ou d’entreprises, le fait de forcer les gens à se rassembler pour manger un repas préparé hors du foyer impose le changement radical du mode de vie traditionnel et conditionne l’individu à accepter de nouvelles règles de société.
Certains choix religieux présentent les mêmes exigences : Saint Benoit, par exemple, inscrit dans sa Règle la cuisine commune et le repas commun des moines au réfectoire au même rang que les offices, ce qui impose une hiérarchie (comme dans une famille) et interdit la constitution de petits groupes de commensaux (comme des amis) à l’intérieur de la communauté.
En France, comme dans nombre de pays européens, une alternative à la « contrainte » de la cantine comme à celle de la gamelle est apparue avec l’instauration des titres-restaurant. Cette faculté, qui n’autorise cependant pas les employeurs à s’exonérer de l’obligation, prévue par le Code du travail, de mise en place d’un lieu de restauration, y compris au sein des petites entreprises (allant a minima d’un « emplacement », permettant de se restaurer dans de bonnes conditions de santé et de sécurité, à la « cantine »), leur offre cependant la possibilité de substituer l’octroi de « chèques restaurants » au paiement des indemnités de petit déplacement (destinées à l’indemnisation de la « gamelle » lorsque le repas au domicile ou dans l’entreprise est rendu impossible du fait de l’éloignement) comme dans le secteur du bâtiment et des travaux publics par exemple (voir la prime de panier). Élargie à d’autres secteurs d’activité et d’autres situations par conventions collectives, elle a également permis à une partie des salariés de retrouver une certaine liberté dans le choix de leur lieu de repas (alternative à la « cantine ») et dans celui de leur mode d’alimentation (alternative à la « gamelle »).

### Rôle de socialisation
La cantine est aussi un lieu de diffusion de l’information, qu'elle soit officielle ou officieuse (potins, rumeurs, affichage, sonorisation d'annonces).
La cantine, étant généralement un local assez vaste, sert partout de lieu de rassemblement pour les communications, discours et fêtes, activité politique et syndicale, culturelle et même scolaire. Elle matérialise un espace à usage collectif qui autrement n’existerait pas.
En Belgique, dans le Sillon Sambre-et-Meuse, la cantine a constitué, au XXe siècle, un lieu de rassemblement et de convivialité – en dehors des heures de repas – pour les travailleurs immigrés, et particulièrement pour les Italiens qui s’y retrouvaient le dimanche pour bavarder, jouer aux cartes ou aux boules (sorte de jeu de pétanque) en mangeant ensemble un plat de leur pays comme la pizza. À Houdeng-Gœgnies, à proximité des ascenseurs à bateaux du Canal du Centre, les usines Boël firent construire, peu après la Seconde Guerre mondiale des logements en matériaux robustes pour les travailleurs immigrés à la suite des accords signés entre la Belgique et l’Italie. Cette « cantine des Italiens » est aujourd’hui un musée de l’immigration italienne.
En France, l’ancienne cantine des fondeurs d’Antoigné à Sainte-Jamme-sur-Sarthe est aussi devenue un lieu de mémoire. L’installation d’une cantine a parfois permis la survie d’une école ou la repopulation d’un village (comme à Villers-en-Arthies dans les années 1990).
La cantine a inspiré Coluche pour le lancement des Restos du Cœur,.

### Réputation de la cantine dans les pays européens

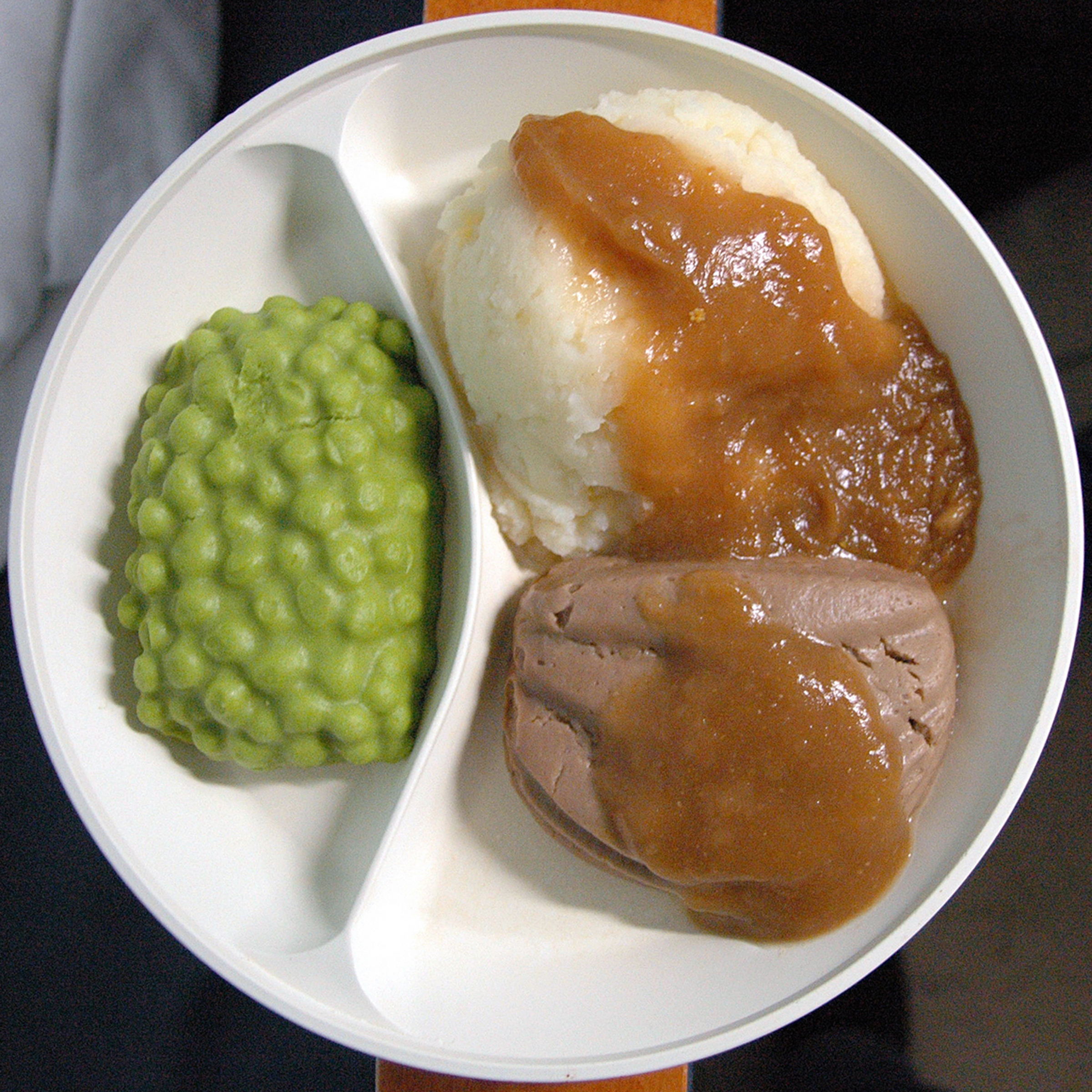
Dans un hôpital de New York, aliments pulvérisés et moulés pour ressembler à des tranches de bœuf et des petits pois ; ces derniers sont, en fait, de la purée de brocoli.

Pour le petit enfant, aller à la cantine, c’est ne plus manger le repas préparé par le parent, c’est devoir changer d’habitudes alimentaires, c’est devoir parfois – ou souvent – se forcer ou être forcé à avaler des mets qu’on n’aime pas, de subir éventuellement les lazzi des autres élèves et des professeurs, et connaitre la honte. Le côté émotif joue un rôle, mais il ne peut justifier la mauvaise réputation qu’ont les cantines depuis des décennies.
Cette mauvaise réputation n’est pas nouvelle. Sylvie-Anne Mériot fait remonter son origine à l’Ancien Régime, époque où la nourriture collective consistait en des soupes légères, légumes cuits à l’eau et fromages desséchés, servis dans les hospices aux exclus de la société (pauvres et mendiants, malades et handicapés…). L’image négative de la cantine, qui existe dans tous les milieux, est au XXIe siècle principalement alimentée par la monotonie et la tristesse des repas qui furent proposés dans les années 1930 et le sont encore parfois : pâtes, boulettes, purée, petits pois, jambon ou épinards… Une nourriture parfois rare, souvent lourde, voire indigeste, de la ragougnasse, qui a mené des élèves, comme Auguste Angellier, ou des prisonniers, comme ceux de la prison de Nancy en 1972, à la révolte. L’obligation de manger « toute son assiette » est aussi difficilement acceptable – sauf lorsqu’on aime ça à en mourir.
Les gens ont également mis en doute la qualité nutritionnelle des aliments ou leur origine, comme l’exprime clairement Pierre Perret :
Je comprends pas maman que ça t’affole

Ça qu’on mange à la cantine de l’école

Ils l’ont bien précisé tout est pulvérisé

Traité piqué aseptisé ça peut pas nous peser

Crois-moi qu’avec toutes ces vitamines

Le chlorate et la pénicilline

Qu’y a dans les épinoches

Et les chipolatas

Y a pas un astibloche

Qui viendrait y faire sa casbah

(...)
Question de la bidoche y a rien à redire

Tout ce qui est pas au granulé on le vire

Le directeur est formel

Y dit que ça serait mortel

Si tout d’un coup comme ça on bouffait des trucs naturels

Tout ce qui est douteux y fait le sacrifice

Il l’envoie aux vioques dans les hospices

Ça part dans les casernes aux cuisines des prisons

Ça y a suffi d’une fois qu’ça y a fait crever ses cochons
Pour certains, la cantine est aussi synonyme de pauvreté car son image est associée à celle de l’aide alimentaire.
La cantine toutefois a aussi un côté ludique et parfois même d’excellents aspects : l’actrice Barbara Schulz apprécie le homard servi à la cantine de la production américaine French Kiss, les repas du lycée de l'Empéri sont réputés, etc.
Étant donné « l’existence de risques de déséquilibre alimentaire plus importants pour les élèves qui ne déjeunent jamais à la cantine et pour ceux qui grignotent, à midi ou en dehors des repas », il est probable que la cantine, toutes réputations confondues, va continuer longtemps encore de jouer son rôle social.

### Le poids économique de la restauration collective
En Europe, la restauration collective représente près de la moitié des repas consommés hors foyer. Si la part de marché de la restauration commerciale croit, le nombre de repas servis en restauration collective demeure en France depuis l’après-guerre, supérieur et en croissance. En 1995, les 3 milliards de repas servis en restauration collective se répartissent ainsi : 1,1 milliard de repas servis dans 42 500 établissements scolaires et universitaires, 1 milliard dans 3 500 établissements sociaux et de santé, 500 millions en entreprises, 200 millions dans les établissements militaires, 150 millions dans les centres de loisir et 55 millions dans 190 prisons, chiffres stables en 2004.
De plus en plus externalisée dans les pays occidentaux, la conception des repas a donné naissance à un secteur de la restauration collective dite « concédée », dominé aujourd’hui par trois grandes entreprises européennes : la britannique Compass Group et les françaises Sodexo et Elior, qui devancent l’américaine Aramark Corporation. Représentant en Europe 22 milliards d’euros de chiffre d’affaires en 2004 et 31 % de la restauration collective en 2005, le nombre de repas concédés en France a été multiplié par 4,5 entre 1973 et 1990. Dans ces pays, en 2004, 56 % des activités de la restauration collective concédée sont réalisés en entreprise, 21 % dans le secteur santé et social, et 18 % en cantine scolaire et universitaire.
En France en 2017, la gestion concédée représente 40 % des repas servis et varie suivant les secteurs. Quasiment absente des restaurants universitaires, elle passe à 8 % dans le second degré et 70 % dans le premier degré.

## Menu

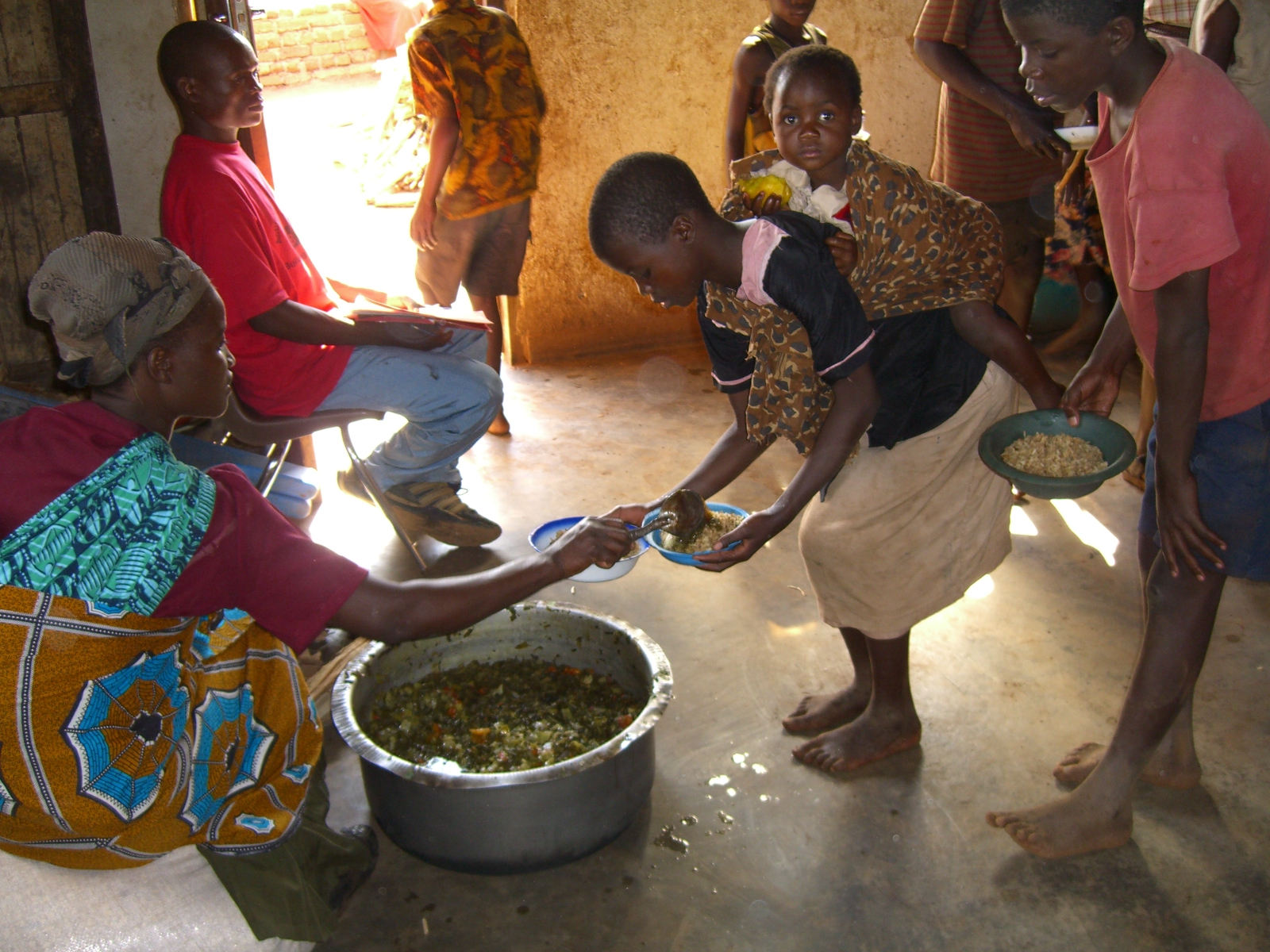
Plat unique au Malawi.

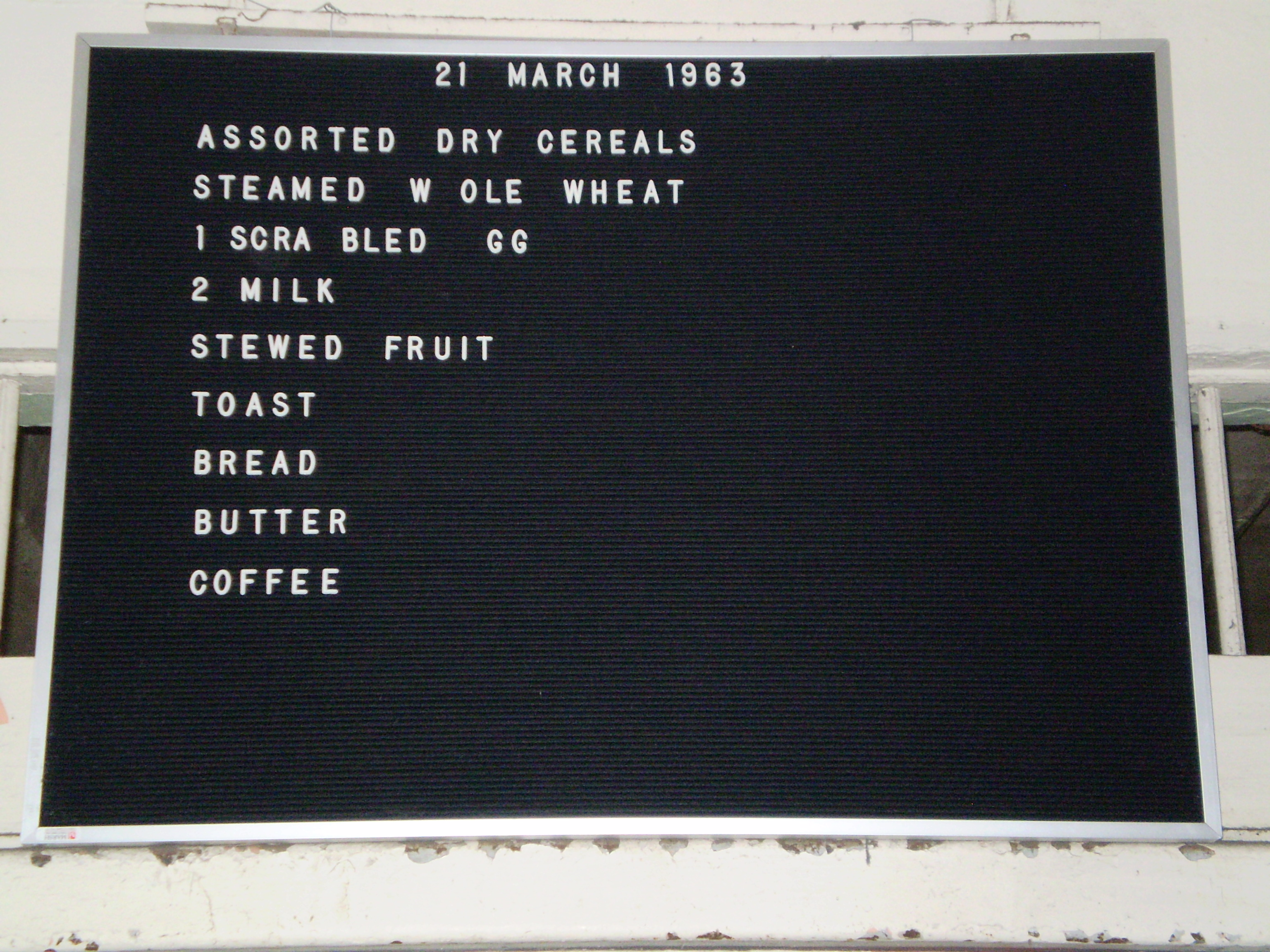
Menu de la cantine à la prison d’Alcatraz.

La cantine ne propose de menu que dans les pays industrialisés ; celle des pays pauvres ne peut généralement que proposer un plat unique réalisé avec les ingrédients immédiatement disponibles.
Les menus sont différents selon les régions du monde et correspondent aux habitudes culturelles de leurs habitants. Cela peut aller du simple (un plat principal et un dessert) à l’élaboré (entrée, plat principal, fromage, dessert). Il n’existe donc pas de menu type.
Partout dans le monde cependant, la composition du menu doit tenir compte de différents facteurs ou contraintes :
- le type de cuisine et de matériel mis à disposition (sans friteuse, ni frites ni beignets) ;
- le budget disponible pour l’achat des aliments et le paiement des frais de fonctionnement (personnel, énergie, etc.[152]) ;
- l'offre des aliments sur le marché ;
- les désirs des convives et habitudes alimentaires ;
- les apports nutritionnels et l'équilibre diététique. Pour ce dernier point, les collectivités font de plus en plus appel à des diététiciens qui établissent les menus sur une durée de 15 jours.

L’établissement des menus dépend aussi des réglementations qu’impose la santé publique en matière de sécurité alimentaire, de sécurité sanitaire des aliments et, depuis peu, de prévention contre l’obésité. De nombreuses actions mises en place par les différents pouvoirs organisateurs concernent les menus des cantines.
Dans les pays industrialisés, sous la pression de l’opinion publique et d’associations comme Slow Food, la qualité diététique des menus s’accroit et les aliments d’origine biologique prennent peu à peu une place croissante. L'ONG Greenpeace attire l'attention sur les questions autant de santé publique que de durabilité et d'empreinte écologique dans les cantines scolaires. En France, la part des achats d'aliments d'origine biologique dans la restauration collective est estimée à 2,9 % par l'Agence Française pour le Développement et la Promotion de l'Agriculture Biologique.
D’autre part, le type de poisson servi aux enfants soulève parfois une critique sur le plan de l’environnement. Certains reprochent l’utilisation de poissons vivant menacés de disparition, comme la sébaste ou le grenadier de roche en France ou la baleine au Japon.

## Architecture
Il n’y a pas d’architecture-type de cantine. En fonction de la volonté, des finances de l’autorité organisatrice (école, entreprise, association, etc.) et du nombre de personnes à alimenter, l’espace de la cantine peut être un simple préau, un baraquement (sur les chantiers de construction par exemple), une petite, moyenne ou immense salle.

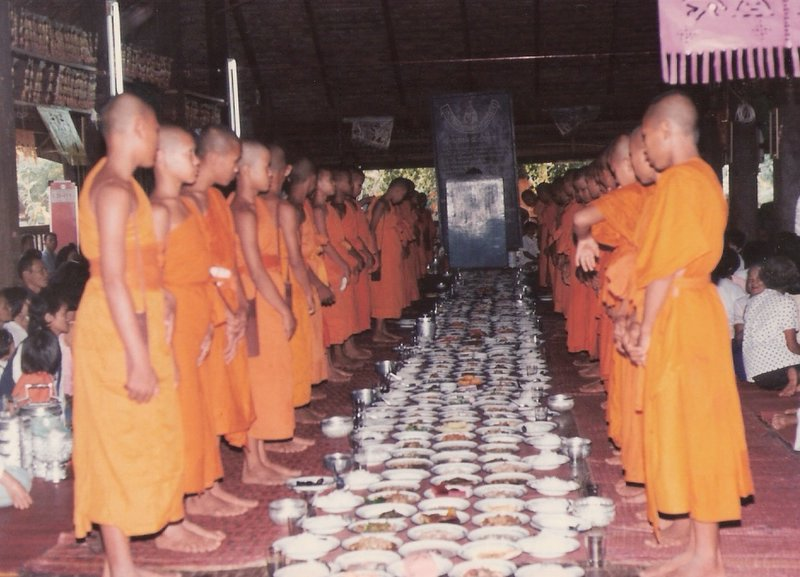
Simple local, ni tables, ni chaises, nourriture posée au sol[N 21].
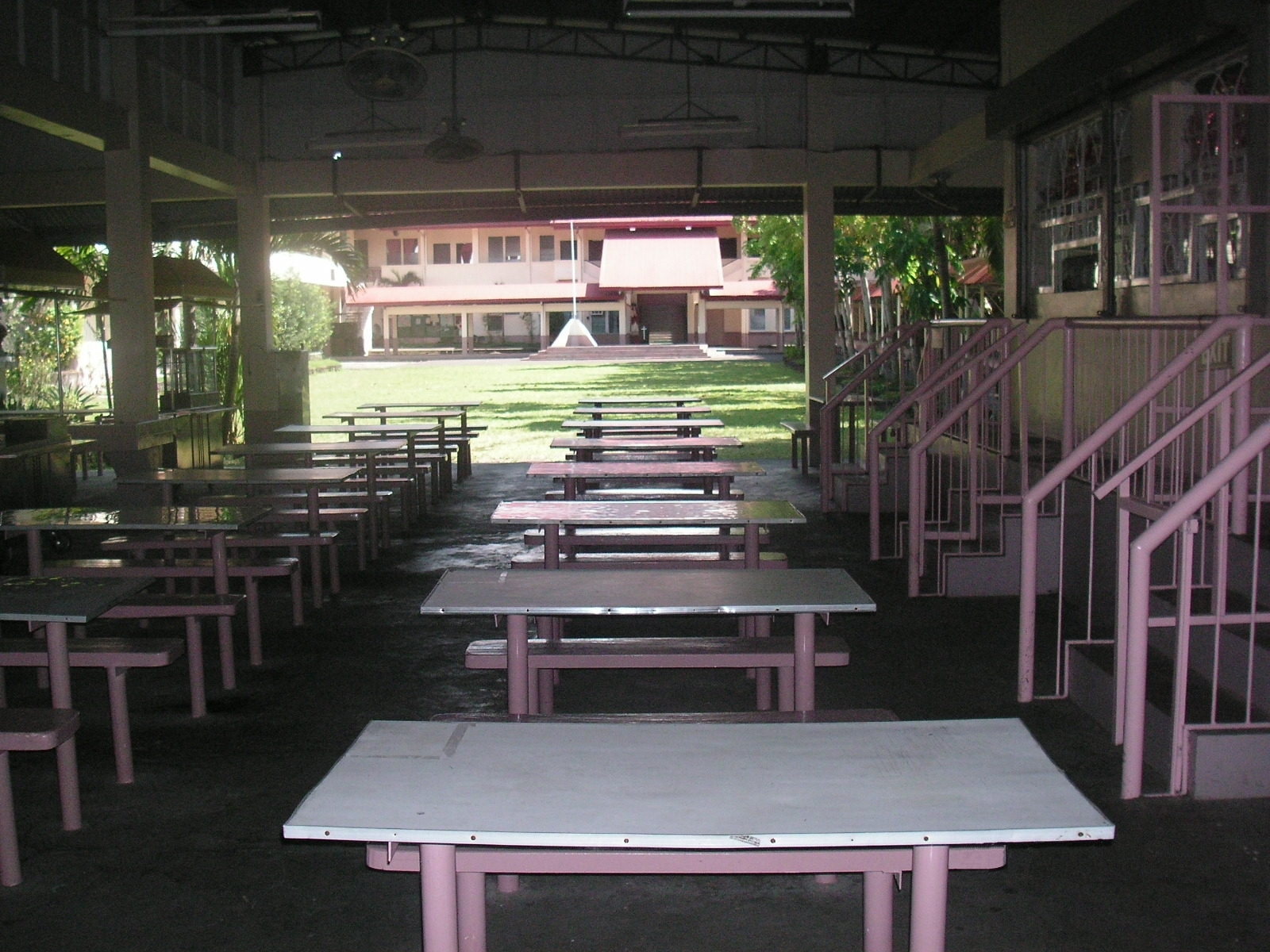
Local couvert mais ouvert, tables identiques et bancs alignés[N 22].
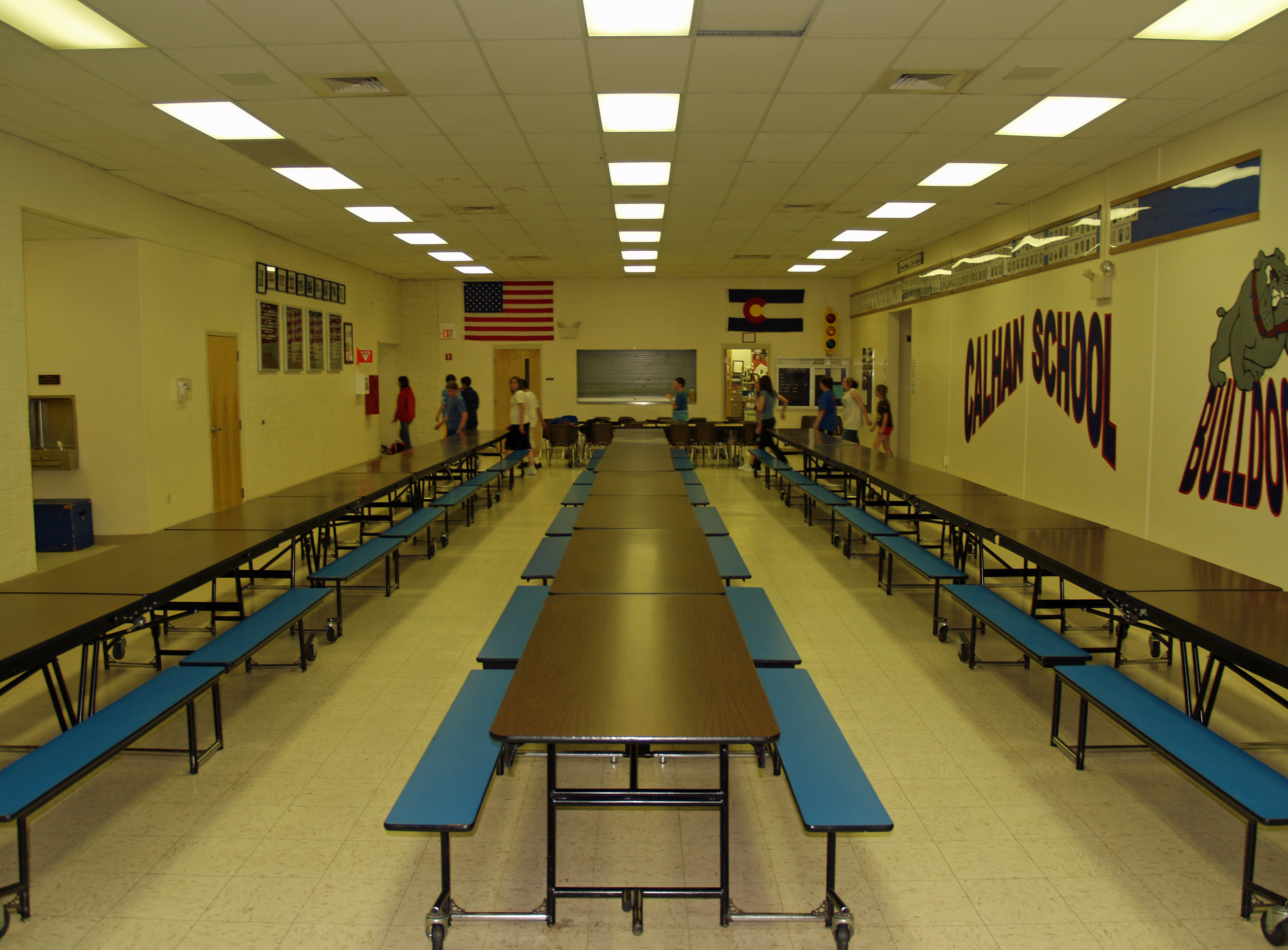
Local fermé sans fenêtres, bancs attachés aux tables, en enfilade[N 23].
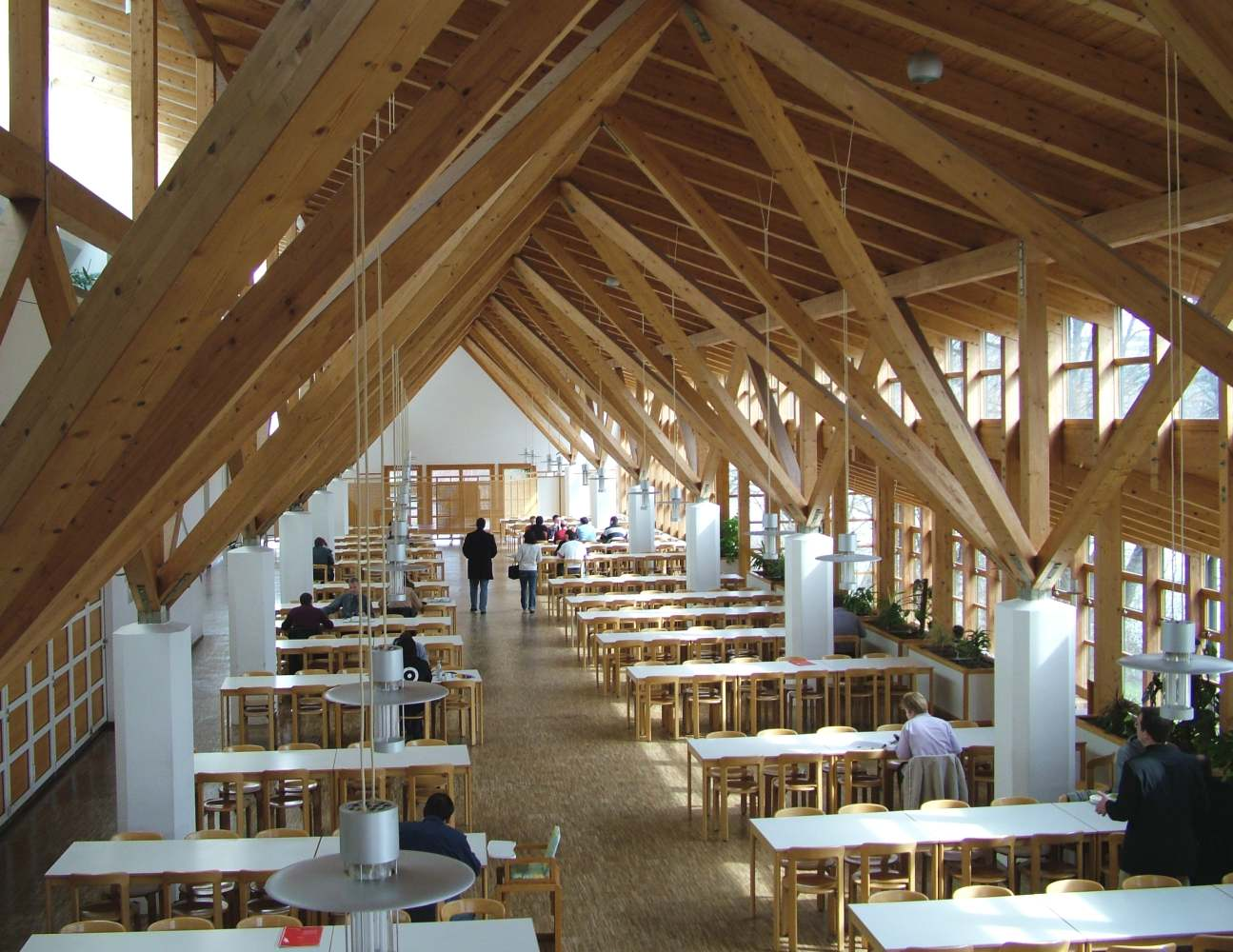
Local sous combles avec tables et chaises rigoureusement identiques et alignées[N 24].
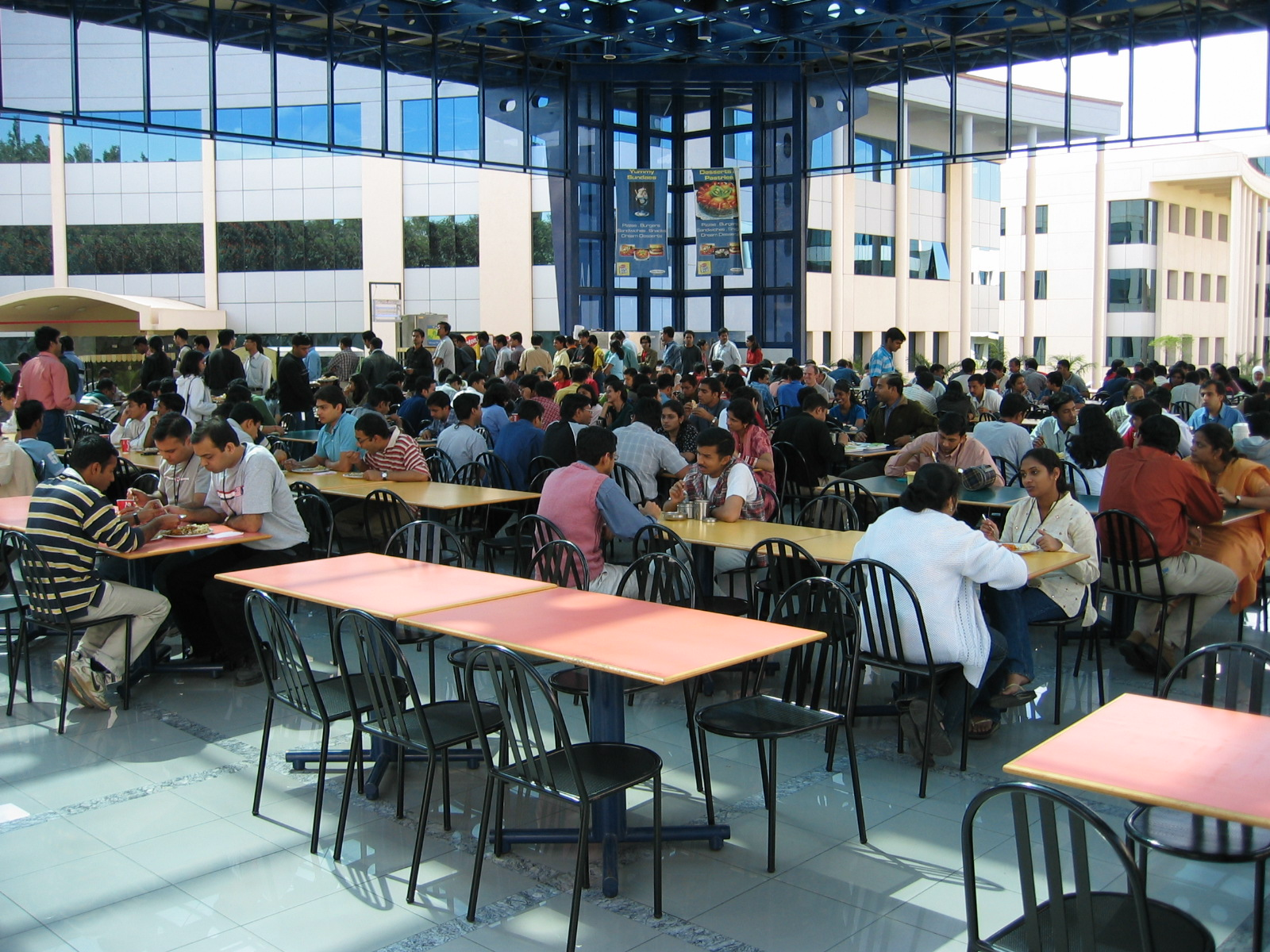
Grande et haute salle vitrée, à l’étage, tables de couleurs différentes selon les rangées et chaises[N 25].
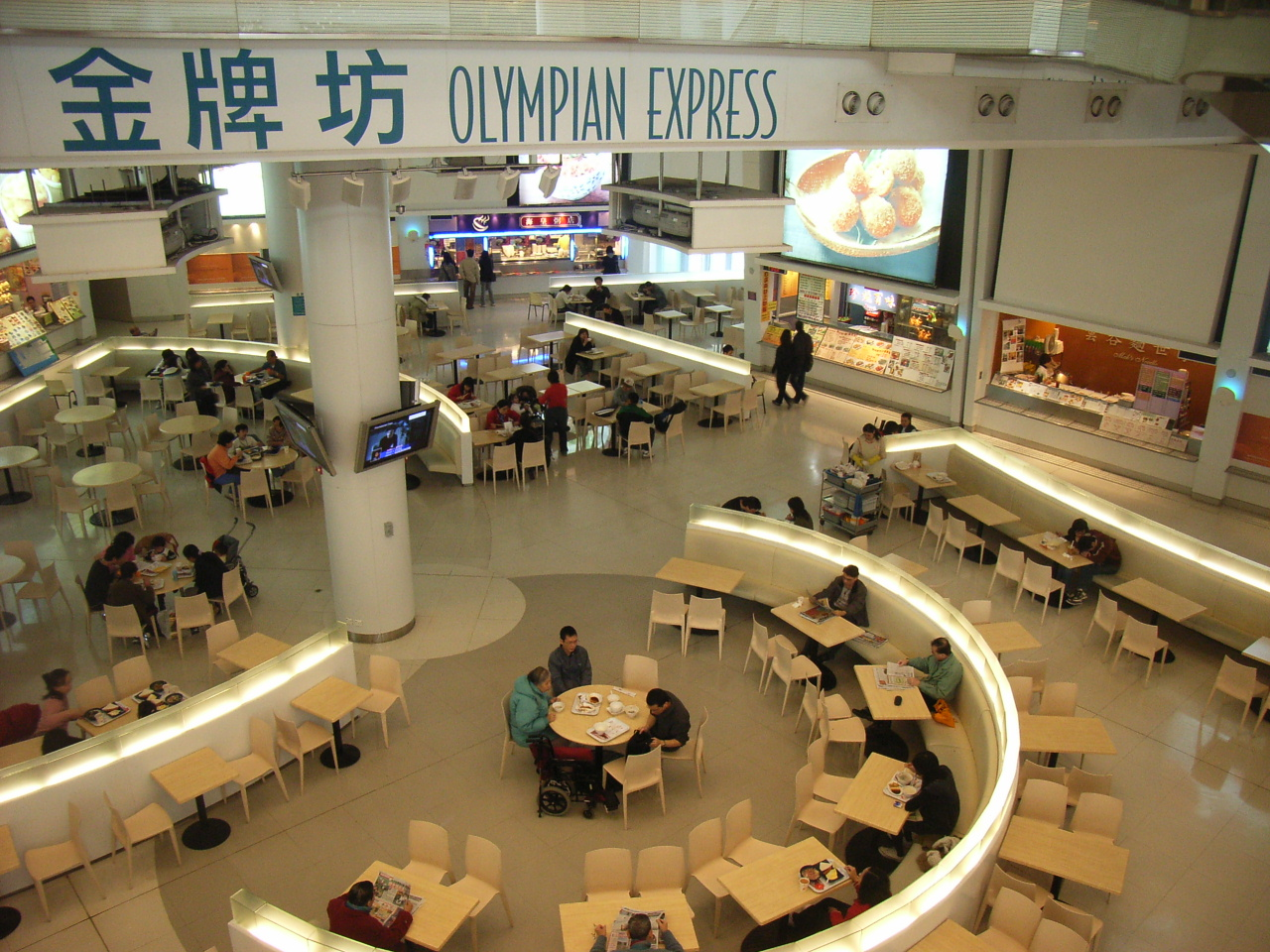
Salle gigantesque sur pilier central, compartimentée, tables de formes variables et chaises.

Dans la seconde moitié du XXe siècle, se produit une uniformisation de la structure des cantines, surtout dans les pays industrialisés. Pour des raisons économiques (réduction des couts de main d’œuvre), les cantines des écoles secondaires importantes, des universités et des grandes entreprises sont désormais conçues pour le libre-service.
À Marçon, la cantine scolaire « Marca », construite en 1959 d’après les plans établis par Le Corbusier avec André Wogenscky, a été classée monument historique en 2001.

## Dans l’argot, les jargons et les régionalismes

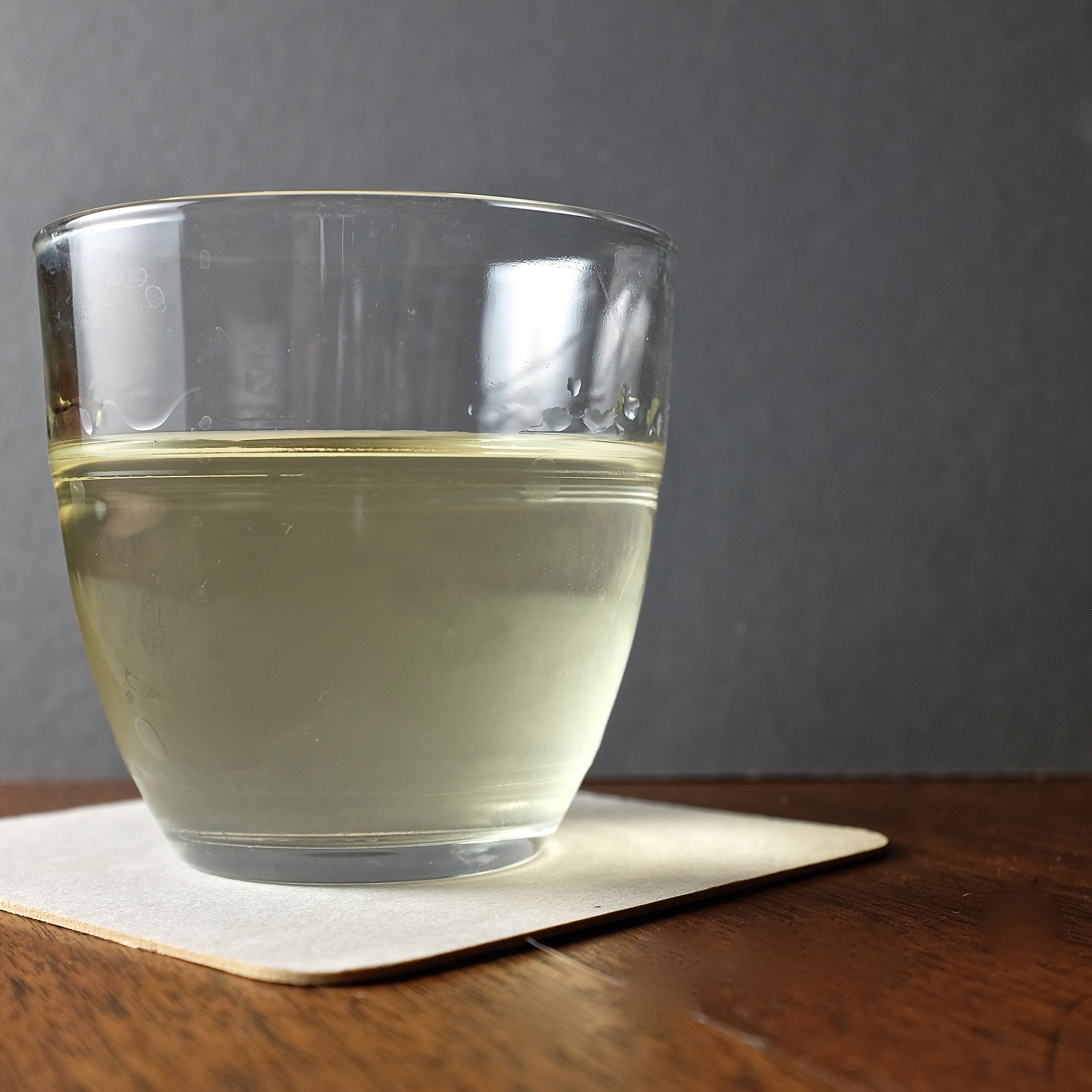
Verre Gigogne utilisé dans les cantines scolaires françaises.

- La cantine de caserne est nommée le « tapis de grives[160] ».
- La cantine de prison est le « tapis de malades[160] ».
- « Cantine », ou encore « cantoche », est le terme souvent utilisé par les écoliers et adolescents pour désigner la restauration scolaire[N 26].
- La cantine de l’École normale supérieure s’appelle le « pot ».
- Dans le vocabulaire de la marine, la cantine commune pendant l’armement ou le désarmement d’un navire s’appelle la « cayenne ».
- Dans le vocabulaire de l’armée, la cantine pour les militaires du rang dans une caserne s’appelle l’« ordinaire » ; la cantine des officiers et sous-officiers est le mess.
- La « cantine » québécoise est quasiment l’équivalent d’un snack-bar américain : un petit restaurant « rapide » au bord d’une route ou d’une rue, sans places assises – sauf éventuellement quelques tables de pique-nique à l’extérieur – et sans serveur. Les mets y sont parfois de qualité mais toujours peu élaborés : sandwichs en tous genres, poutine, guédille...
- La « cantine » est aussi un régionalisme suisse signifiant gamelle (le récipient), selon le Robert historique d’Alain Rey.
- La « cantine » est encore un régionalisme suisse définissant une tente dressée lors d'une fête en plein air, où l'on peut se restaurer et parfois danser, écouter des discours (patriotiques, politiques, etc.) ou assister à des concerts à l'abri des éléments[161].
- La « cantine » est, dans certaines régions de France, un récipient pour conserve ; ainsi, dans le pays lyonnais, est-elle un bocal cylindrique en verre, largement ouvert dans le haut, pour la mise en conserve des fruits à l'eau-de-vie[162].
- La « cantine » est le nom de la boutique dans les marchés de Dakar[163].
- La cantina italienne est un lieu de stockage et de vieillissement des vins, alcools et charcuteries.
- La cantina espagnole est l’endroit où on garde les boissons et où on boit ; c’est un synonyme de bar. Le terme est encore utilisé pour le lieu de restauration dans les gares de chemin de fer, mais il est peu à peu remplacé par cafeteria.

## Dans les arts

### Au cinéma

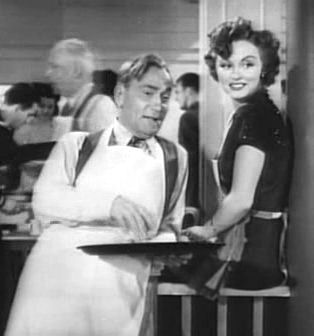
William Demarest et Cheryl Walker dans Stage Door Canteen.

- Consultations de nourrissons et cantine maternelle, impasse des Allemands de Hippolyte De Kempeneer, Belgique, 1918. Une cantine à destination des mères est l’un des deux sujets de ce documentaire.
- Les Temps modernes de Charlie Chaplin, États-Unis, 1936. À la cantine de la prison, Charlot se demande si la nourriture servie est tombée du plafond.
- Le Déserteur / Je t’attendrai de Léonide Moguy, France, 1939. La presse reproduit les légendes des photographies du film réalisé en 1939 et distribué en 1940 comme film de propagande et de mobilisation contre l’Allemagne « Les soldats au repos : on boit un verre et on joue à la belote. 1918-1940 : l’atmosphère de la cantine n’a pas changé. ».
- Listen to Britain de Humphrey Jennings, Royaume-Uni, 1942. Dans ce documentaire sur la Seconde Guerre mondiale, le réalisateur filme des femmes allant chercher du thé à la cantine ambulante. À deux reprises, Jennings revient sur le menu de la cantine qu’il a d’abord filmé en plan plein cadre (bouillon écossais, cabillaud pommes sautées, saucisse grillée, légumes verts, gâteau au citron, confiture) ; il insiste ainsi sur la nostalgie qu’évoque une nourriture opulente en période de rationnement.
- Stage Door Canteen de Frank Borzage, États-Unis, 1943. Des femmes travaillent bénévolement dans une cantine pour soldats.
- Hollywood Canteen de Delmer Daves, États-Unis, 1944. Ce film relate la création et la vie d’une cantine qui a accueilli, de 1942 à 1945, quelque trois millions de soldats et dont les cantinières et serveuses furent des vedettes d'Hollywood.
- The Seafarers de Stanley Kubrick, États-Unis, 1953. Le long travelling de la scène de la cantine laisse transparaitre le style que Stanley Kubrick développera par la suite dans ses longs métrages.
- The Blues Brothers de John Landis, États-Unis, 1980. La scène finale se déroule dans la cantine de la prison.
- Salé, sucré de Ang Lee, Taïwan, 1994. À la cantine de l’école, les enfants mangent ce que leurs parents leur ont donné, dans une gamelle faite d’assiettes en acier inoxydable emboitées et serrées par une courroie. Seuls les plus délaissés mangent le repas préparé par la cantine.
- Vivre ! de Zhang Yimou, Chine, 1994. La cantine municipale est l’une des manifestations du changement social.
- Ça commence aujourd'hui de Bertrand Tavernier, France, 1999. Une scène décrit l’affrontement entre le maire et le directeur de l’école primaire au sujet du non-paiement de la cantine.
- Les Fautes d'orthographe de Jean-Jacques Zilbermann, France, 2003. La qualité de la nourriture à la cantine de l’internat rassemble dans la révolte élèves et professeurs.
- La Cuisine des cantines : Les coulisses de la restauration scolaire d'Isabelle Brokman, France, 2006, DVD. La réalisatrice fait le point sur les cantines scolaires en partant de l’exemple d’une école de Tours.
- Nos enfants nous accuseront de Jean-Paul Jaud, France, 2008. Une commune du Gard décide de passer aux aliments biologiques pour la cantine scolaire.

### Dans la littérature
- La Cantine Chapuzot de Jean Drault, Librairie Blériot, Henri Gautier Successeur, Paris, sans date, ca 1893. Jean Drault, écrivain et critique théâtral d’extrême droite, y traite, avec facétie et une moquerie parfois bon enfant, les pratiques habituelles de l’armée à une époque où le fonctionnement de celle-ci subit des critiques sarcastiques, bouffonnes ou amères de Georges Courteline, d’Alphonse Allais et de son beau-frère Charles Leroy, et d’autres encore.
- Fond de cantine (recueil de poèmes) de Pierre Drieu la Rochelle, Éditions de la Nouvelle Revue française, 1920, publié à compte d’auteur. Au sortir de la guerre, le jeune écrivain traumatisé par elle, exprime sa désillusion de la paix, son pressentiment de l’arrivée d’un monde nouveau.
- Un barrage contre le Pacifique (roman) de Marguerite Duras, Gallimard, 1950. C’est à la cantine de Ram que surgit l’espoir et une rencontre qui modifie profondément le récit[164].
- L’Éden cinéma (théâtre) de Marguerite Duras, Mercure de France, 1977. La cantine de Réam y constitue cette fois un lieu ambivalent : celui de l’amour déçu, du rêve non abouti, de l’exploitation de la fille par la mère mais aussi celui d’une entente heureuse possible entre les membres de la famille, ce que traduit une valse imposée par une didascalie[164].
- La Cantine des Italiens de Claude Favry, Labor, 1996. L’auteur y fait notamment l’historique des cités ouvrières et y décrit le fonctionnement de la Cantine des Italiens du phalanstère Boël à Houdeng-Gœgnies, les catégories de personnes qui la fréquentaient ; il y cite aussi divers témoignages.
- Embrouilles à la cantine d’Hervé Mestron, Archipoche Éditions, 2008. Sous forme d’enquête policière, cet auteur de livres pour adultes et jeunes traite des mystères de la restauration scolaire.
- Faims d'enfance de Axel Gauvin, Seuil, 1987, se déroule dans une cantine.

La littérature pour la jeunesse utilise logiquement le thème de la cantine ; sont ainsi parus notamment :
- Piégé dans le corps d’une dame de cantine ! de Todd Strasser, Barad, 2000 ;
- La Cantine, c’est pas bon ! de Madeleine Brunelet, Actes Sud Junior, 2002 ;
- Les dinosaures de la cantine de Kochka, Belin, 2005 ;
- Gaffi : Repas magique à la cantine de Mérel, Nathan, 2005 ;
- Ça swingue à la cantine de Fanny Joly, Pocket Jeunesse, 2005 ;
- Effroyable cantine de Marie Mélisou, Rouge Safran, 2006 ;
- La Cantine morbide de Loup Ragout de Richard Petit (romancier), Boomerang Jeunesse, 2007 ;
- Louise ne veut pas manger à la cantine, Collectif, Nathan, 2008.

### Dans les arts graphiques
Si le repas est un thème fréquent en peinture, il est le plus souvent interprété dans un cadre familial ou de banquet, rarement dans celui d’une cantine. Outre Max Liebermann et Philip Absolon dont des œuvres illustrent cet article : 
- Albert Anker a peint une cantine d’enfants et une soupe populaire.
- Germaine Bouret a dessiné des scènes de cantine.
- Camille Hilaire a utilisé l’un des murs intérieurs de la cantine du collège Georges-de-la-Tour à Metz comme support pour une impressionnante fresque.

Une gouache de Salvador Dalí fut accrochée dans la cantine de la prison de Rikers Island de 1965 à 1981. Cette œuvre fut volée en mars 2003 par un directeur adjoint et trois agents pénitentiaires qui furent arrêtés et inculpés ; elle n’a jamais été retrouvée.

## Métier: cantinier et cantinière

### Le métier

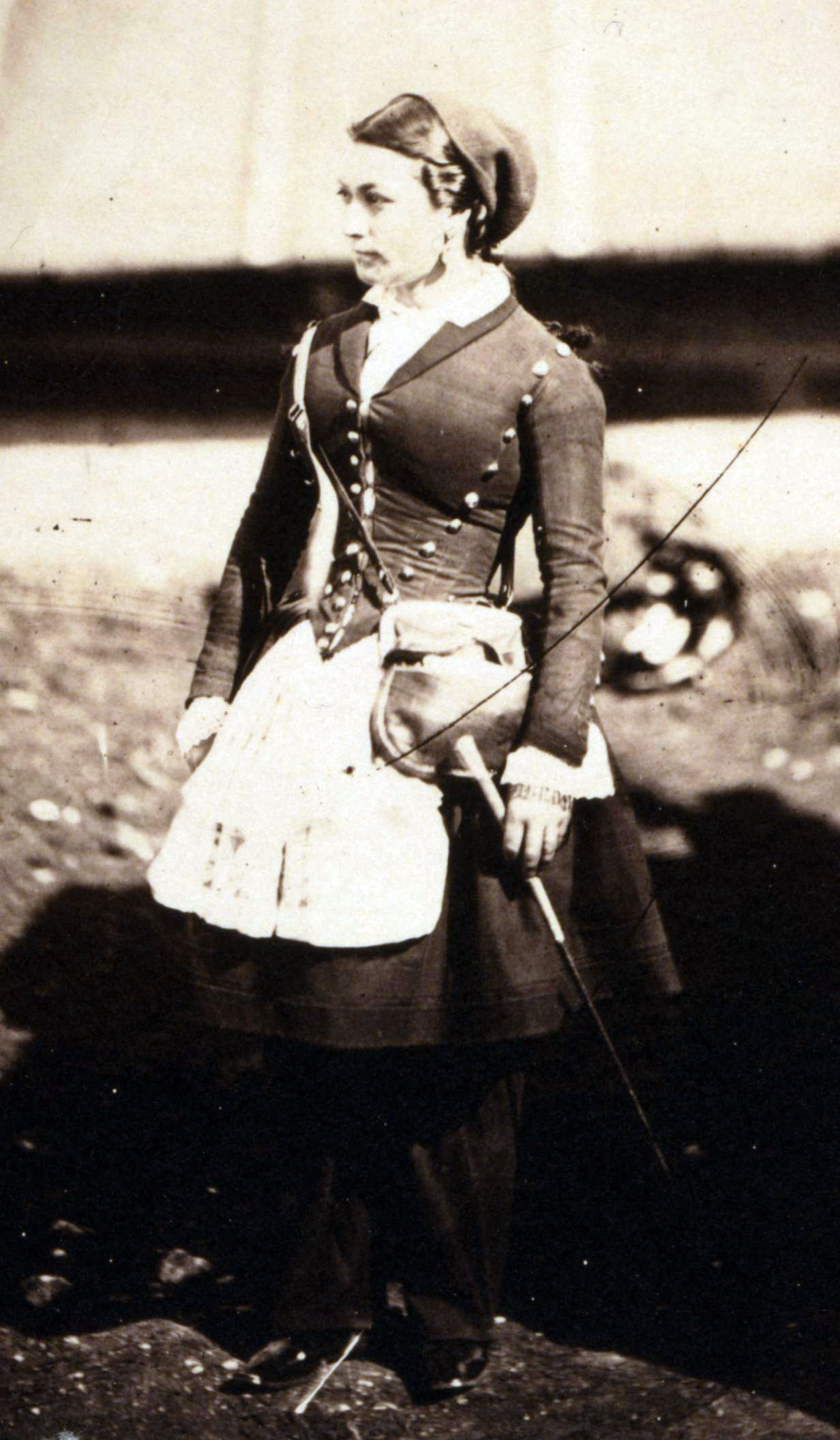
Cantinière d’un régiment de zouaves, 1855.

Le cantinier est d’abord celui qui porte la cantine (coffret), puis celui qui tient la cantine et vend boisson et nourriture, enfin celui qui s’occupe de la cantine (réfectoire). Ce métier a été exercé par des hommes et des femmes ; il est ancien : une légende cite l’existence d’une vivandière dans la bataille de Montaperti, au XIIIe siècle.
Cantinière ou vivandière ? Le métier fut le même au XIXe siècle, mais la vivandière était attachée au quartier-général à la différence de la cantinière qui résidait à la caserne. Plusieurs de ces femmes ont reçu des distinctions honorifiques comme la Médaille de Sainte-Hélène et certaines ont même été décorées de la Légion d'honneur. La romancière Edmonde Charles-Roux, qui n’était pas cantinière mais ambulancière puis infirmière pendant la Seconde Guerre mondiale, blessée à Verdun en portant secours à un légionnaire, outre la Croix de guerre et la Légion d’honneur, a cependant reçu la distinction de « vivandière d’honneur » du Régiment de marche de la Légion étrangère.
Dans l’armée, la cantinière est l’épouse du cantinier ou la femme (obligatoirement mariée en France) qui exerce la fonction de cantinier. Dans le régiment français en parade, la cantinière marche derrière la musique menée par le tambour-major et quelques pas en avant de l’état-major, ce qui indique bien l’importance dans laquelle on la tient. C’est aussi, généralement, une femme courageuse et compatissante.

« La cantinière a pour suivre les troupes une petite charrette, attelée d’un ou deux chevaux ; c’est dans cet équipage que, lors des manœuvres, elle se rend sur le terrain. Pendant le repos, elle débite aux officiers et aux soldats son tabac et ses liqueurs. En campagne, elle se dévoue pour son régiment ; plus d’une fois, au fort de la bataille, on l’a vue aller de rang en rang porter la goutte aux soldats, et braver la mitraille pour aller donner un peu d’eau aux blessés. Elle ne compte pas, ces jours-là, elle ne vend pas, elle donne. »

La cantinière française de l’armée ne vend pas seulement des denrées alimentaires et du tabac. De la Révolution française à la fin du XIXe siècle, elle propose aussi un papier à lettres décoré de vignettes imprimées (d’abord par gravure sur bois et souvent coloriées à la main, puis au pochoir) qui remporte un franc succès auprès des conscrits. On appelle ces documents des « lettres de cantinières ».
Dans les collèges et les institutions scolaires privées du XIXe siècle, la charge de cantinière pour la préparation des repas est traditionnellement celle de la femme du directeur, ce qui explique probablement la féminisation au XXe siècle des métiers de la restauration collective, alors que la restauration traditionnelle est majoritairement masculine.

### La cantinière dans les arts

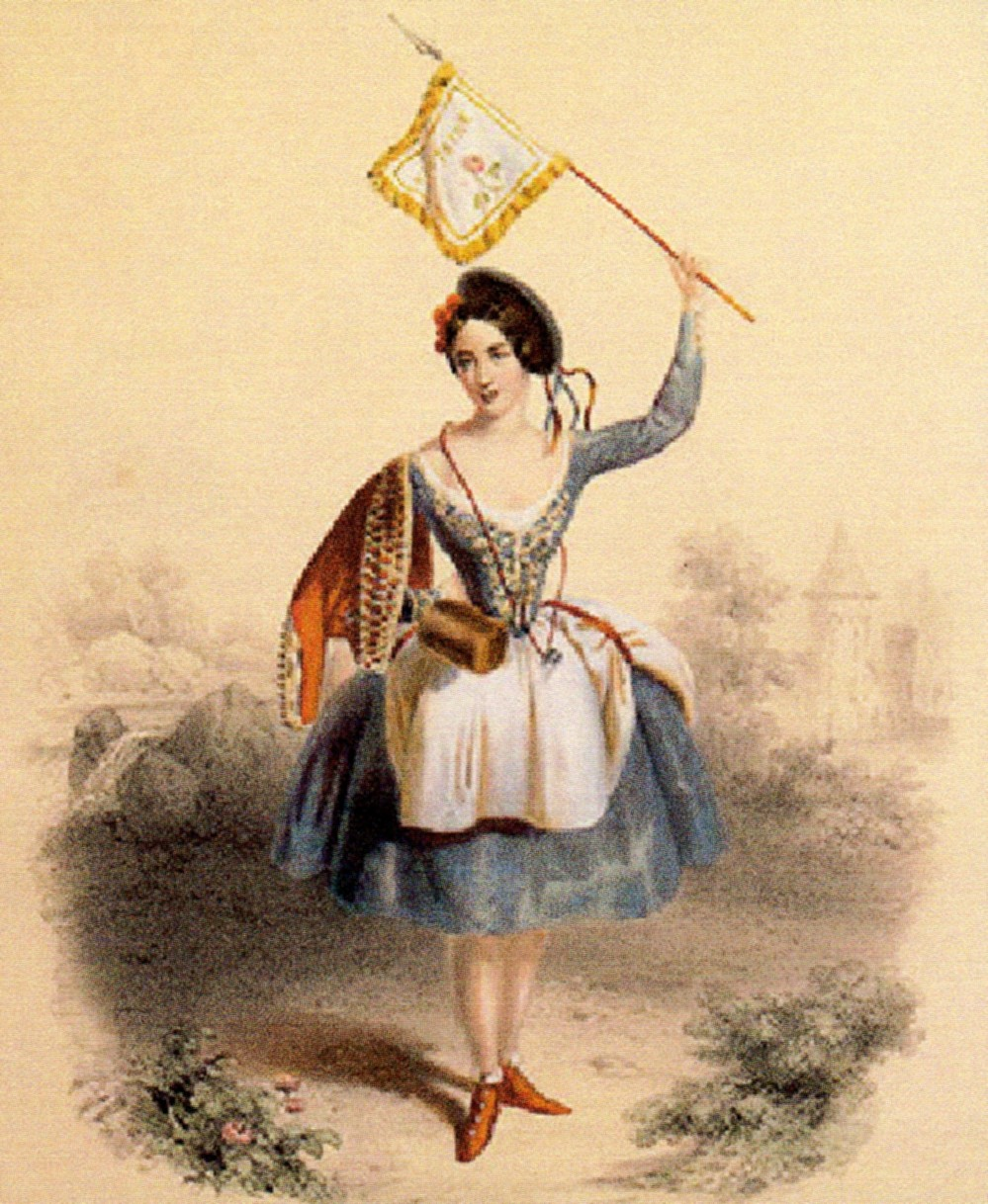
Fanny Cerrito dans le rôle de Kathi, la Vivandière du ballet de Saint-Léon / Cerrito / Pugni, Londres, 1844.

La littérature (principalement les romans), le théâtre, le ballet, l'opéra ou la chanson, essentiellement du XIXe siècle, fourmillent de ces personnages de cantinière ou vivandière au caractère intrépide et généreux, souvent présentées comme la mascotte du régiment :
- Dans La Chartreuse de Parme, roman de Stendhal, le jeune Fabrice del Dongo égaré sur la route de Waterloo est recueilli par une cantinière qui lui apprend son métier de soldat,
- Dans La Vivandière, ballet d’Arthur Saint-Léon, Fanny Cerrito est Kathi, la Vivandière, et Saint-Léon, Hans son amoureux,
- Dans La Vivandière, opéra de Benjamin Godard sur un livret d’Henri Cain, la vivandière est présentée comme une femme au grand cœur.
- Dans La Fille du régiment, opéra de Gaetano Donizetti, Marie, la vivandière des troupes de Napoléon, se révèle être la fille d’une marquise,
- Dans La Fille du tambour-major, opéra-comique de Offenbach, Stella, la fille de la duchesse della Volta, s’engage comme vivandière dans la compagnie de son père, tambour-major.
- Dans La Grande-duchesse de Gérolstein, opéra-bouffe d’Offenbach, la cantinière Wanda est la rivale de la duchesse dans le cœur du soldat Fritz qu’elle a fait général,
- Dans Madame Sans Gêne, pièce de théâtre de Victorien Sardou, le personnage de la future maréchale est une ancienne cantinière devenue duchesse.
- Dans Le Matelot breton et Les Tambours, Pierre-Jean de Béranger évoque le personnage de la cantinière mais c’est surtout sa chanson La Vivandière[170] qui a servi à véhiculer la représentation dépréciée de cette figure populaire, « mélange de fille publique entourée de soldatesque, une prostituée auréolée de gloire »[171] :

Vivandière du régiment,

C’est Catin qu’on me nomme.

Je vends, je donne et bois gaiement

Mon vin et mon rogomme.

J’ai le pied leste et l’œil mutin,

Tintin, tintin, tintin, r’lin tintin ;

J’ai le pied leste et l’œil mutin :

Soldats, voilà Catin !

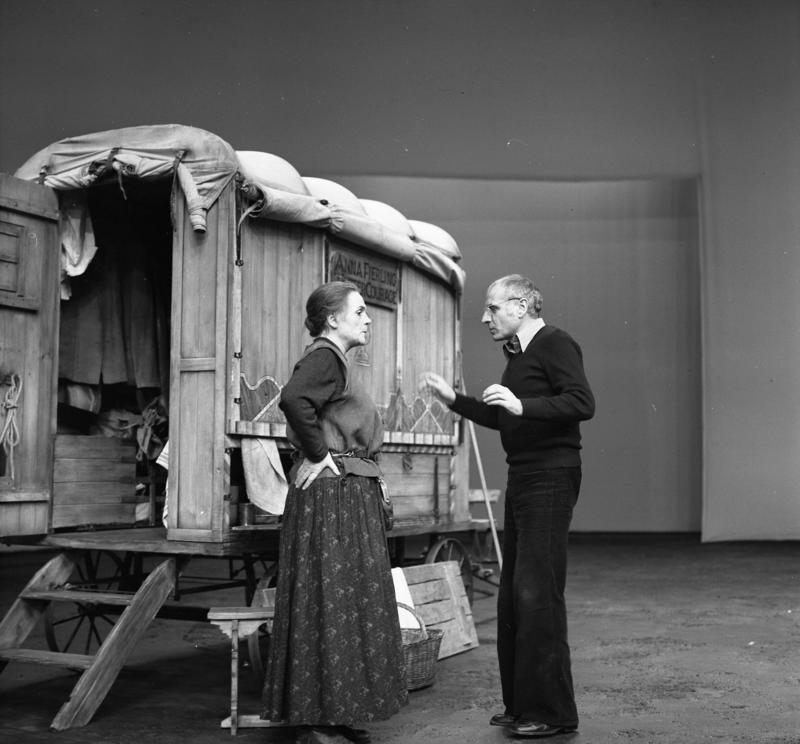
Gisela May en répétition pour Mère courage et ses enfants de Bertolt Brecht sous la direction de Manfred Wekwerth (Berliner Ensemble).

- Dans Mère Courage et ses enfants, Bertolt Brecht en donne une image beaucoup plus sombre, et correspondant probablement davantage à la vie de ces femmes en temps de conflits, en choisissant la cantinière comme exemple de mère de condition sociale modeste confrontée aux calamités qu’impose toute guerre, tirant sa cantine misérable sur les champs de bataille.

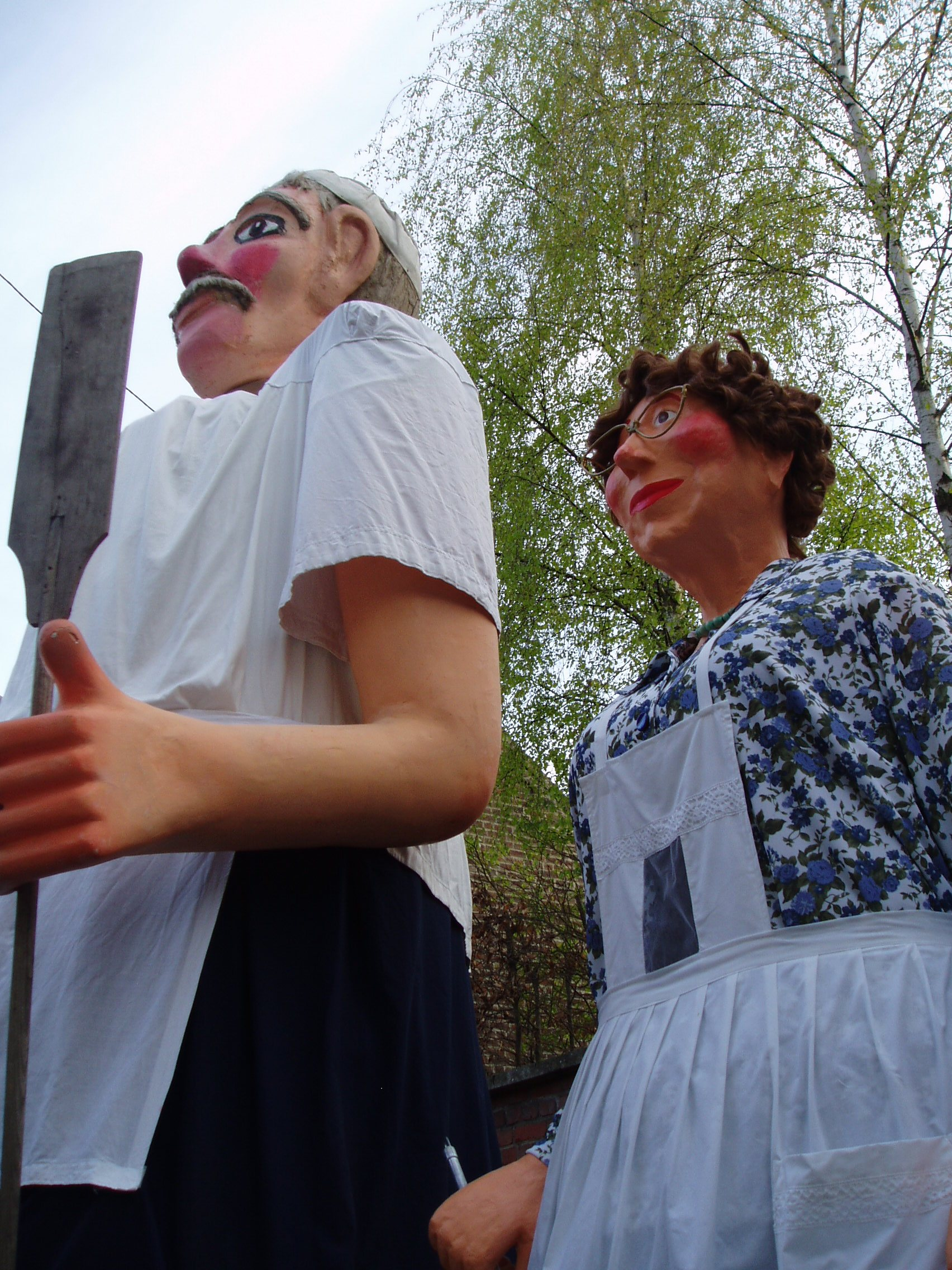
Le « cuisinier » et la « cantinière » de Oudezeele.

- Dans La Rage au corps, film français réalisé par Ralph Habib en 1954, le personnage central est une cantinière nymphomane.
- Dans sa chanson Général à vendre, écrite pour les Frères Jacques sur une musique de Pierre Philippe en 1954, Francis Blanche cite la cantinière à la fin d’une longue série de grades militaires[172].

### La cantinière dans le folklore
La cantinière est entrée dans le folklore :
- dans le cadre de reconstitutions historiques comme à Jemappes,
- dans les marches de l'Entre-Sambre-et-Meuse,
- dans les carnavals (la vivandière est l’un des personnages typiques du Carnaval de Paris),
- ou comme géante : on note des cantinières à Nieppe où se déroule la Fête des cantinières avec Miss Cantine, à la Ducasse d'Ath, à Oudezeele, etc.